# San Miguel Tocuila
San Miguel Tocuila es una localidad mexicana que pertenece al municipio de Texcoco, al oriente del Estado de México.

## Ubicación
San Miguel Tocuila se encuentra en el Municipio de Texcoco, Estado de México.  El nombre Tocuila es un topónimo náhuatl que significa "lugar de gusanos gordos".  Está situado a una latitud norte de 19° 31' 22" y una longitud oeste de , 98° 54' 46", ligeramente por debajo de los 2,240 m sobre el nivel del mar. Limita al norte con Vicente Riva Palacio, al sur con Santa Cruz de Abajo, al este con Texcoco y al oeste con parte del ex Lago de Texcoco. A principios del siglo XX, los actuales pueblos de San Felipe y Santa Cruz de Abajo eran barrios de Tocuila, Riva Palacio no existía, pues era parte del pueblo de la Magdalena Panoaya.

## Historia
En las áreas cercanas a la iglesia de San Miguel Arcángel se han descubierto vestigios arqueológicos significativos, tales como restos de cerámica y fragmentos de obsidiana elaborada. Estos hallazgos indican una ocupación prehispánica que data de antes de 1521.
De acuerdo con documentos históricos que registran la donación de un terreno, se tiene constancia de la existencia de una iglesia dedicada al arcángel San Miguel en el año 1542. La parroquia que se encuentra actualmente es del siglo XVIII y fue construida por etapas, siendo la torre y el campanario los últimos en ser edificados en el siglo XIX, como se indica en una lápida empotrada en la cara norte de la torre del campanario.
En los años treinta del siglo XX, Tocuila y sus ejidos colindaban, al norte, con el pueblo de Panoaya y sus ejidos, terrenos de los señores Monroy y la Hacienda Solache; al poniente con más territorio ejidal de Panoaya y con la Hacienda de Chapingo; al sur, con la misma Chapingo y el rancho de la Concepción; y al oriente, con Texcoco. En septiembre de 1935, Tocuila obtuvo una ampliación de sus ejidos con un total de 954 hectáreas de la exhacienda de Chapingo. Posteriormente, el 8 de mayo de 1945, San Miguel Tocuila adquirió la categoría política de pueblo.

## Administración

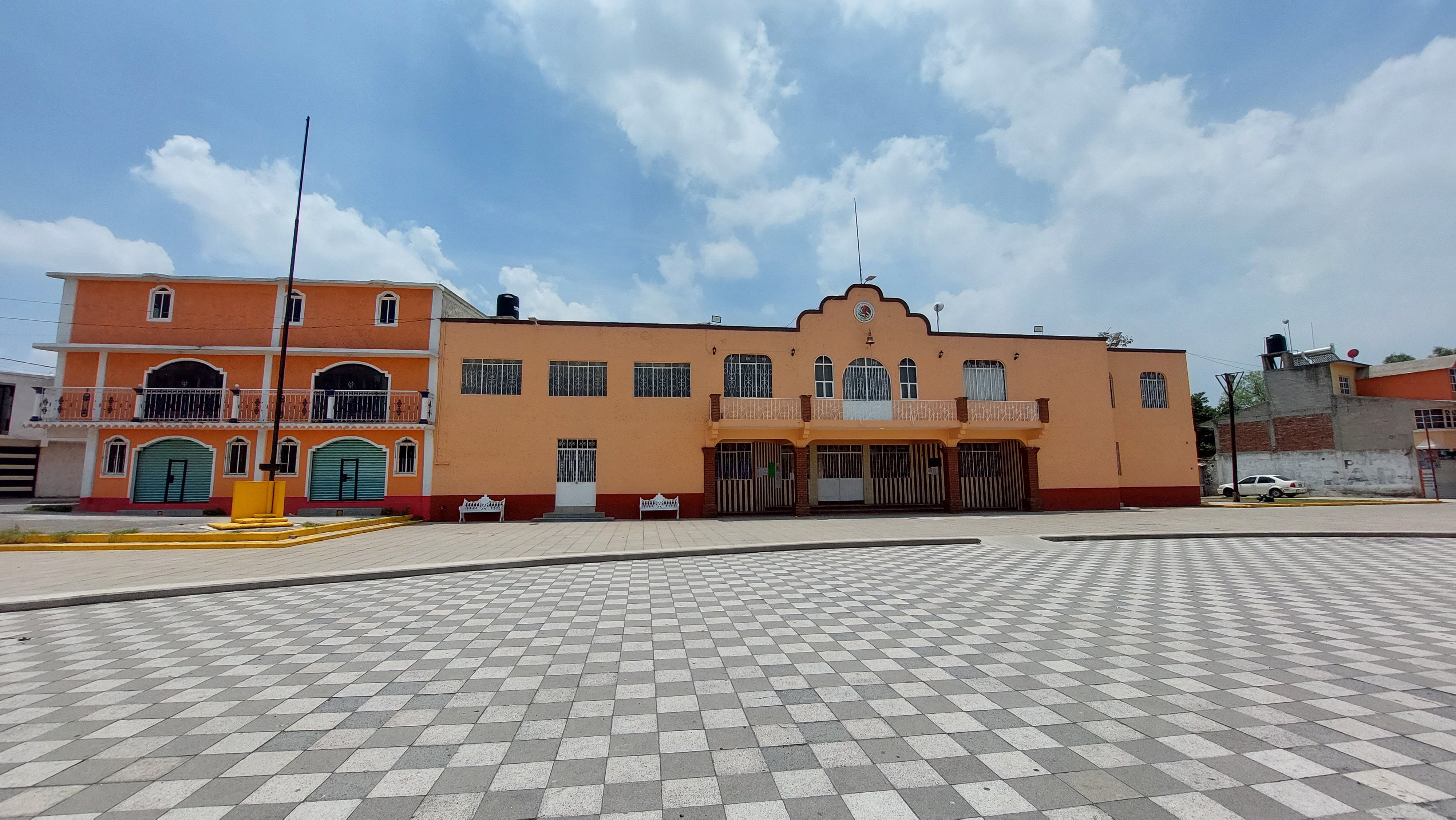
Delegación municipal de San Miguel Tocuila (2023).

La administración de San Miguel Tocuila recae en las autoridades municipales auxiliares o "delegados", quienes son elegidos durante la asamblea pública general que tiene lugar en el auditorio del pueblo. Desde 2013, estos delegados cuentan con el respaldo y apoyo del COPACI (Consejo de Participación Ciudadana). Por otro lado, el servicio de agua es gestionado por el Comité de Agua Potable, cuyos miembros también son elegidos durante la asamblea pública. Este comité se encarga de autorizar nuevas conexiones, cobrar cuotas y garantizar la distribución adecuada del agua. Las oficinas de los delegados, el COPACI, el Comité de Agua Potable y el Registro Civil se encuentran en la delegación misma. Además, con el objetivo de mantener la seguridad del pueblo, se encuentra un destacamento de la Policía municipal de Texcoco en el lugar.

## Geografía social, económica y física
Según los datos del Instituto Nacional de Estadística y Geografía (INEGI) correspondientes al año 2010, la población de San Miguel Tocuila se estima en aproximadamente 105,165 habitantes. De este total, se reporta que 54,048 son mujeres y 51,117 son hombres.
La comunidad cuenta con infraestructura básica de luz, agua, alcantarillado, alumbrado público, panteón y una delegación municipal.  Tiene dos tipos de régimen de uso de suelo, ejidal y propiedad privada.  Son aproximadamente 200 los ejidatarios legalmente reconocidos.  En la zona ejidal se siembra principalmente frijol, alfalfa, y maíz.  Dada la cercanía al Municipio de Chiconcuac, un número importante de familias se dedica a la maquila de ropa.  Debido a la frecuencia de las fiestas religiosas hay quienes se dedican a la pirotecnia y el trabajo de figuras en yeso.  Es una de las comunidades más grandes en el Municipio de Texcoco, Estado de México, tanto territorialmente como en población.
La comunidad cuenta con una biblioteca municipal denominada “Nezahualpilli” en la calle Josefa Ortíz de Domínguez.  Estos son los centros educativos en San Miguel Tocuila:
| Grado escolar            | Nombre de la escuela        | Ubicación en calle |
| ------------------------ | --------------------------- | ------------------ |
| Jardín de niños          | Xochiquetzal                | Aldama             |
| Primaria                 | Vicente Guerrero            | Benito Juárez      |
| Primaria                 | Lázaro Cárdenas             | San Rafael         |
| Secundaria               | Justo Sierra                | Educación          |
| Bachillerato tecnológico | Dr. Eduardo Suárez Aparicio | Pino Suárez        |

La población cuenta con los servicios de la lechería LICONSA ubicada en el jardín municipal. Hay un centro de salud, aunque los ciudadanos también tienen la opción de acudir a las clínicas del IMSS, ISSSTE o ISSEMyM de Texcoco, o con médicos particulares.
Las líneas de pasajeros que brindan el servicio a San Miguel Tocuila y comunidades aledañas son la Ruta 90, hoy conocida como "Rápidos de la Costa Chica", la Ruta 94 y la línea Autotransportes Ixtlixóchitl, que fue una de las primeras líneas de camiones que existieron en el Municipio de Texcoco.  Esta, además de proporcionar el servicio a las comunidades del municipio, llegaba hasta la Ciudad de México.
Las actividades agrícolas en la zona están cediendo a las presiones de la urbanización.  En el pasado, la razón principal que impulsaba a las familias campesinas a trabajar el campo era el autoabasto como una estrategia para complementar los ingresos básicos.

## Museo de Paleontología
En julio de 1996, se produjo un descubrimiento importante en las calles José María Morelos y 16 de Septiembre en Tocuila. Mientras algunos trabajadores excavaban una cisterna, encontraron una cantidad considerable de restos óseos. Inmediatamente informaron al propietario del terreno, quien permitió la intervención del Instituto Nacional de Antropología e Historia (INAH) para llevar a cabo los estudios correspondientes. El equipo de investigación incluyó al arqueólogo Omar Rodríguez, al antropólogo físico David López Monroy, al arqueólogo Luis Morett Alatorre (investigador y director del Museo Nacional de Agricultura de la Universidad Autónoma Chapingo) y al Dr. Joaquín Arroyo Cabrales. Durante la excavación se encontraron tres cráneos casi completos de mamut (Mammuthus Columbi), dos grandes fragmentos de otros cráneos de gran tamaño, cuatro mandíbulas y restos óseos de caballos (Equus sp), bisontes (Bison sp), camellos (Camelops Hesternus), liebres (Sylvilagus Cunicularius), un felino grande aún no identificado y aves acuáticas en los estratos superiores.
Dada la importancia del descubrimiento, se estableció un museo en el lugar. Este yacimiento paleontológico destaca por ser uno de los más ricos en la cuenca de México. Según el Instituto Nacional de Antropología e Historia, aunque se han encontrado restos en localidades cercanas como Ixtapan, Atenco y Tepexpan, ninguno ha sido tan abundante y diverso como el de Tocuila.

## Cultura

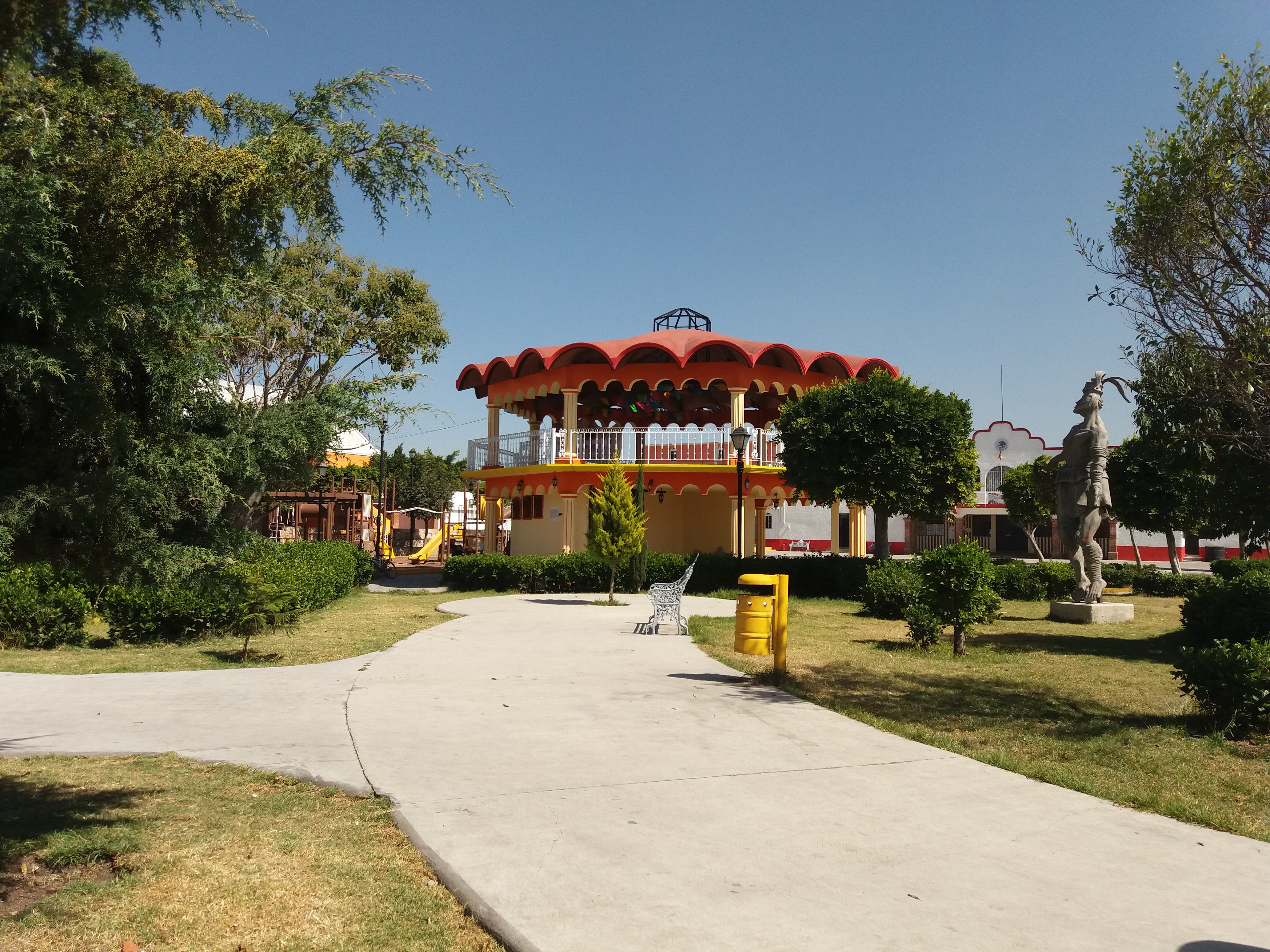
Kiosco de San Miguel Tocuila (2017).

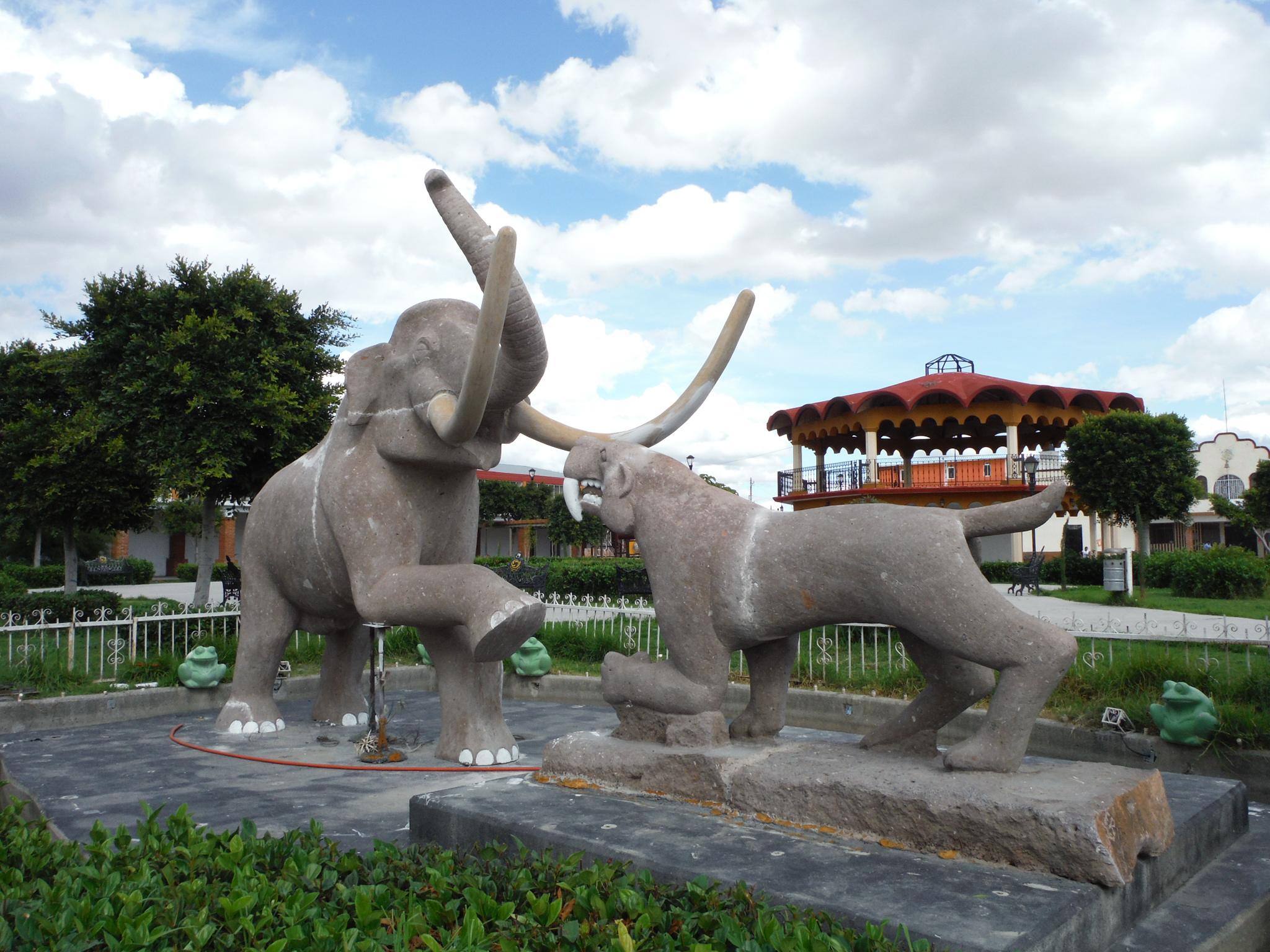
Centro de San Miguel Tocuila (2014).

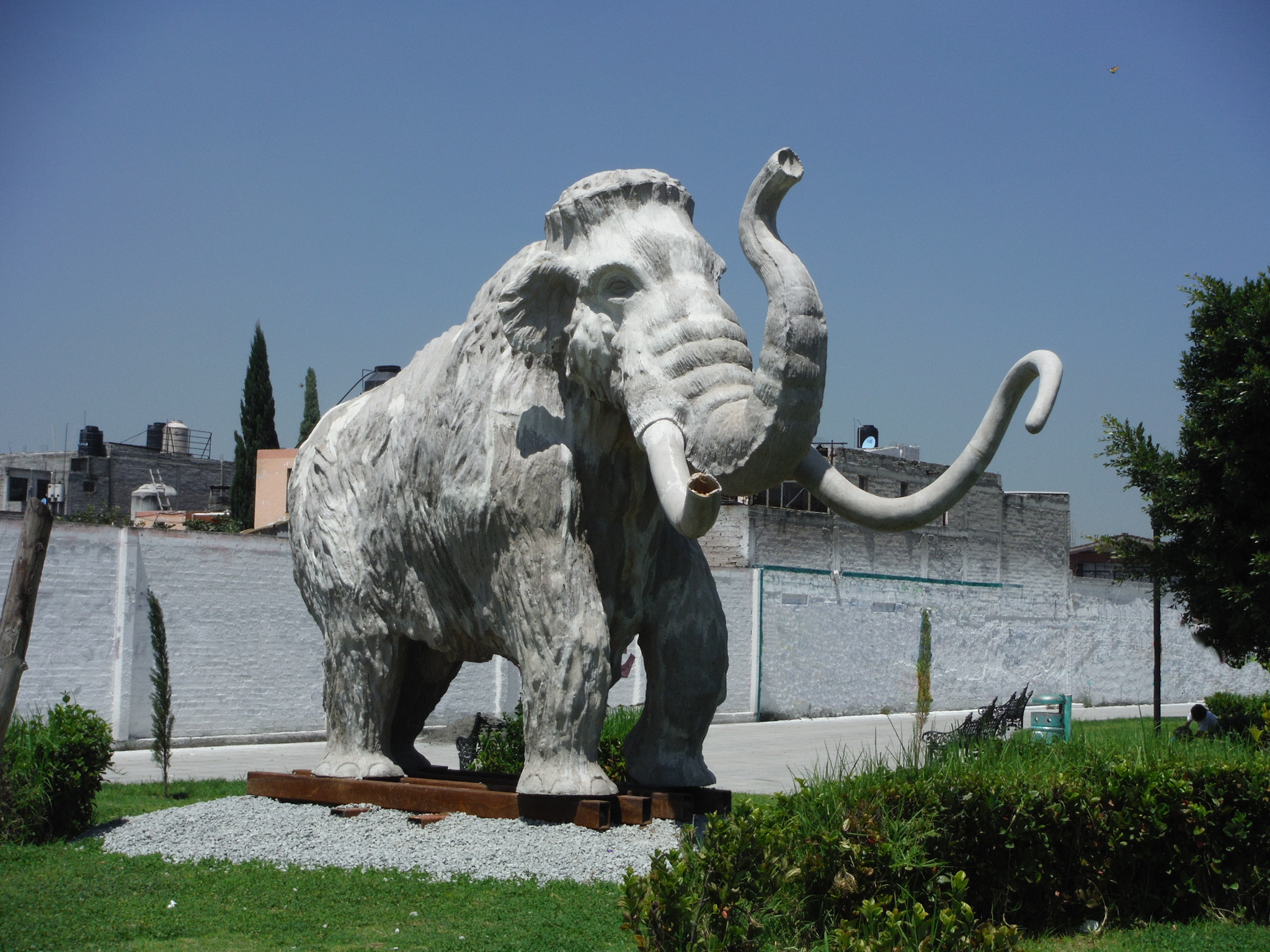
Escultura de mamut en el centro de San Miguel Tocuila (julio de 2014).

Como parte de las tradiciones de la comunidad se realiza un carnaval en los meses de febrero y marzo.  En este participan hombres ataviados con un traje de gala denominado "frack" o "levita", una máscara de cera con un diseño europeo de antaño, barba sintética, sombrilla y sombrero de copa.  A estos personajes se les llama "huehuenches" o "los viejos" del náhuatl (huehuetl= viejo). También participan hombres vestidos de mujeres, lo que ha convertido esta fiesta en un escaparate de "mujeres encerradas en cuerpos de hombre" vestidos en ropa de gala. Estos bailes de llevan a cabo en "cuadrillas", las cuales recorren las calles de la comunidad. En ocasiones son invitados a participar en la cabecera municipal. La festividad culmina con la quema del "palegrande", que generalmente se realiza en la explanada de la delegación municipal. De acuerdo a la gente de mayor edad de la comunidad, se originó en San Salvador Atenco, una colonia de creación posterior a San Miguel Tocuila. Conforme fueron conviviendo las comunidades, se empezaran a realizar estas danzas. Actualmente, esta festividad de carnaval se ha arraigado en el sentir de la comunidad de San Miguel Tocuila formando parte de su identidad cultural.
Las tradiciones y fiestas patronales católicas más importantes de la comunidad son:
| Fecha o época                                           | Festividad                                   |
| ------------------------------------------------------- | -------------------------------------------- |
| Penúltimo lunes de la Cuaresma, llamado Lunes de Lázaro | Señor de Chalma, de Esquipula y del Calvario |
| Viernes Santo                                           | Viacrucis                                    |
| 8 de mayo                                               | San Miguel Aparicio                          |
| 15 de mayo                                              | San Isidro Labrador (celebrado en el Tlatel) |
| 29 de septiembre                                        | San Miguel Arcángel                          |
| 12 de diciembre                                         | Santa María de Guadalupe                     |
| 25 de diciembre                                         | Niño Jesús                                   |

En estas festividades se ve reflejado el sincretismo religioso que llevó a dos culturas, la española y la indígena, totalmente diferentes, a convivir en un mismo lugar. Se realizan danzas de "Santiagos", la danza azteca, los sembradores y el culto a la virgen de Guadalupe. La danza de los "Santiagos" es una representación de moros y cristianos, en la que cada bando exalta las cualidades de Cristo y Mahoma, saliendo victoriosos los cristianos al lograr la muerte de los infieles. La danza de los aztecas combina el elemento religioso católico y la adoración azteca. La danza de los sembradores es un tributo y respeto a la tierra a través de las faenas de cultivo de maíz. Todas estas danzas las representan los habitantes de la comunidad. Las festividades incluyen 3 días de feria, fuegos pirotécnicos y mecánicos.

## Edificaciones destacadas
La iglesia.  Data del siglo XVIII. En el campanario del lado norte existe una lápida dedicada por su nieto a Bernardino Venegas, quien colocó la cruz de esa torre. También existe una inscripción en el coro fechada 23 de noviembre de 1858. La iglesia se encuentra dentro del Catálogo de Monumentos Históricos del Instituto Nacional de Antropología e Historia (INAH).
Casa que se usó como cuartel de soldados carrancistas y zapatistas.  Se encuentra en la calle 16 de Septiembre número 4. Según información del Instituto Nacional de Antropología e Historia es la casa más antigua de la población. 
Delegación municipal. Luis Donaldo Colosio fue quien colocó la primera piedra al iniciar la construcción. M Fue inaugurada el 19 de julio de 1990 por Ignacio Pichardo Pagaza, gobernador del Estado de México en turno.  
Auditorio Municipal. Se usa para las reuniones y eventos de la comunidad, renovado en septiembre de 2017. 
Kiosco.  Fue construido gracias a la cooperación de los ejidatarios. 
Casa de Cri-Cri.  Se encuentra en la calle Allende. No está abierta al público. 
Cruz de Cerón.  Se encuentra en el cruce de las calles Francisco Villa, Niños Héroes y avenida Nacional. Se dice que allí se escondía un bandido con el nombre de Cerón, que asaltaba a las personas en su camino de Tlaxcala a la Ciudad de México, pasando por Texcoco y Tocuila. Cuando lo mataron, fue enterrado allí. Investigaciones recientes señalan que al ser el acceso principal al pueblo se trata de un momoztli con antecedente prehispánico.

## Religión

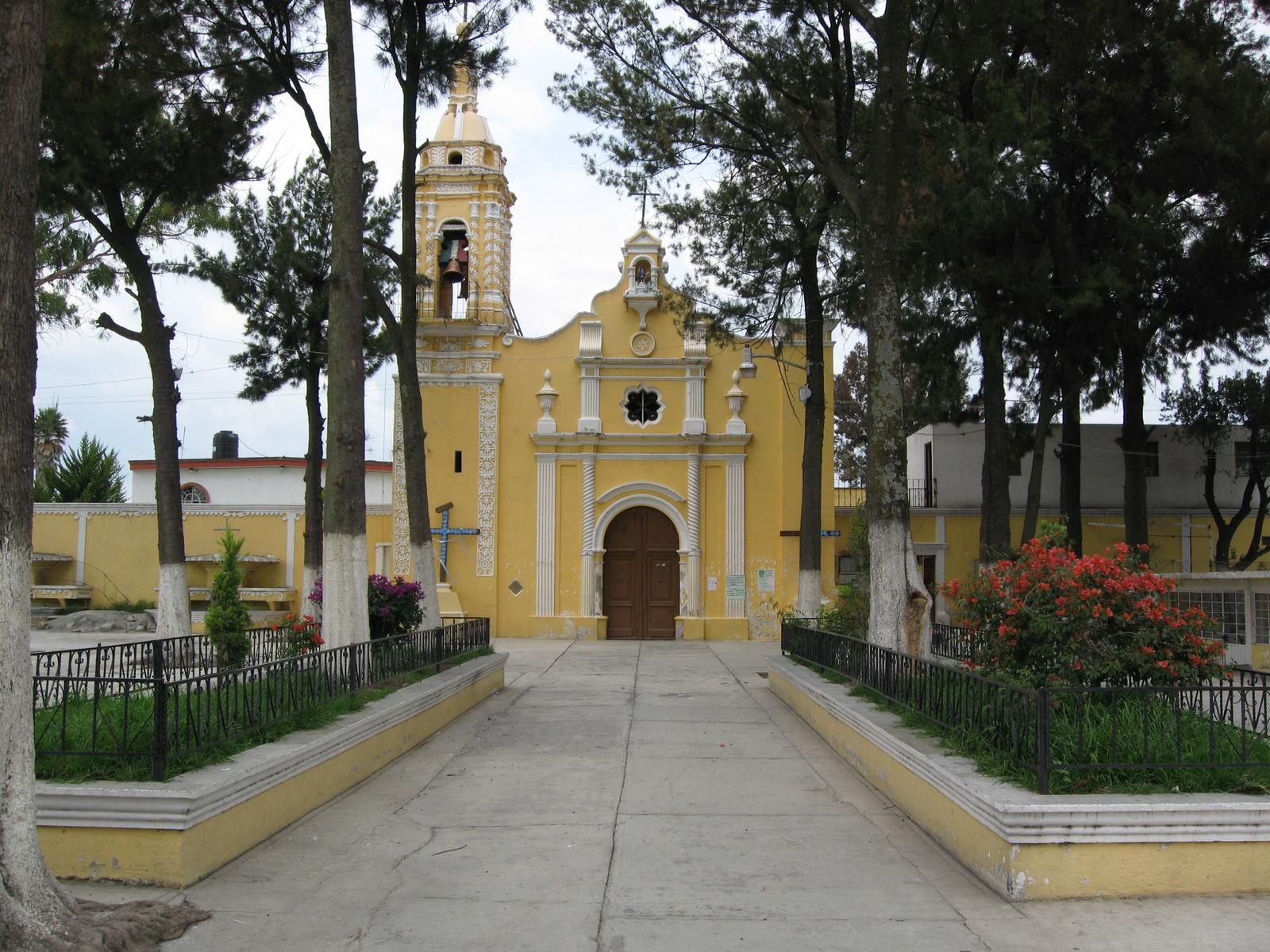
Parroquia de San Miguel Tocuila (junio de 2008).

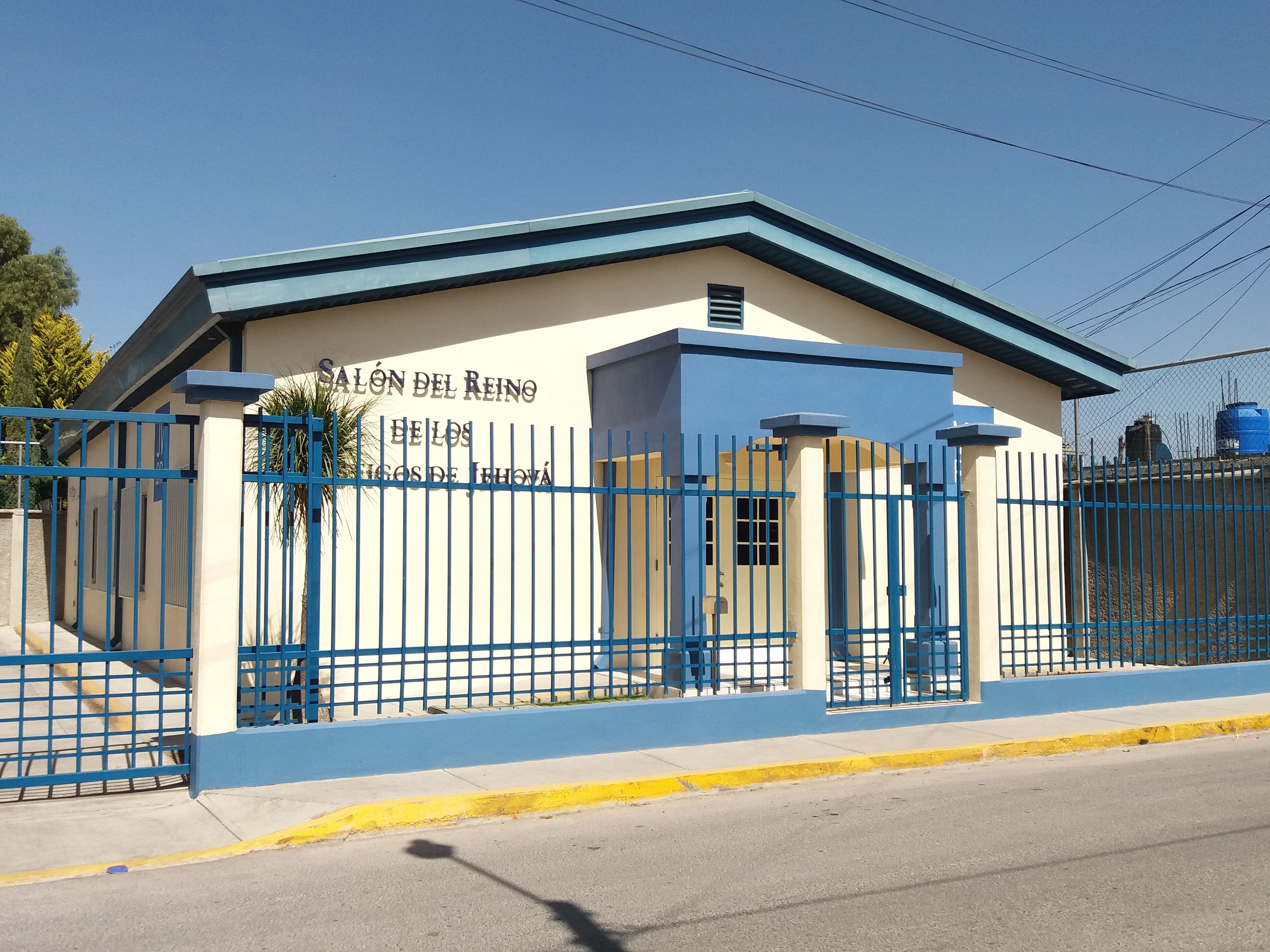
Salón del Reino de los testigos de Jehová en San Miguel Tocuila (noviembre de 2017)

La religión todavía es un aspecto importante en la vida de muchas personas de San Miguel Tocuila. En el pueblo hay varias capillas, iglesias, templos, una parroquia y un salón del Reino. Además de la población que profesa el catolicismo, la cual es la mayoría, hay una iglesia bautista, un templo evangelista y un salón del Reino de los Testigos de Jehová, a quienes se les ve predicando regularmente de casa en casa casi todos los días de la semana.
| Edificio           | Religión           | Ubicación                                                            |
| ------------------ | ------------------ | -------------------------------------------------------------------- |
| Capilla            | Catolicismo        | Calle Lázaro Cárdenas, esquina con Emiliano Zapata                   |
| Iglesia, parroquia | Catolicismo        | Calle 16 de Septiembre, entre Niños Héroes y Miguel Hidalgo          |
| Iglesia            | Bautista           | Avenida Benito Juárez, entre Emiliano Zapata y 16 de Septiembre      |
| Salón del Reino    | Testigos de Jehová | Calle Pino Suárez, entre Emiliano Zapata y Josefa Ortiz de Domínquez |
| Templo             | Evangelista        | Calle Francisco I. Madero, casi esquina con Pino Suárez              |

## Alimentación
En el pasado el lago de Texcoco proporcionaba a la población alimento nutritivo con un alto contenido proteínico, como peces, moluscos, acociles, ajolotes, chichicuilotes y las "bolas de ahuautle." Con el ahuautle y los ajolotes se hacían tamales. Los chichicuilotes se comían fritos con salsa verde.  Al secarse el lago de Texcoco se perdió este tipo de alimentación.  Actualmente se consume carne de cerdo y de res. Los tlacoyos, los tamales de piloncillo (azúcar morena) y el pan de pueblo son algunas de las especialidades de la comunidad.

## Personajes
Francisco Gabilondo Soler, famoso por presentar por muchos años un programa de radio enfocado a los niños, para el cual creó el personaje Cri-Cri, el grillito cantor. A su retiro de la música, trasladó su residencia al pueblo de San Miguel Tocuila.  Allí construyó una casa con cierta semejanza a la que tuvo en su infancia. Instaló un telescopio para satisfacer su afición a la astronomía. La casa se encuentra en la calle Allende marcada con el nombre Quinta Calyecac.

## Turismo
Tocuila no recibe muchas visitas de turistas.  Sin embargo, estos son algunos lugares de interés:
1. Parroquia de San Miguel Arcángel, construido durante el siglo XIII
2. Centro de San Miguel Tocuila con su singular kiosco y las dos esculturas de mamut. La última de estas esculturas se colocó allí en julio de 2014.
3. Museo Paleontológico de San Miguel Tocuila.
4. La casa de Cri-Cri (Quinta Calyecac) en la calle Allende.  Es una casa privada que solo se puede ver por fuera.
5. Hay un sinnúmero de pequeños locales y puestos con sabrosos antojitos de la zona.

## Galería de fotos - Zona ejidal

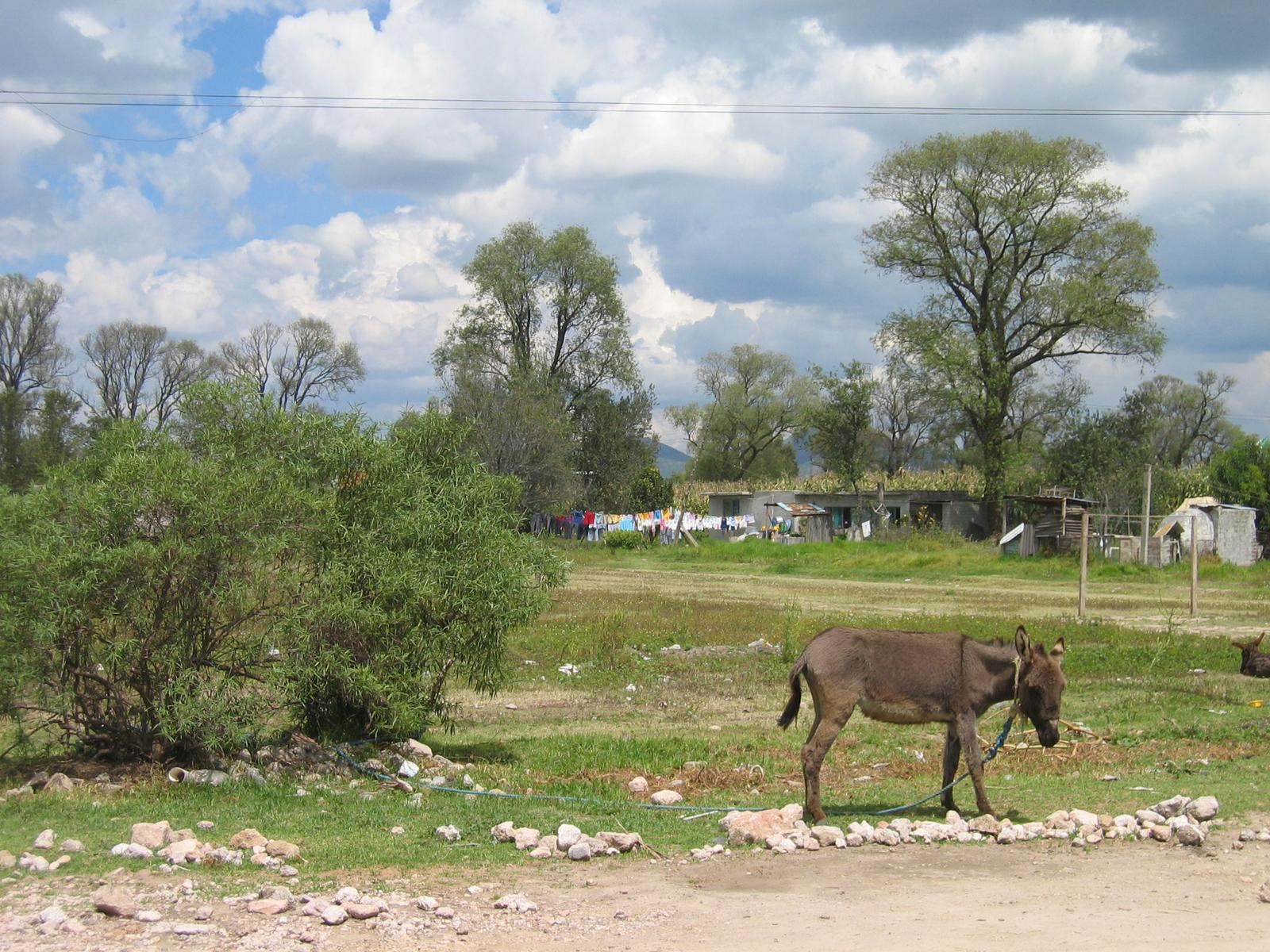
Zona ejidal de Tocuila (2008)
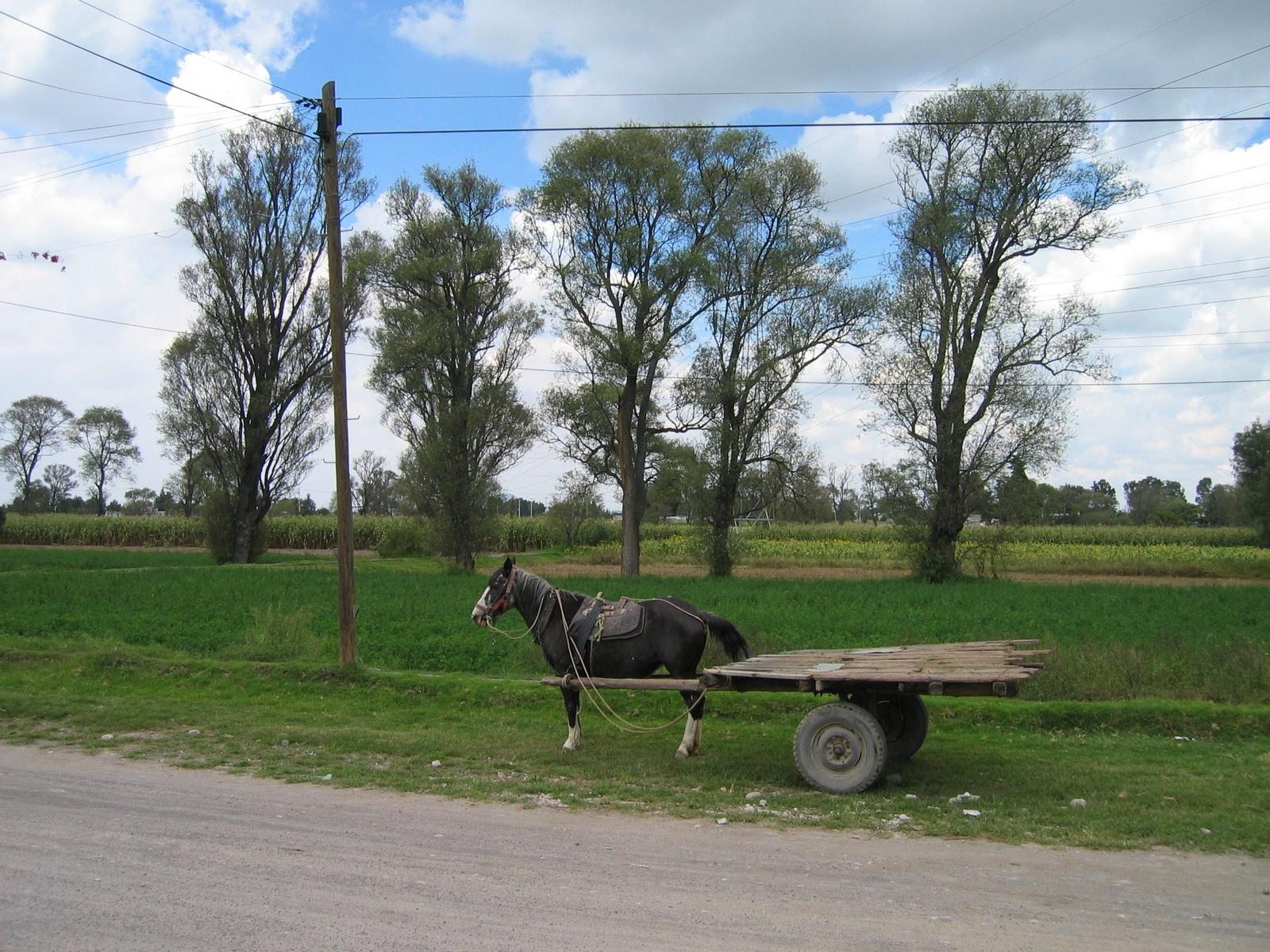
Zona ejidal de Tocuila (2008)
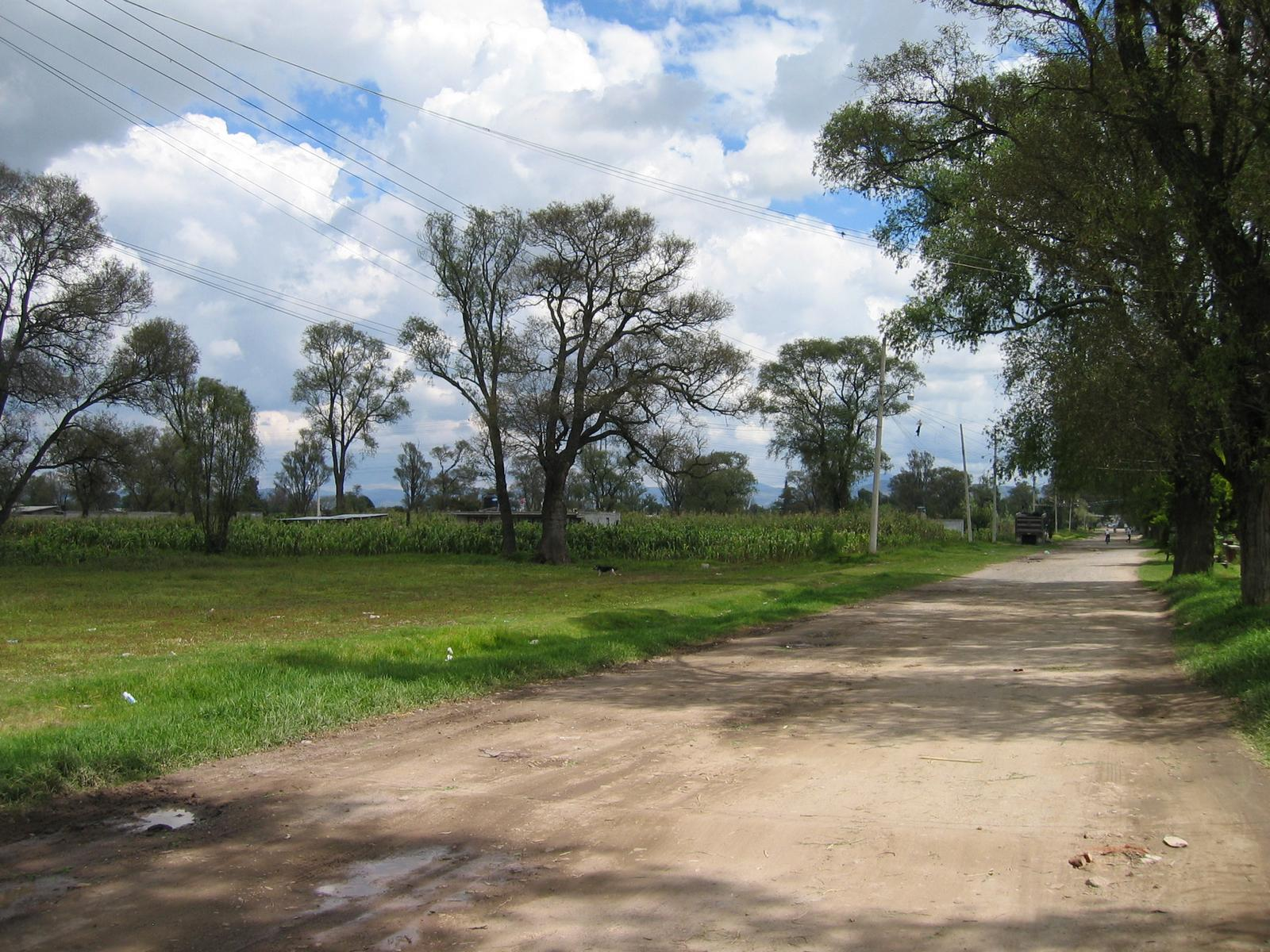
Zona ejidal de Tocuila (2008)
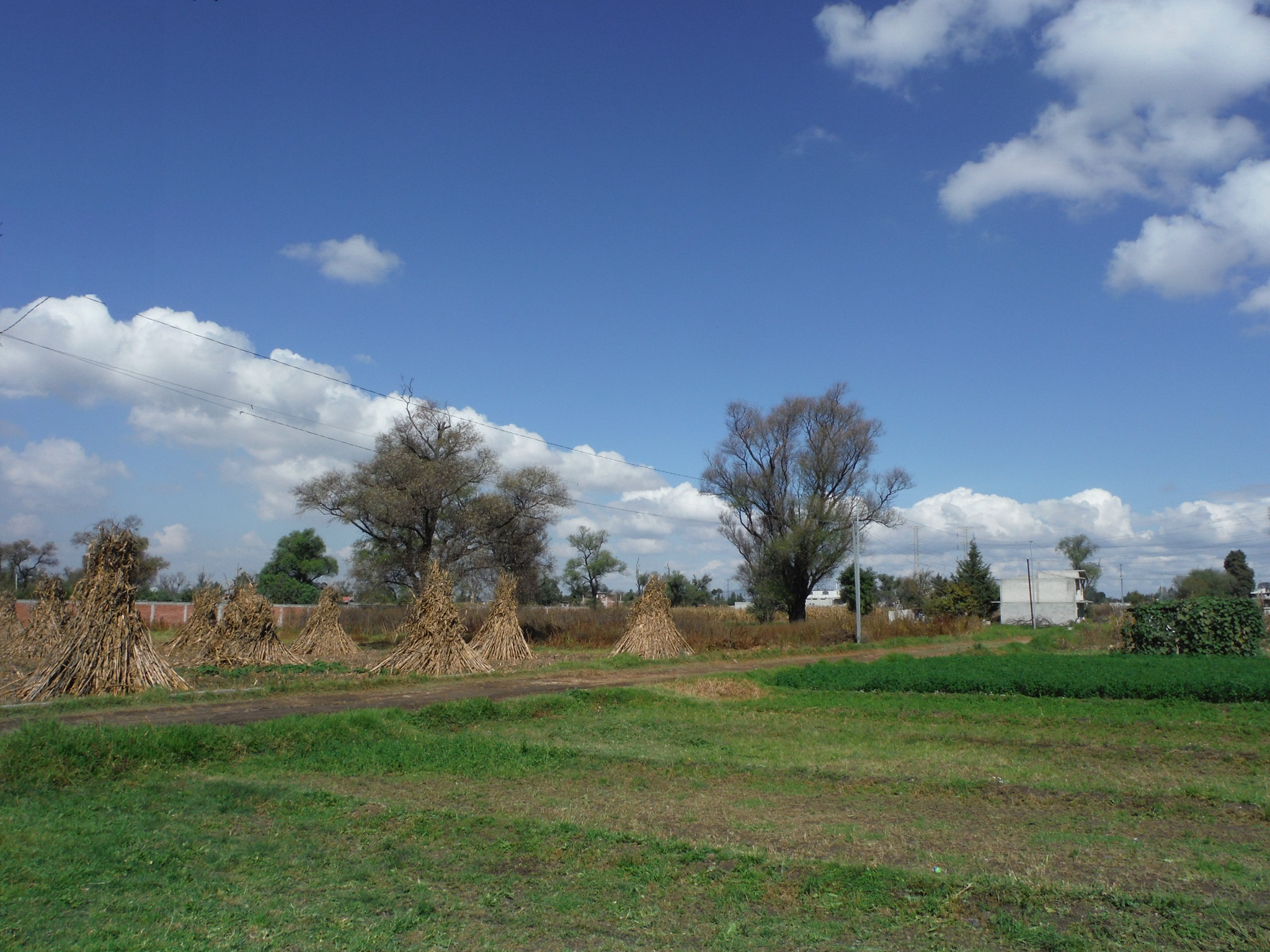
Zona ejidal de Tocuila (2013)
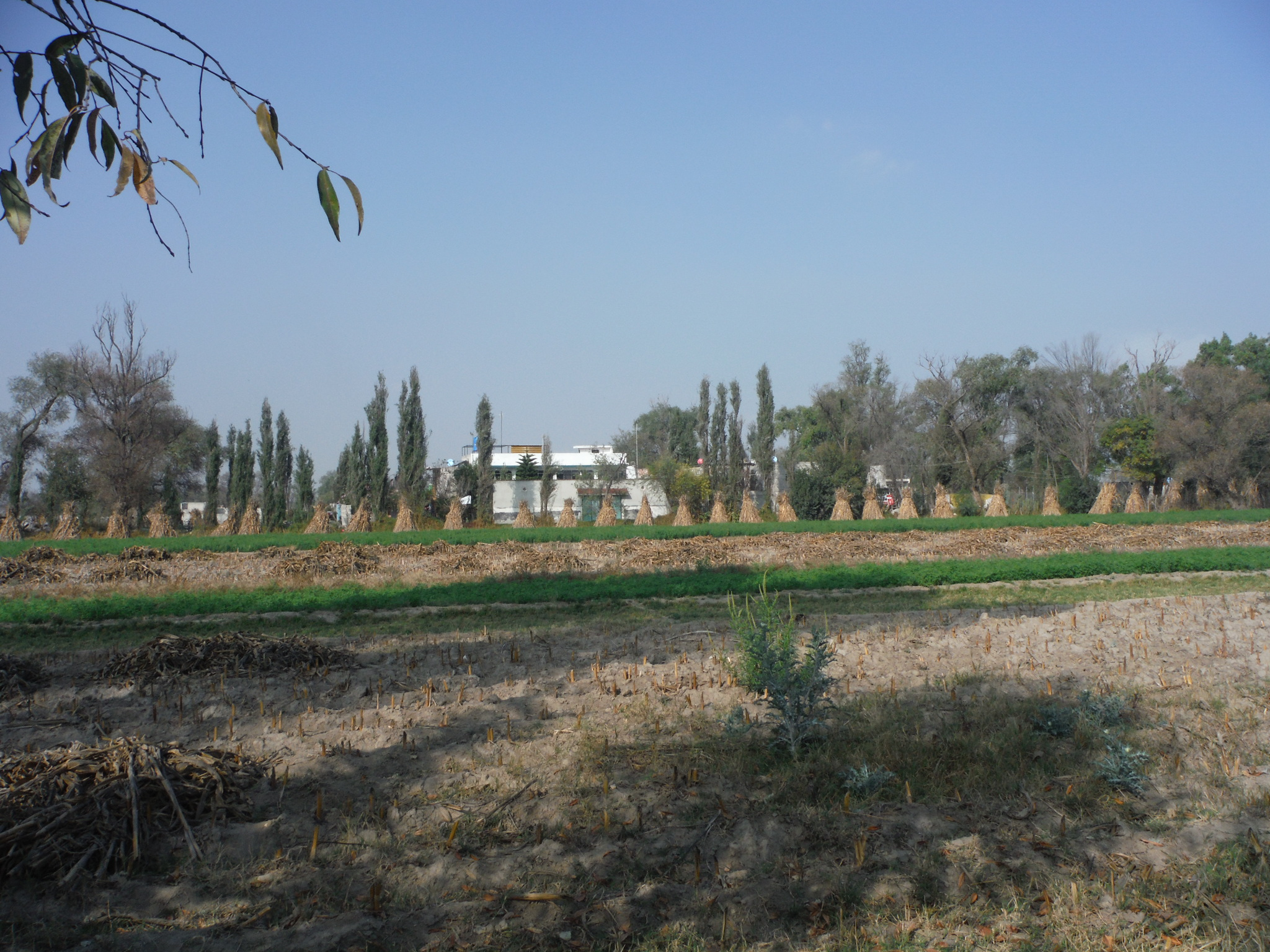
Zona ejidal de Tocuila (2016)
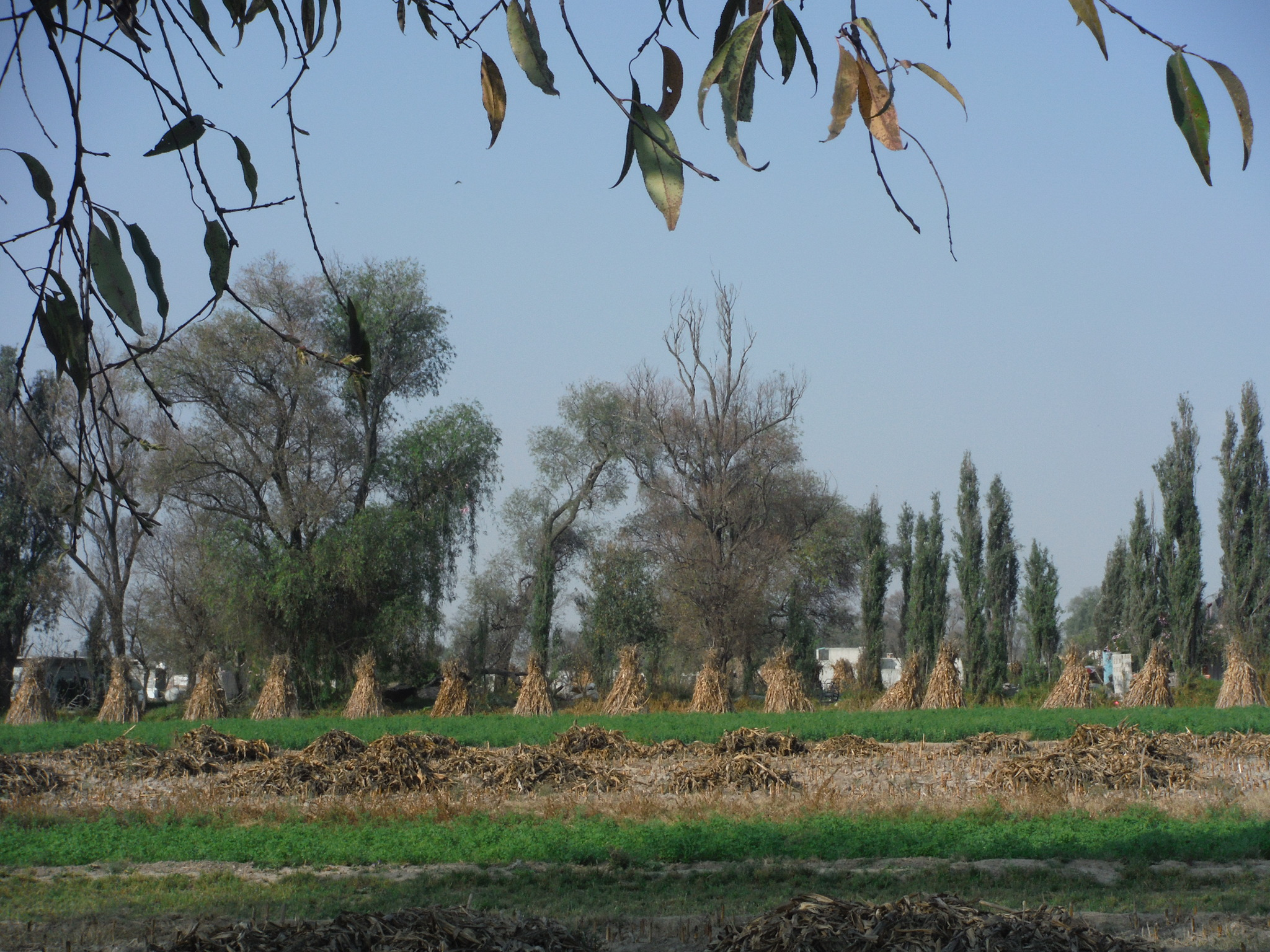
Zona ejidal de Tocuila (2016)
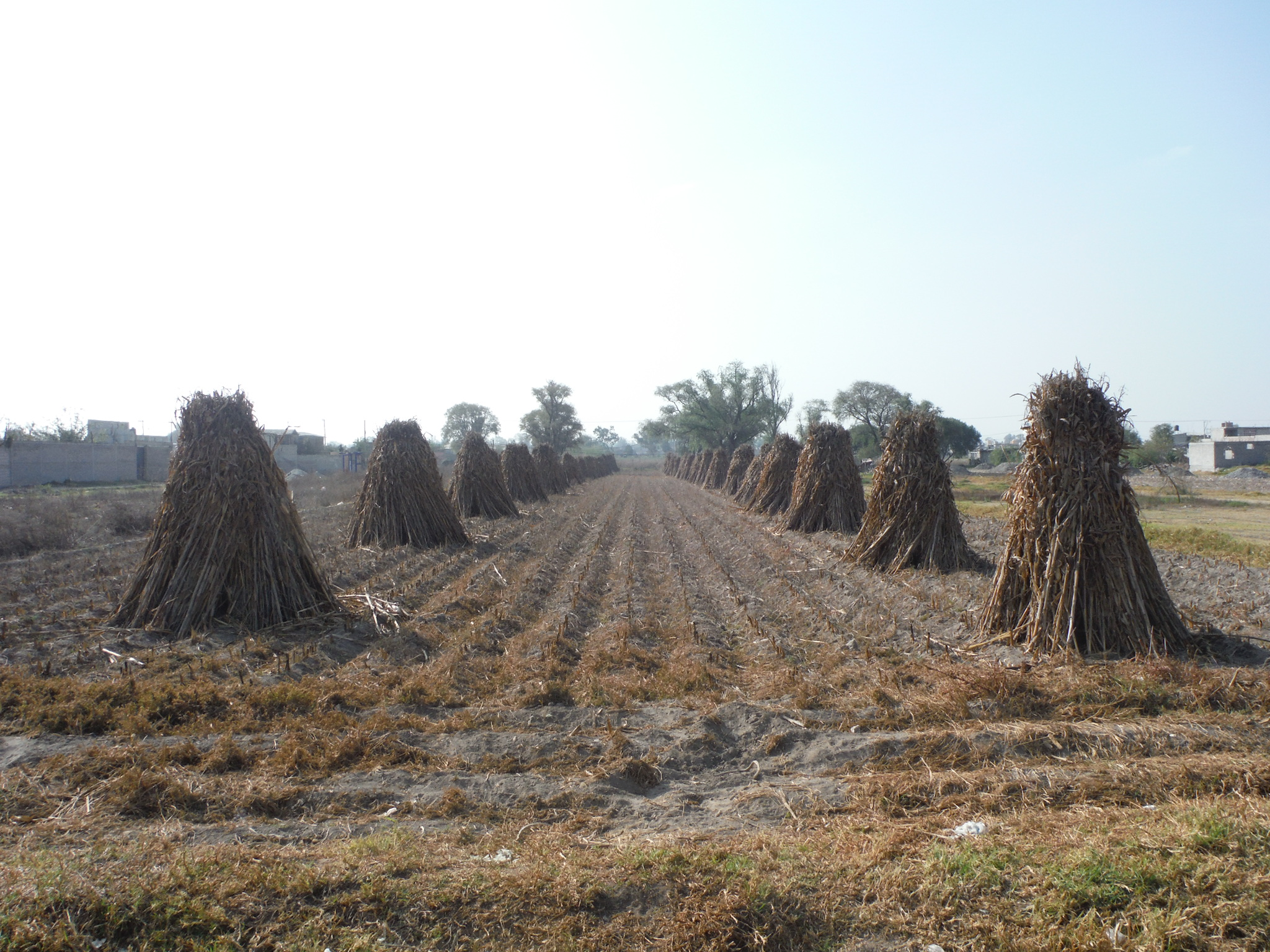
Zona ejidal de Tocuila (2016)
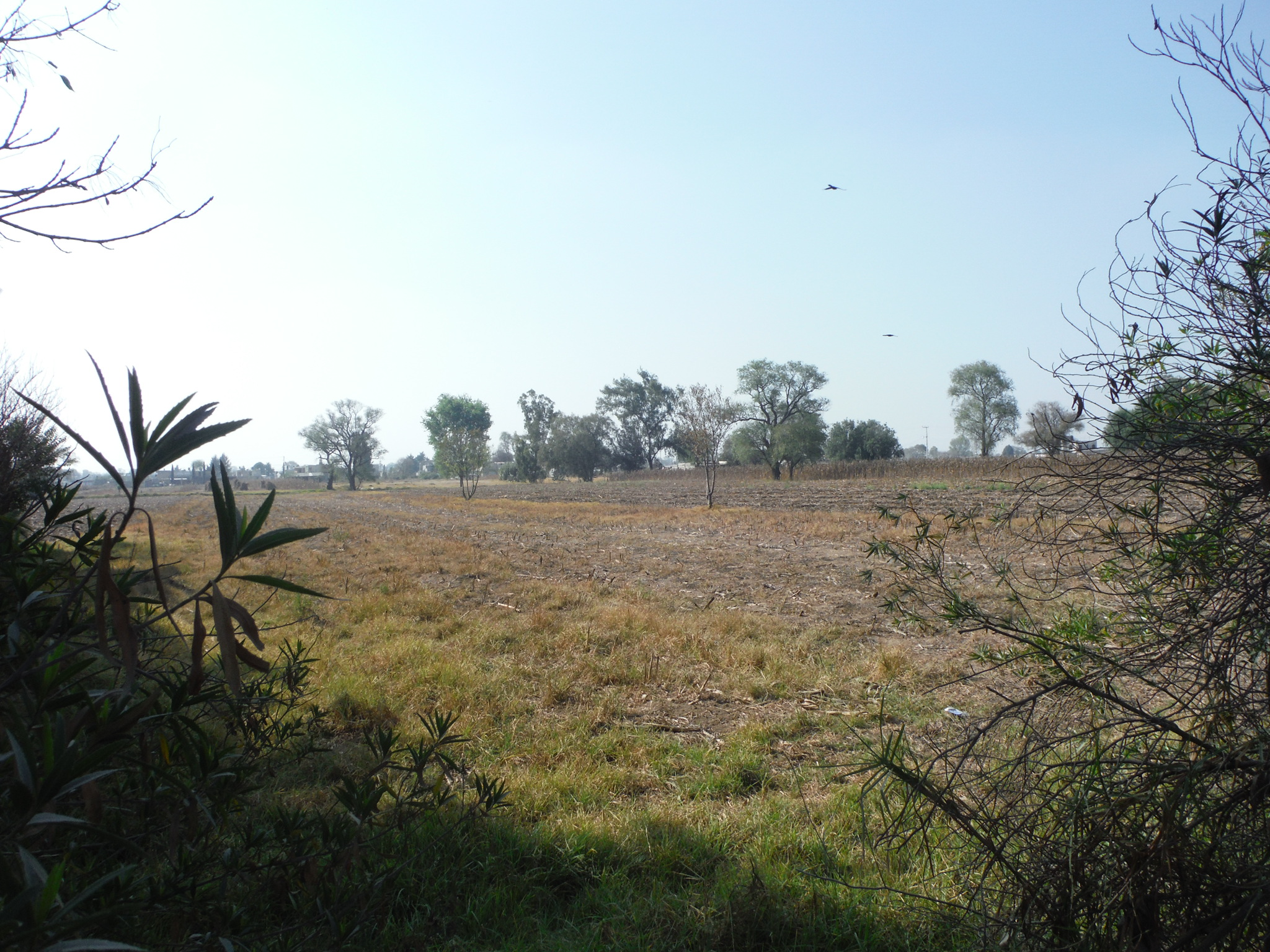
Zona ejidal de Tocuila (2016)
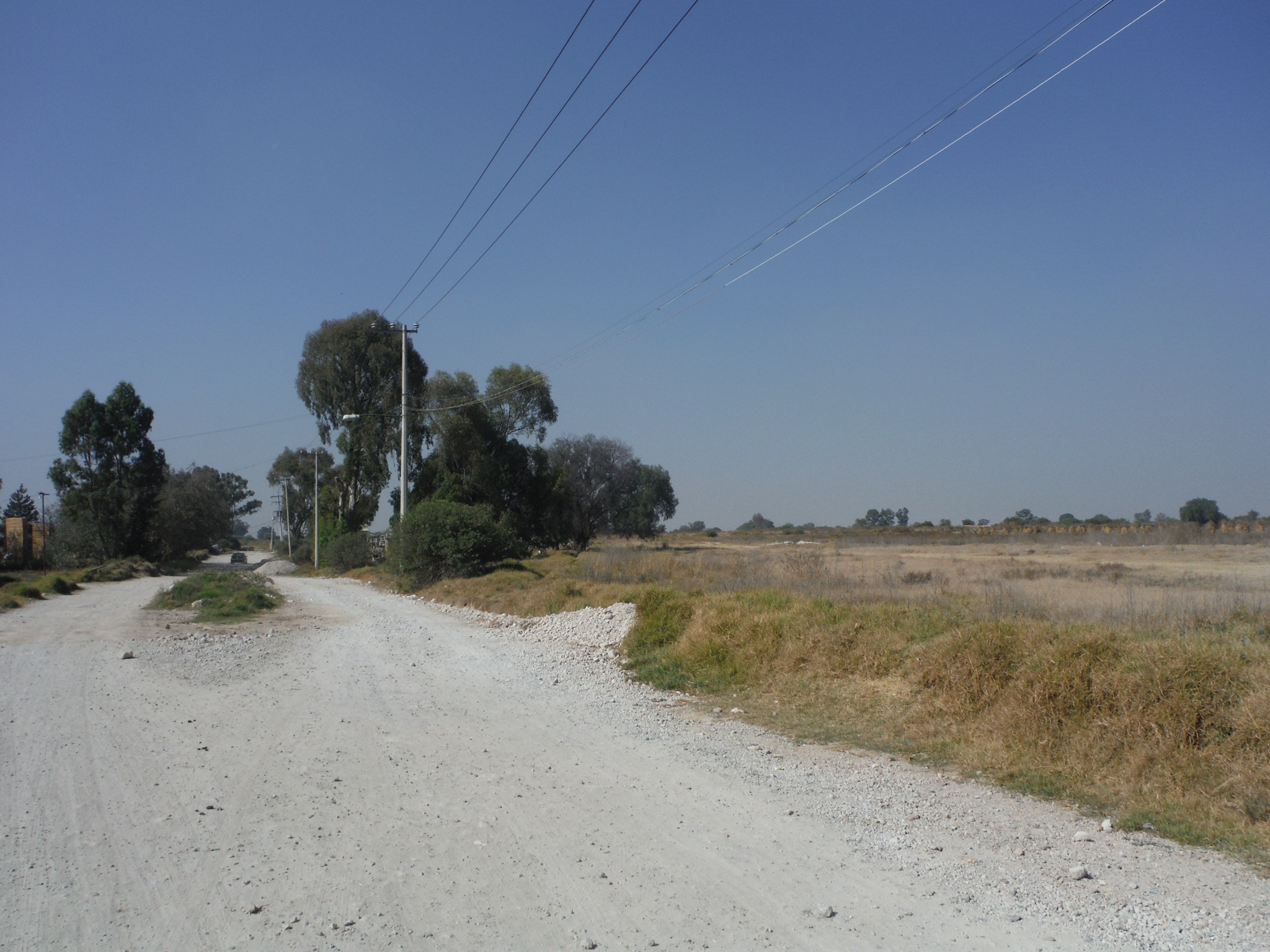
Zona ejidal de Tocuila (2016)
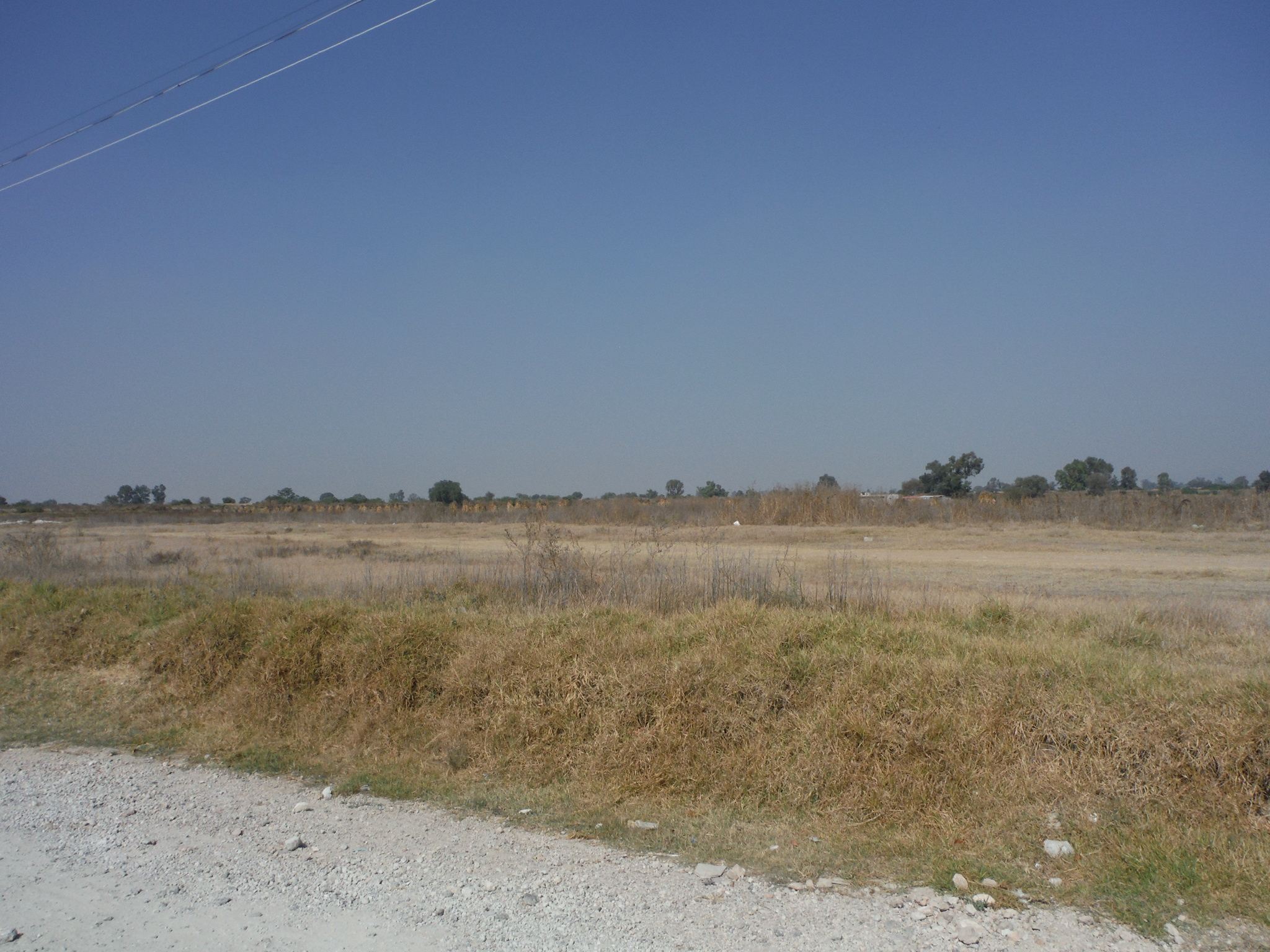
Zona ejidal de Tocuila (2016)
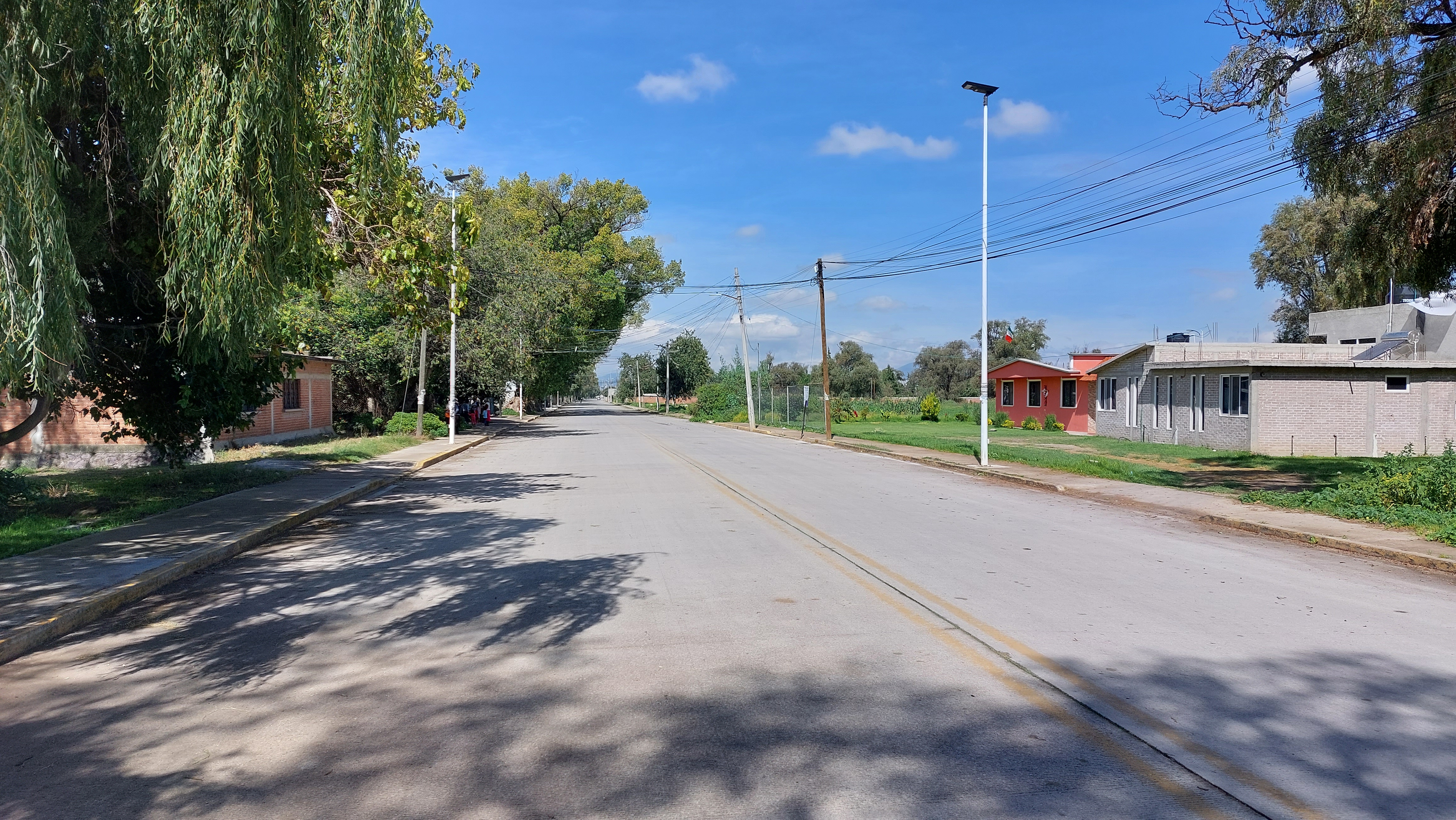
Zona ejidal de Tocuila (2022)
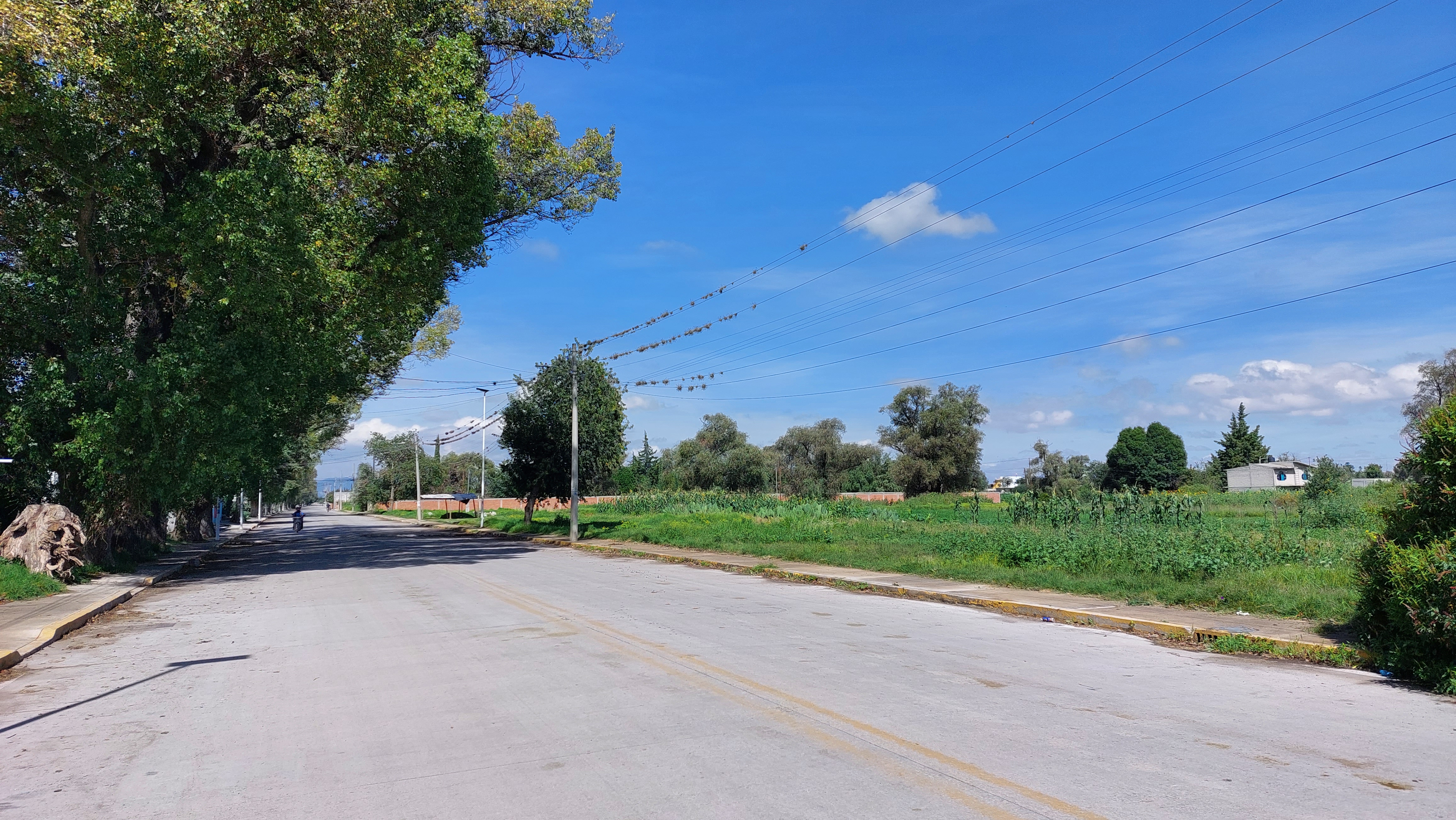
Zona ejidal de Tocuila (2022)
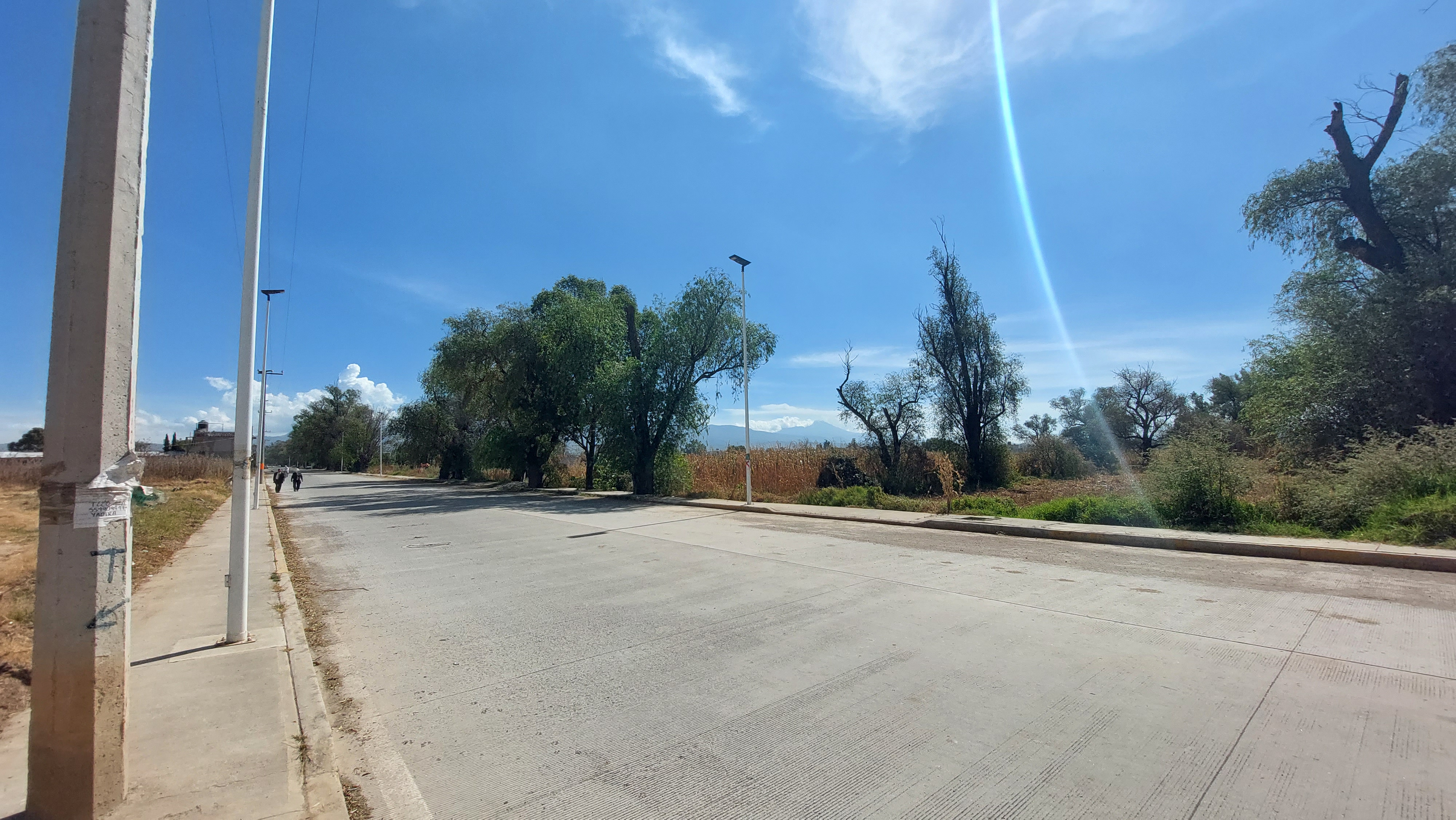
Zona ejidal de Tocuila (2022)

## Galería de fotos - Centro - Kiosco

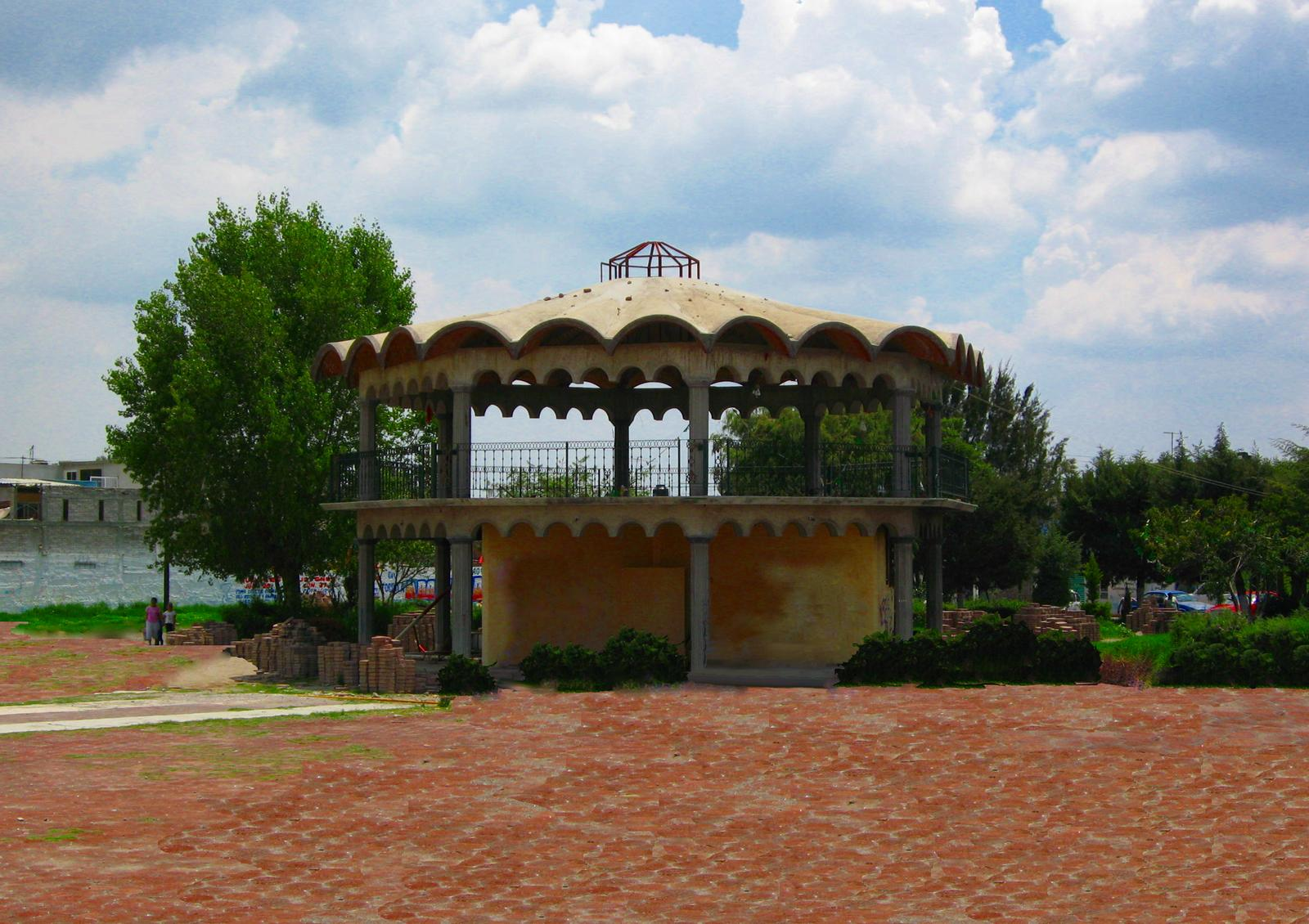
Kiosco de Tocuila (2008)
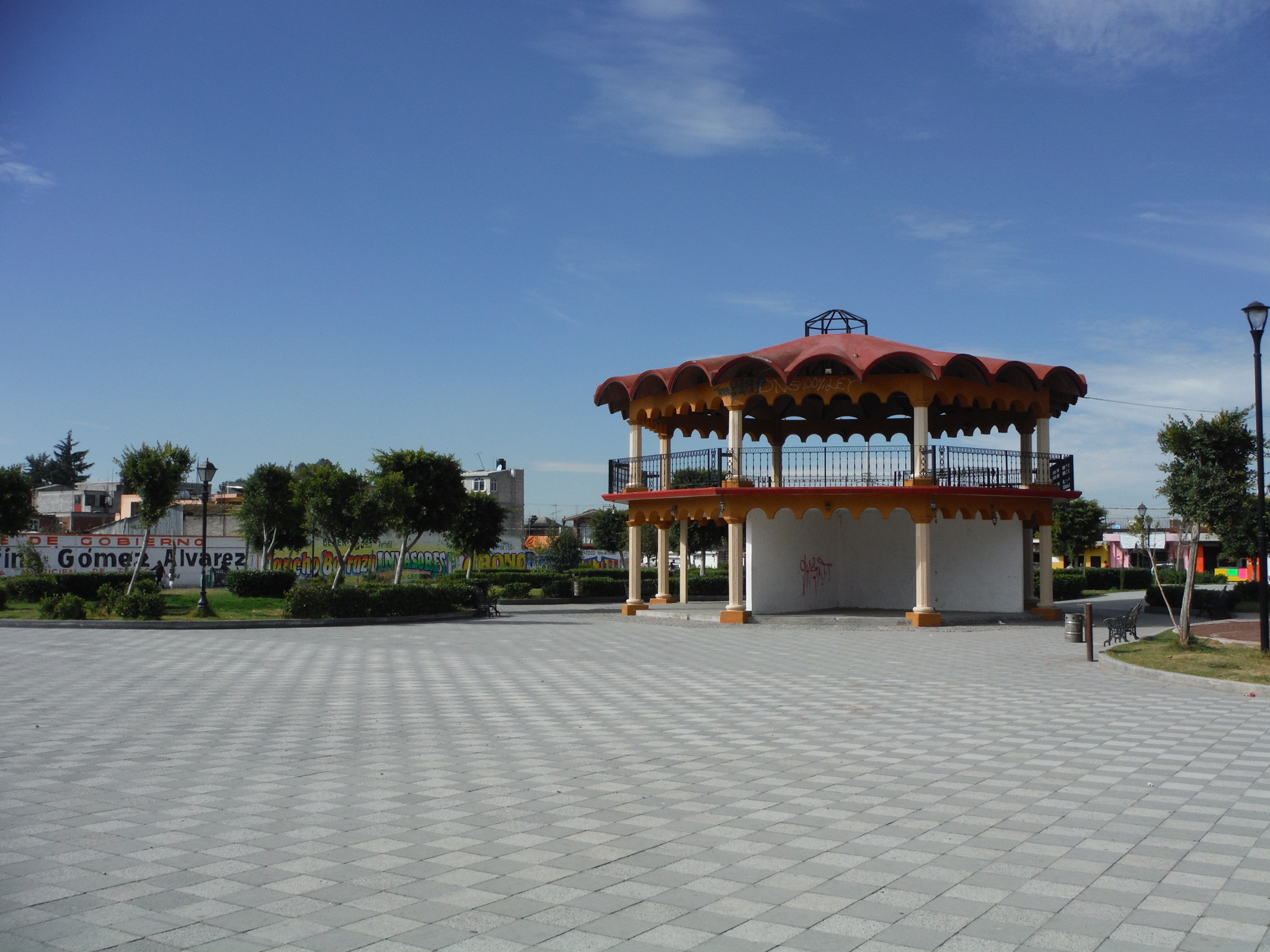
Kiosco de Tocuila (2014)
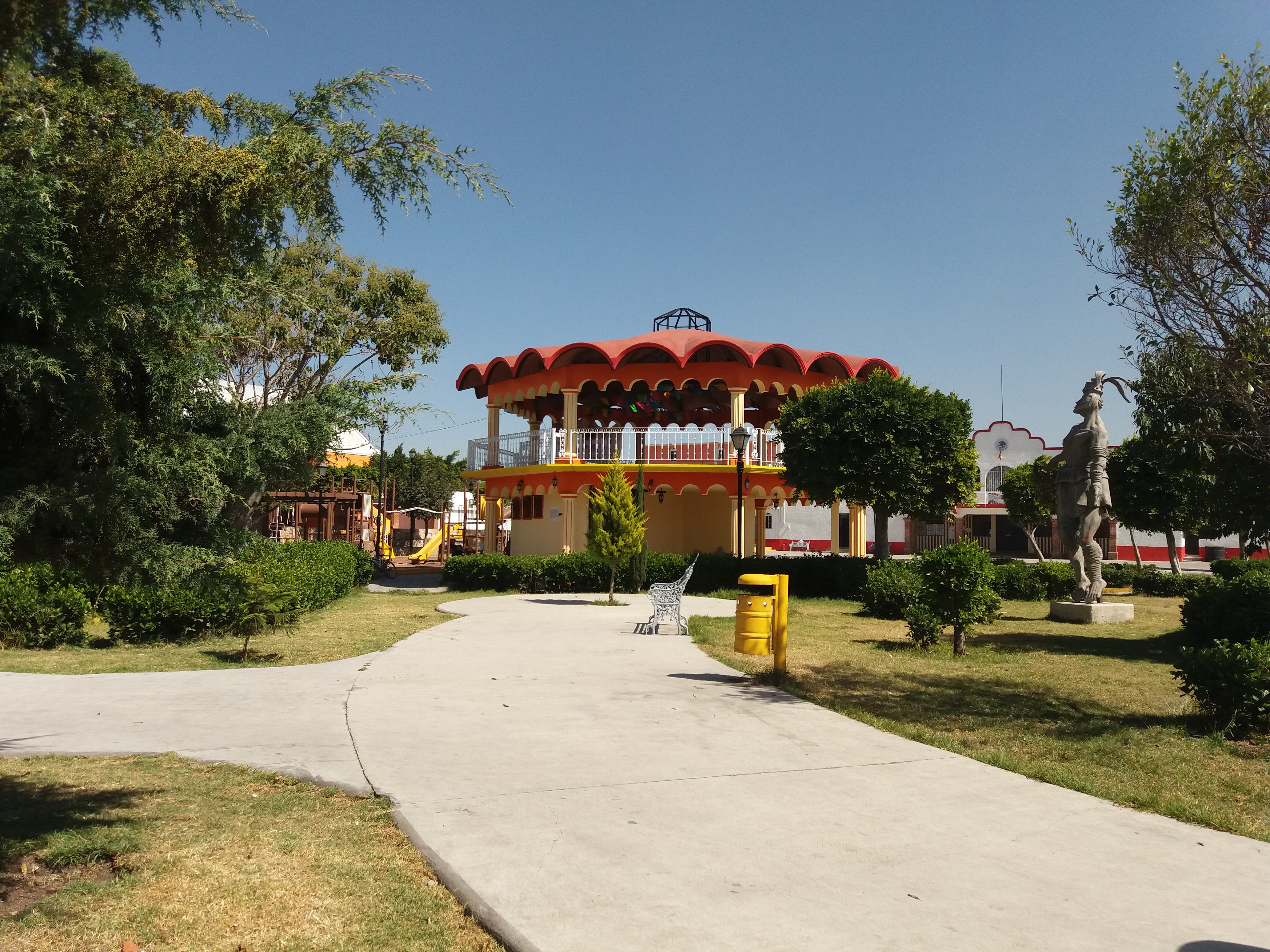
Kiosco de Tocuila (2017)
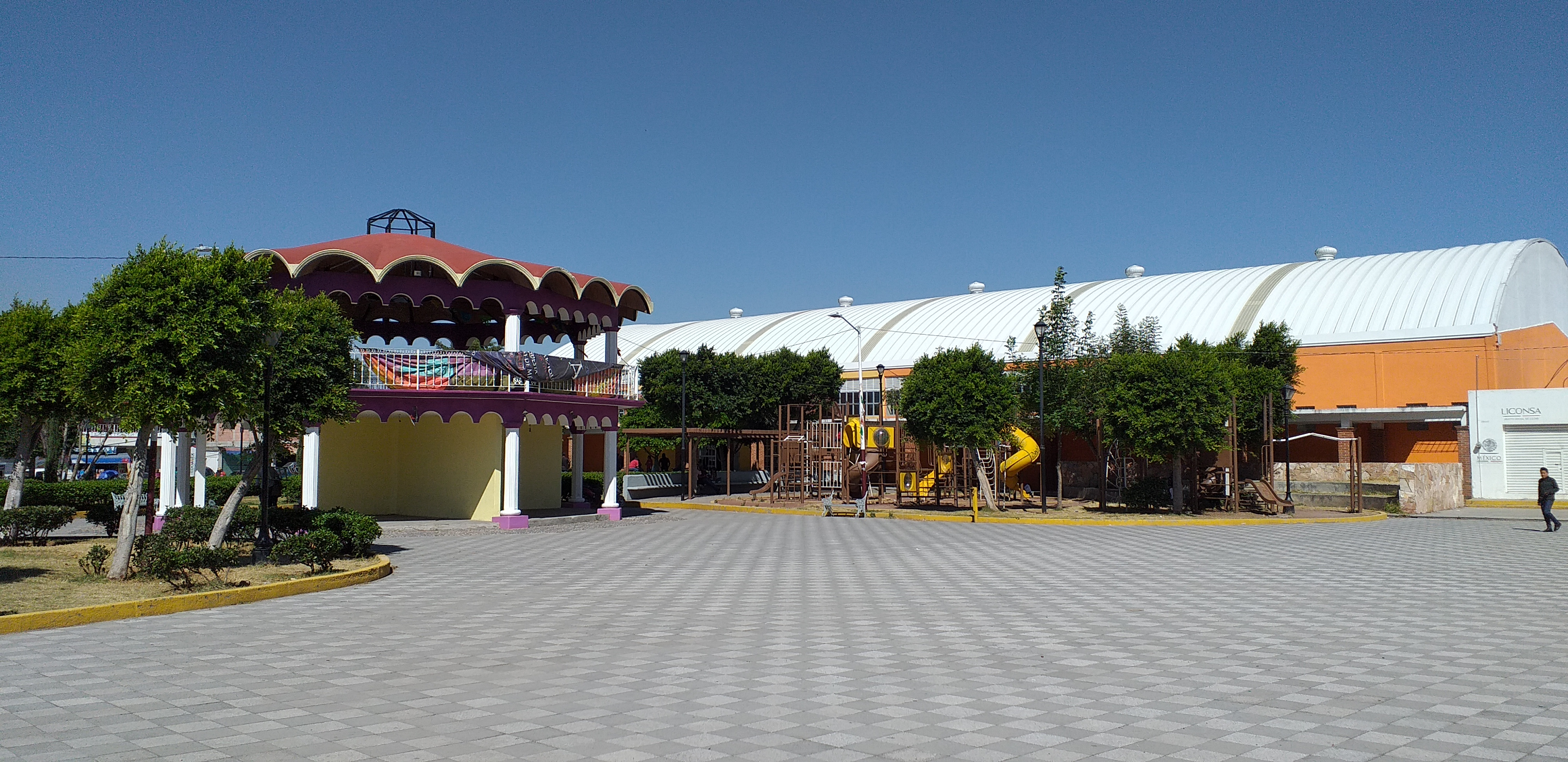
Kiosco de Tocuila (2019)
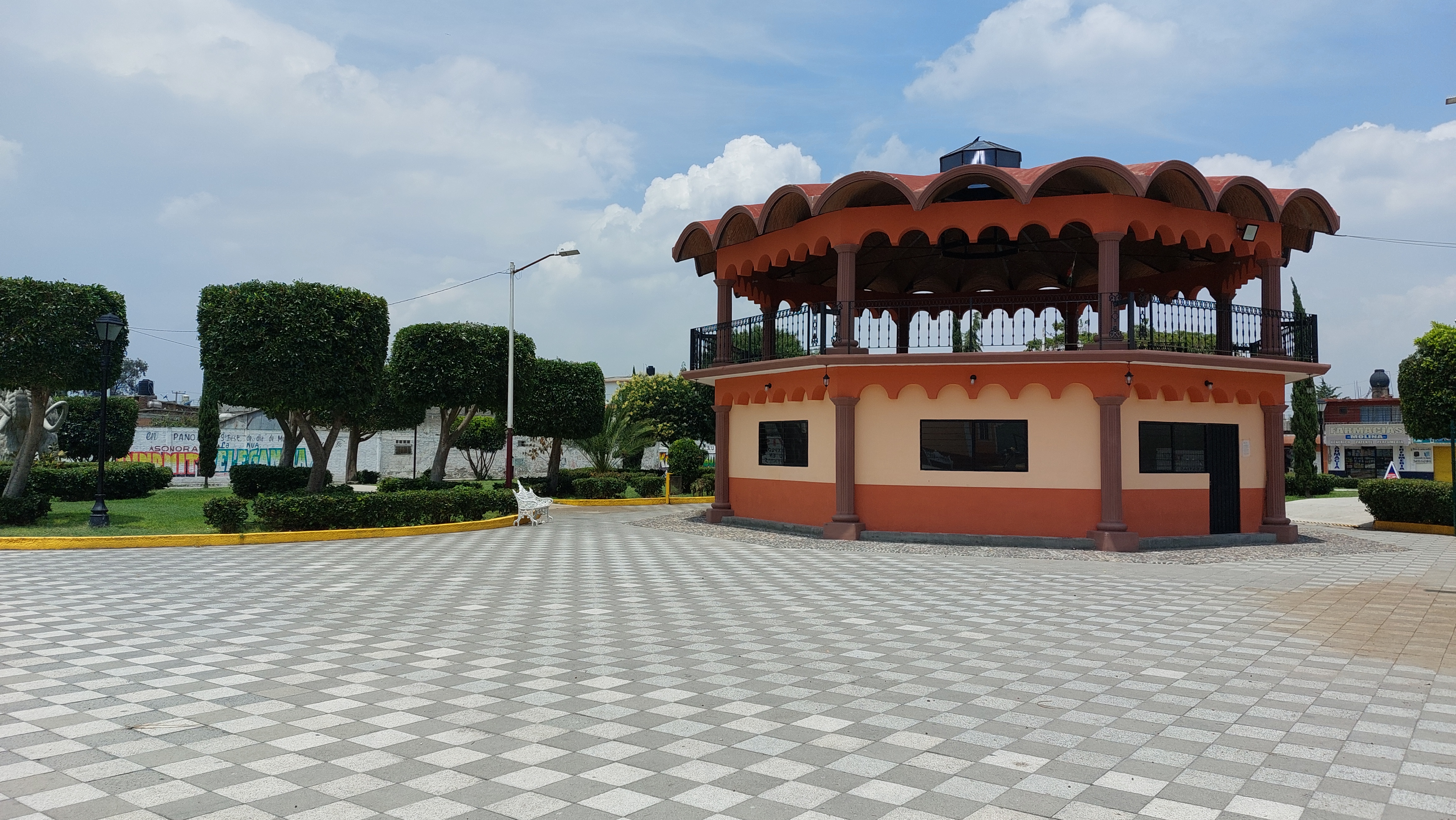
Kiosco de Tocuila (2023)
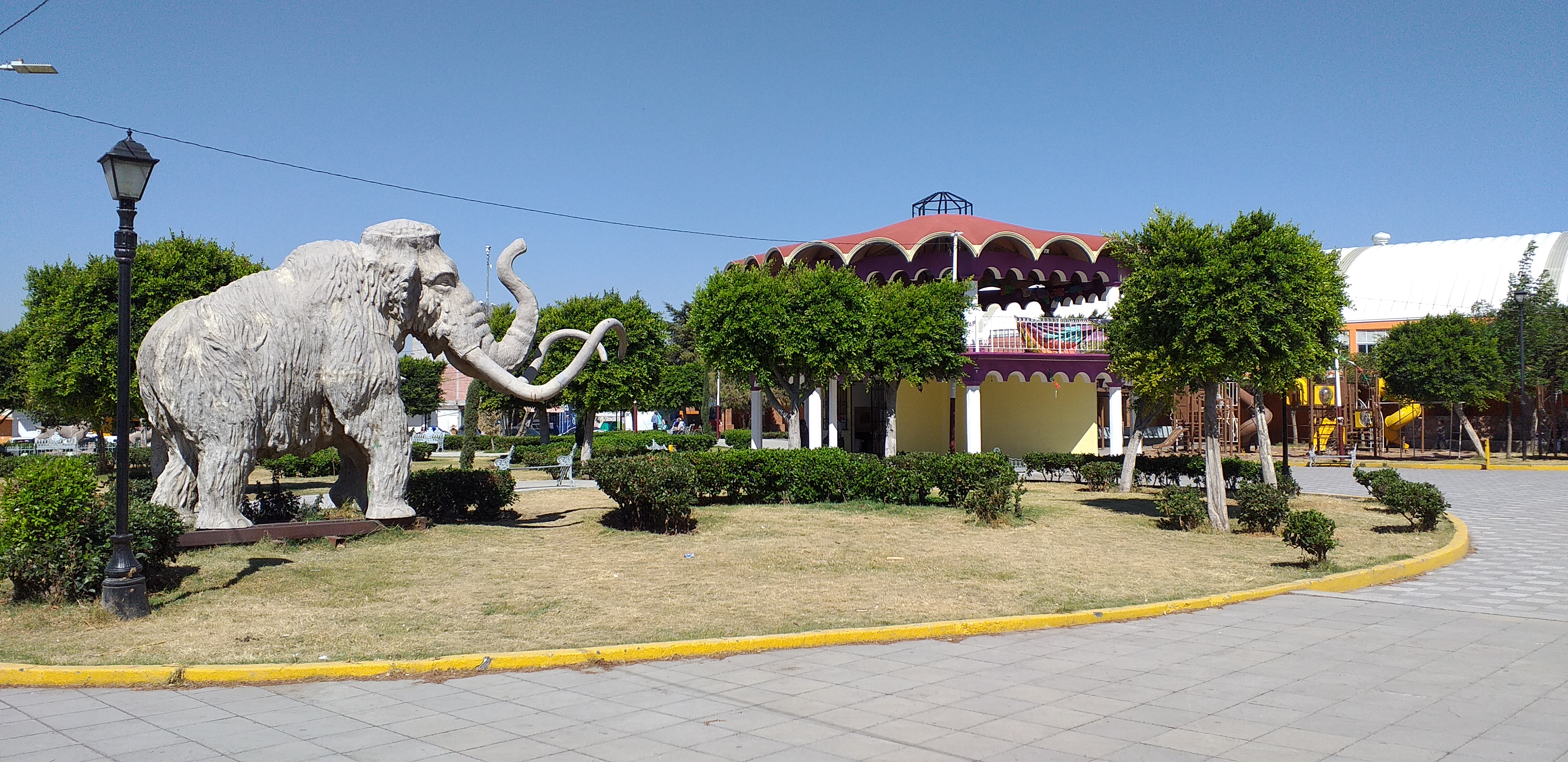
Kiosco y mamut de Tocuila (2019)
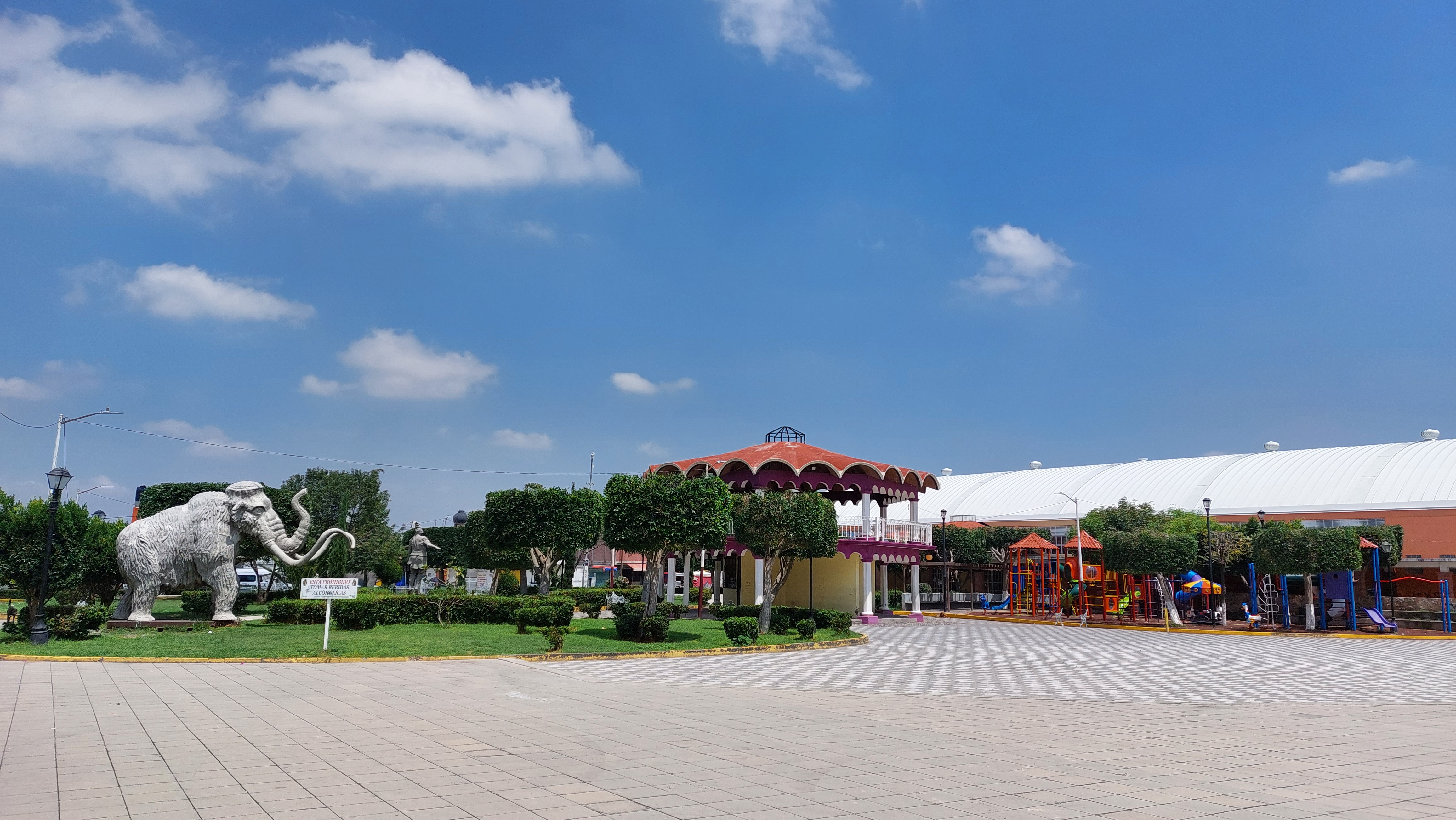
Kiosco y mamut de Tocuila (2022)

## Galería de fotos - Centro - Delegación municipal

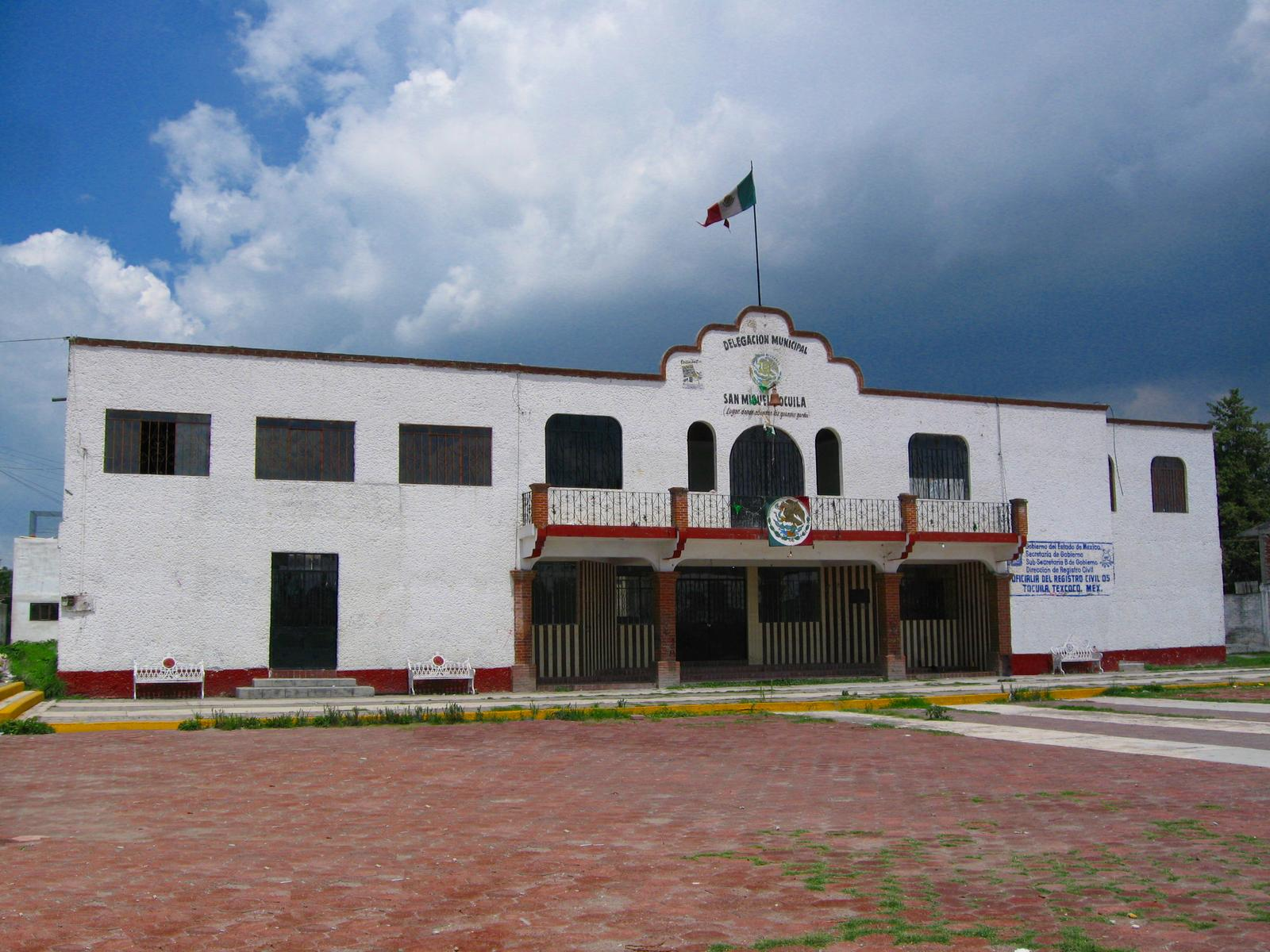
Delegación Municipal de Tocuila (2008)
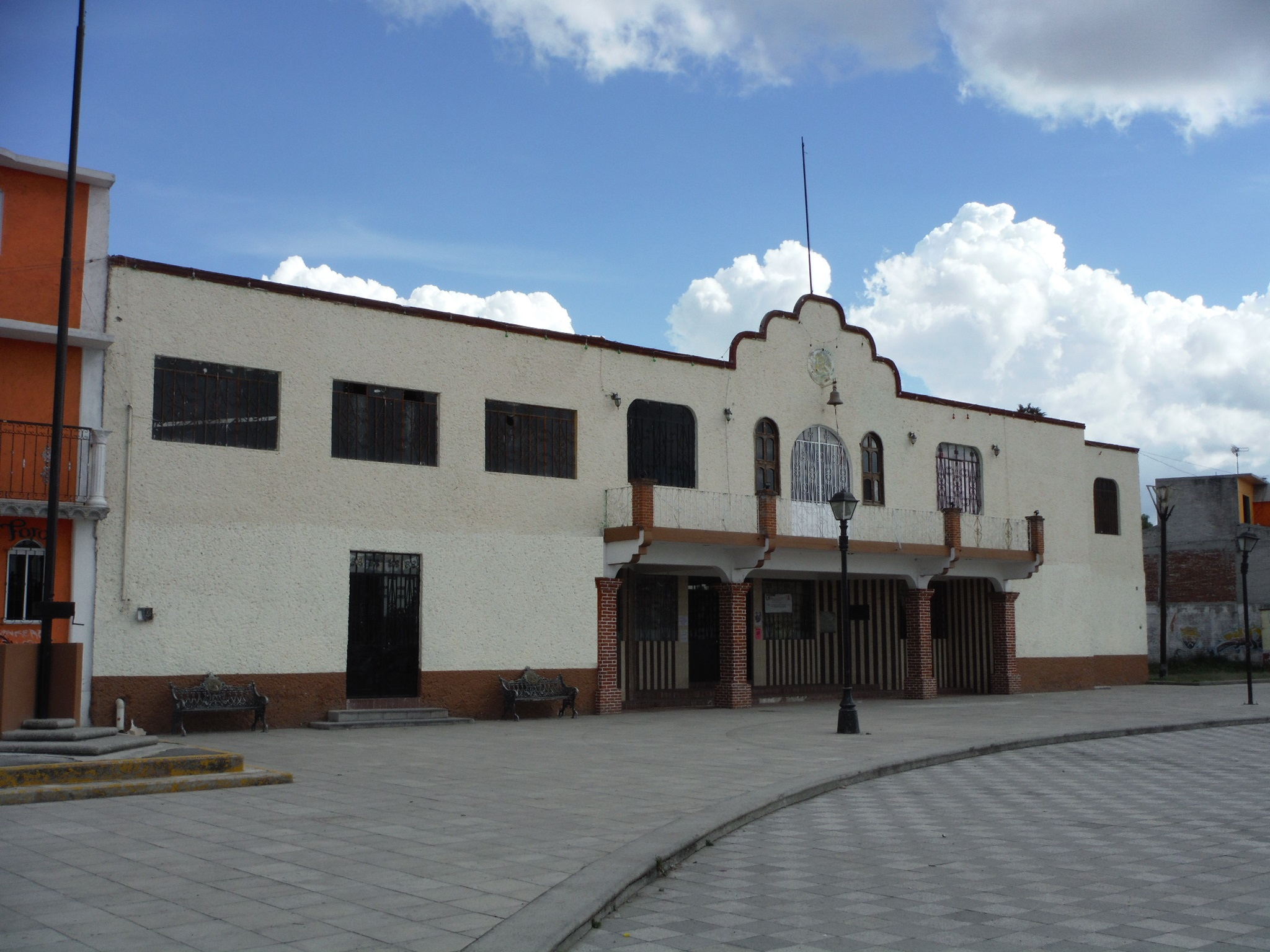
Delegación Municipal de Tocuila (2013)
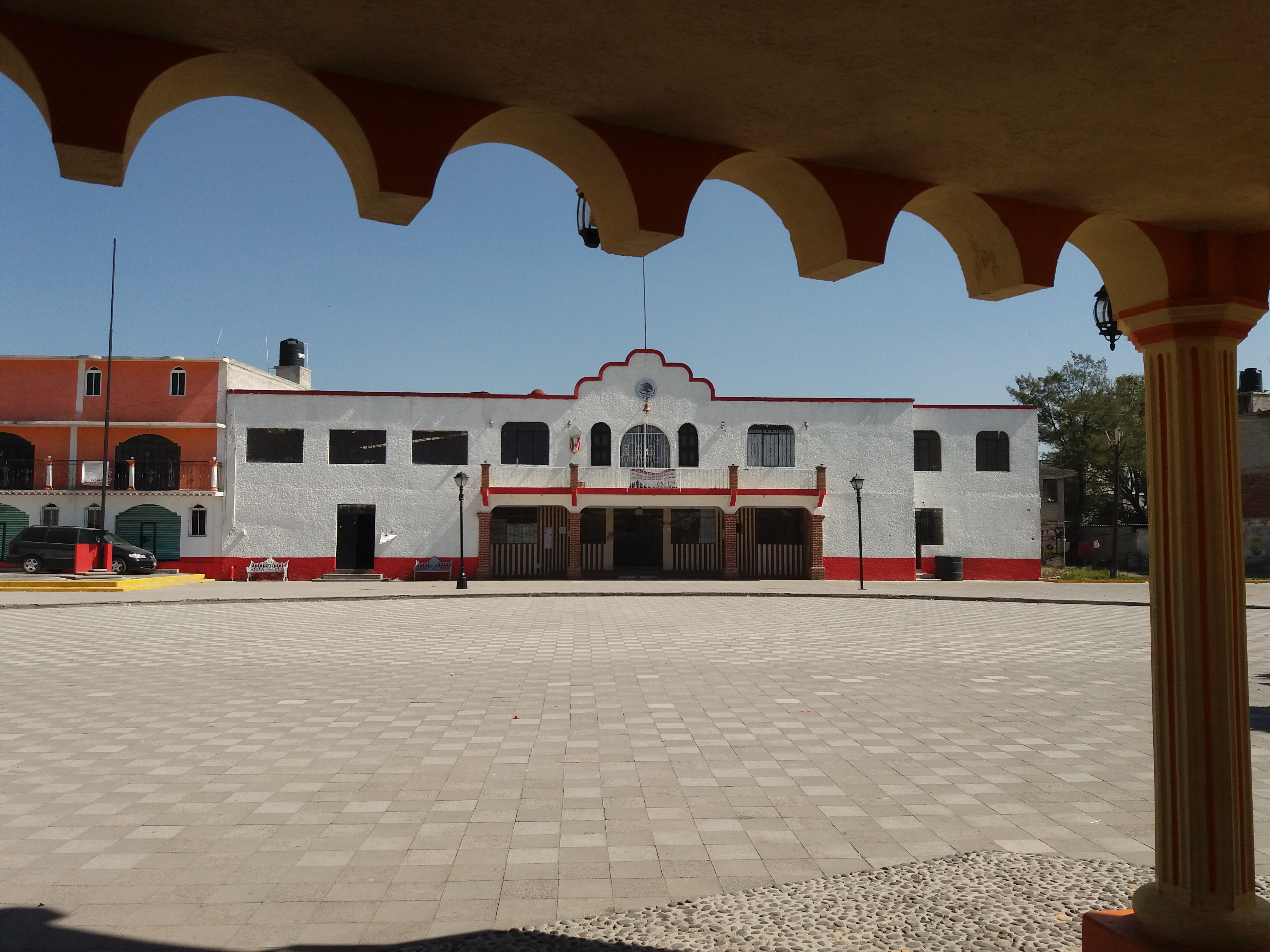
Delegación Municipal de Tocuila (2017)
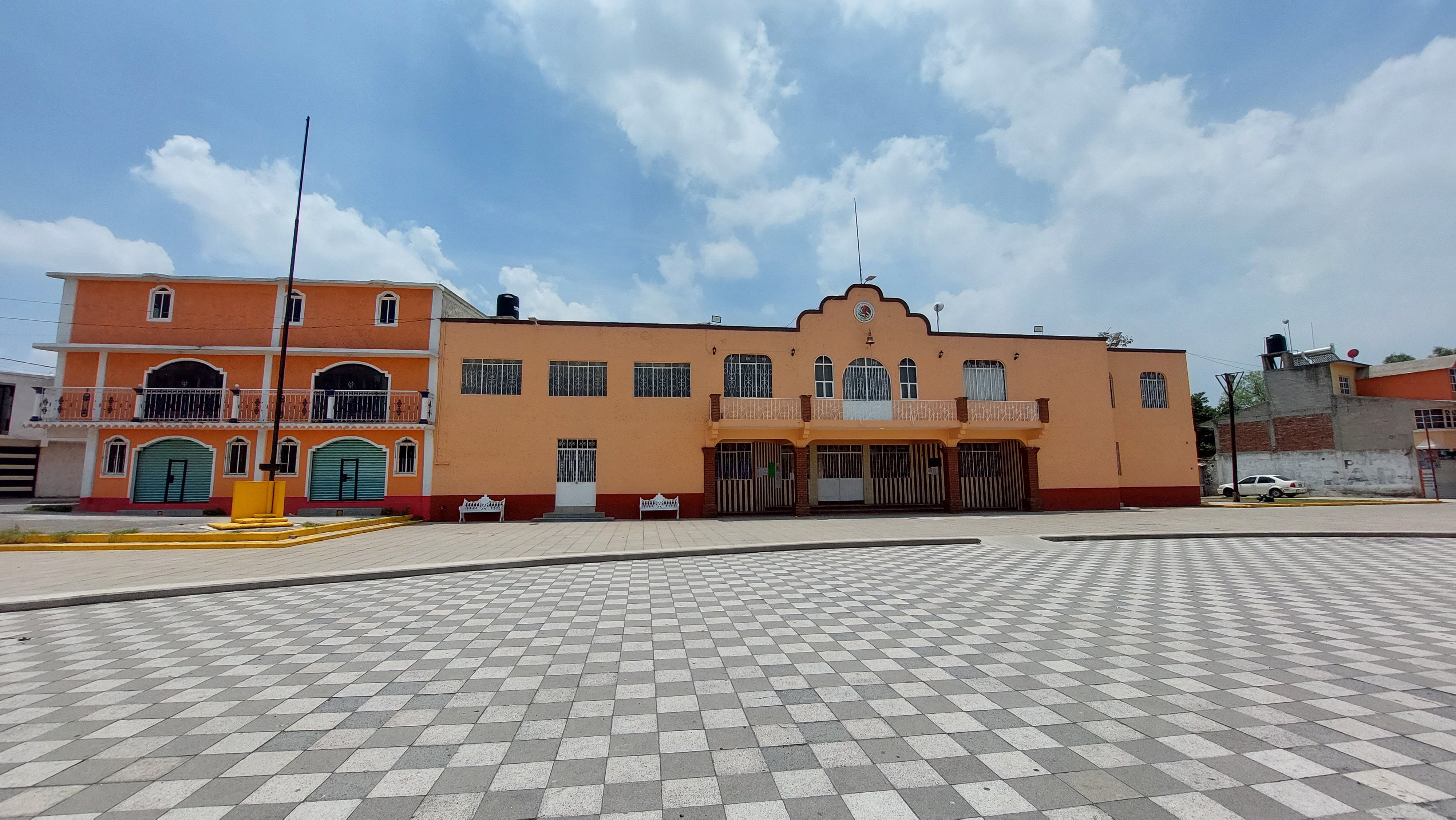
Delegación Municipal de Tocuila (2023)

## Galería de fotos - Centro - Auditorio

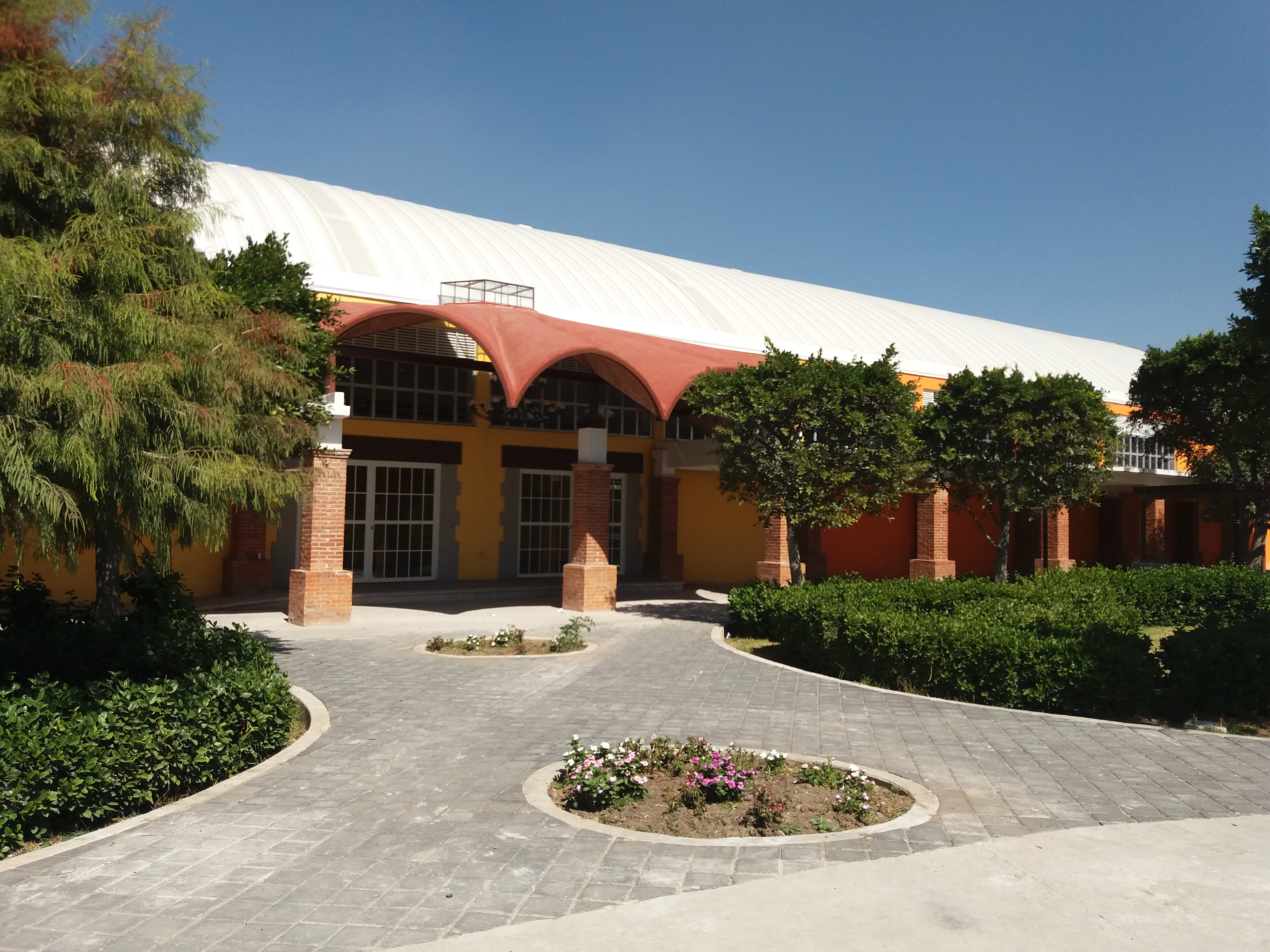
Auditorio de Tocuila (2017)
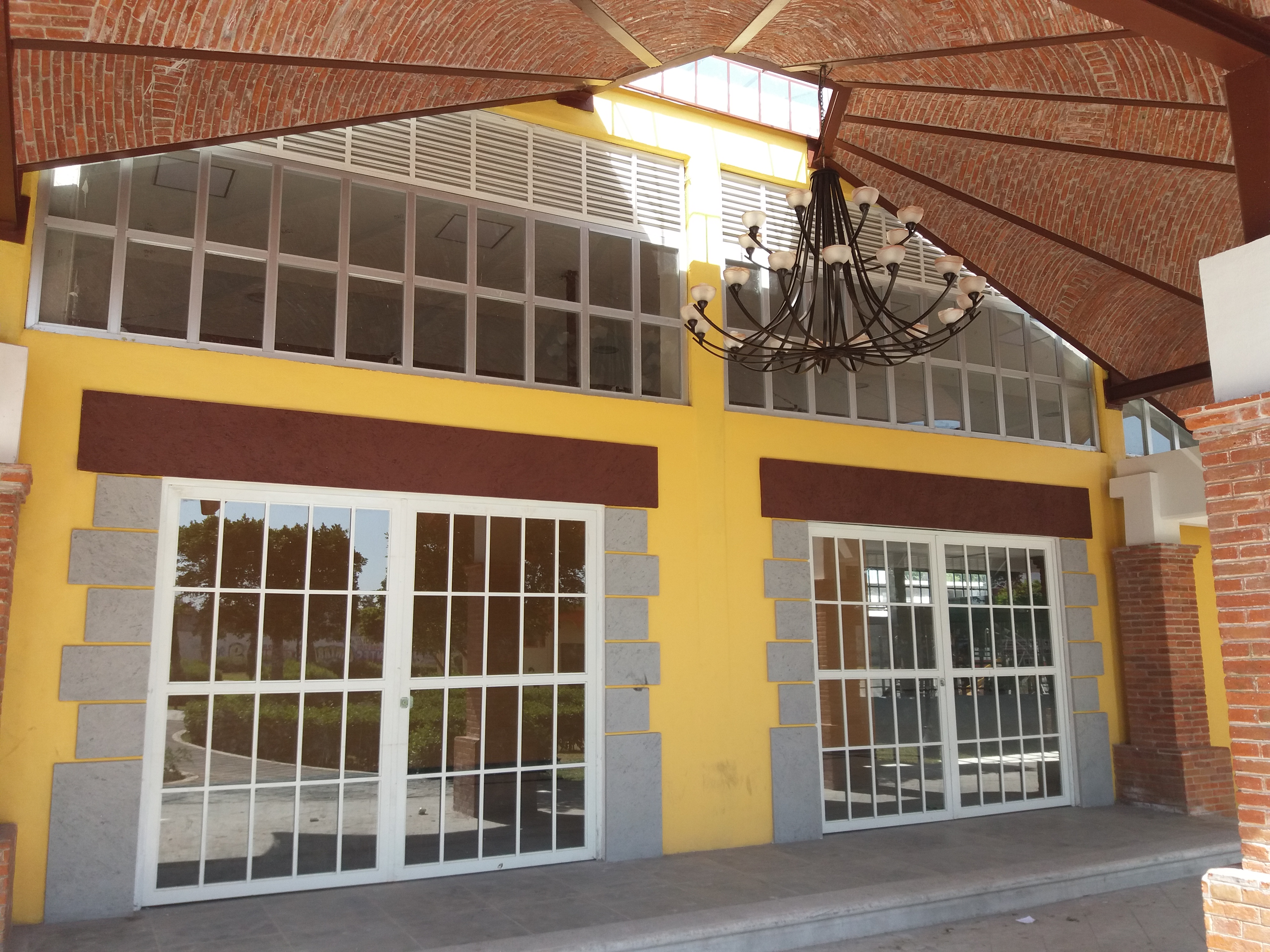
Auditorio de Tocuila, entrada (2017)
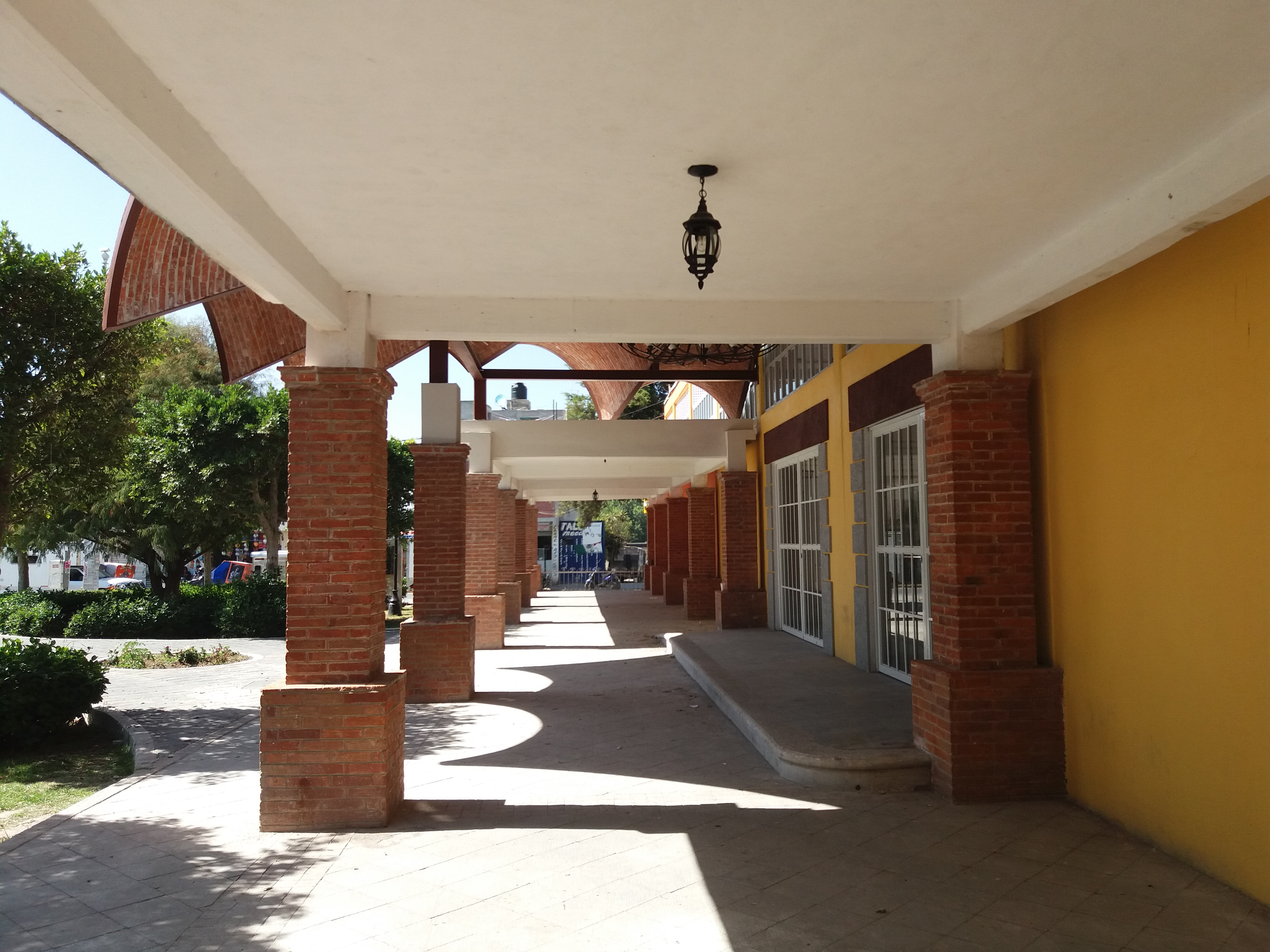
Auditorio de Tocuila, fachada (2017)
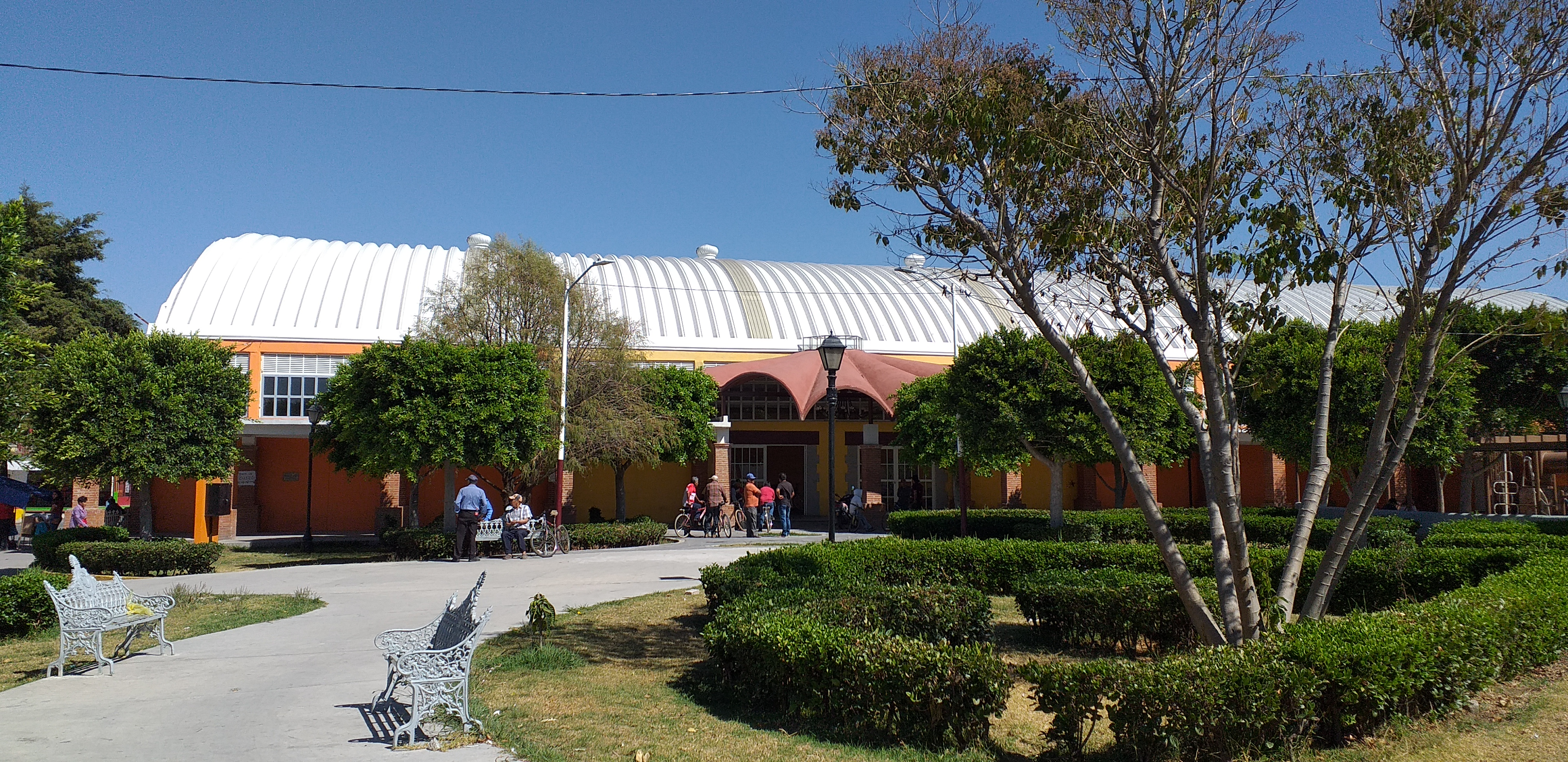
Auditorio de Tocuila (2019)

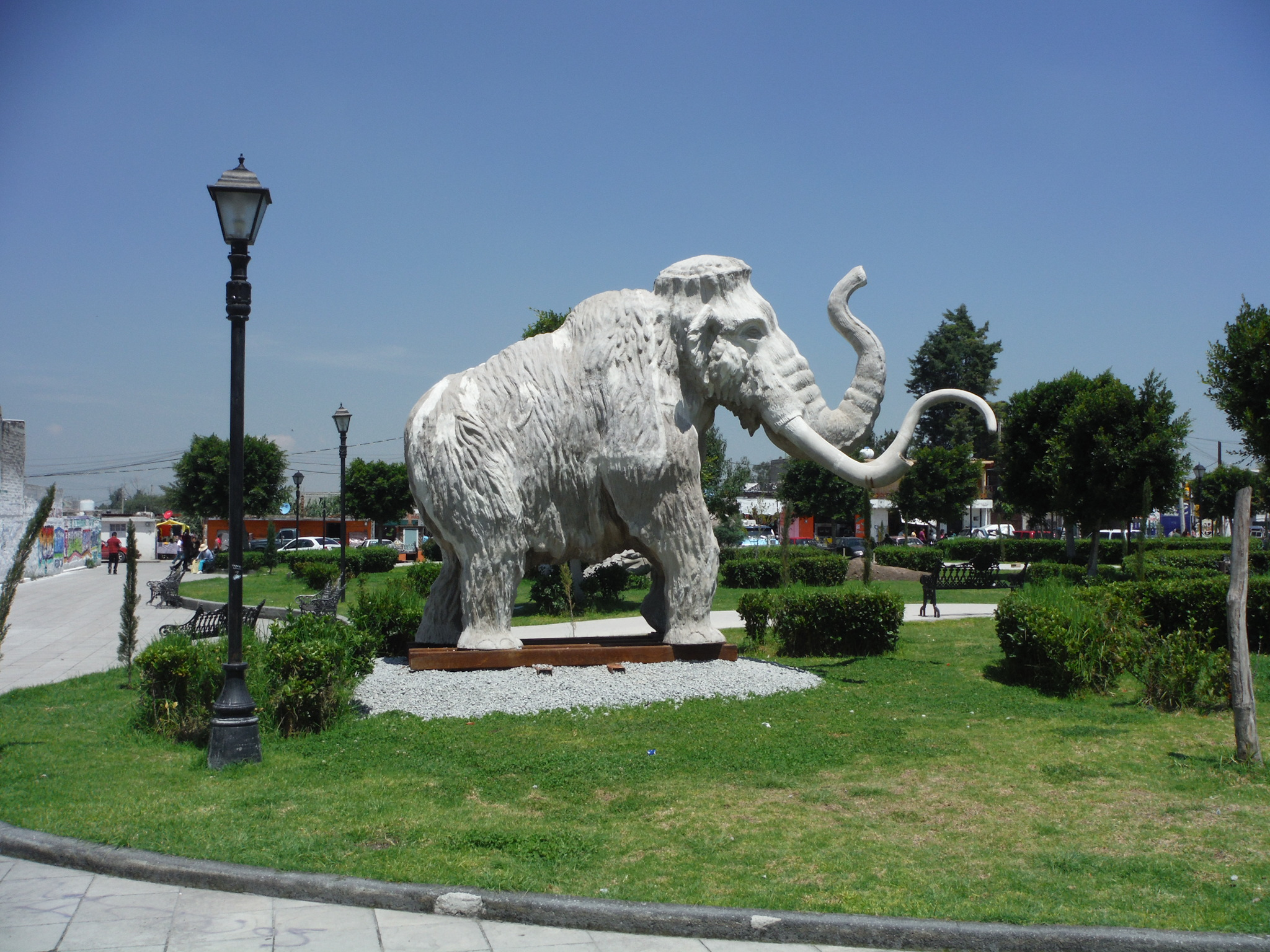
Escultura de Mamut (Julio 2014)
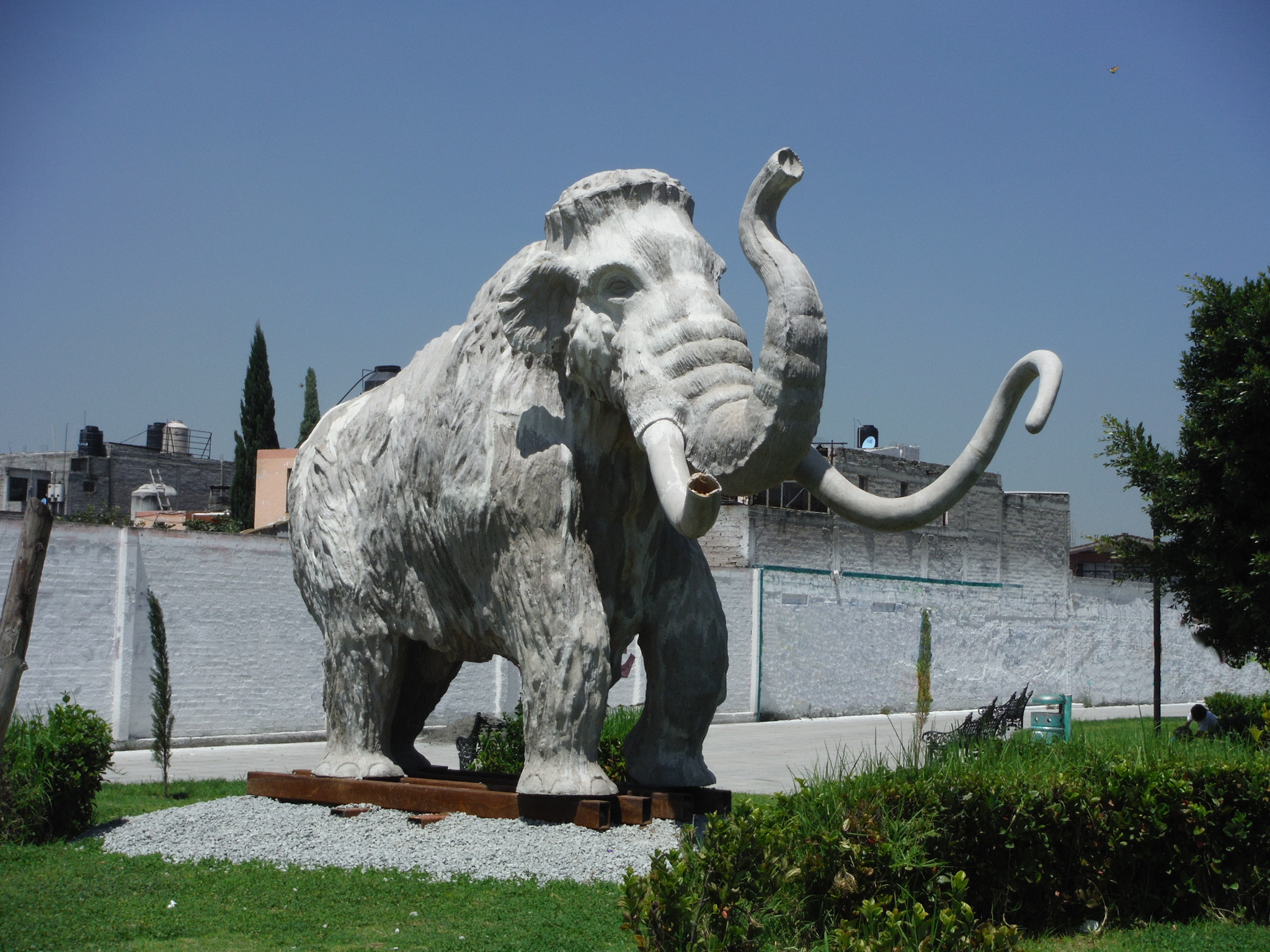
Escultura de Mamut (Julio 2014)
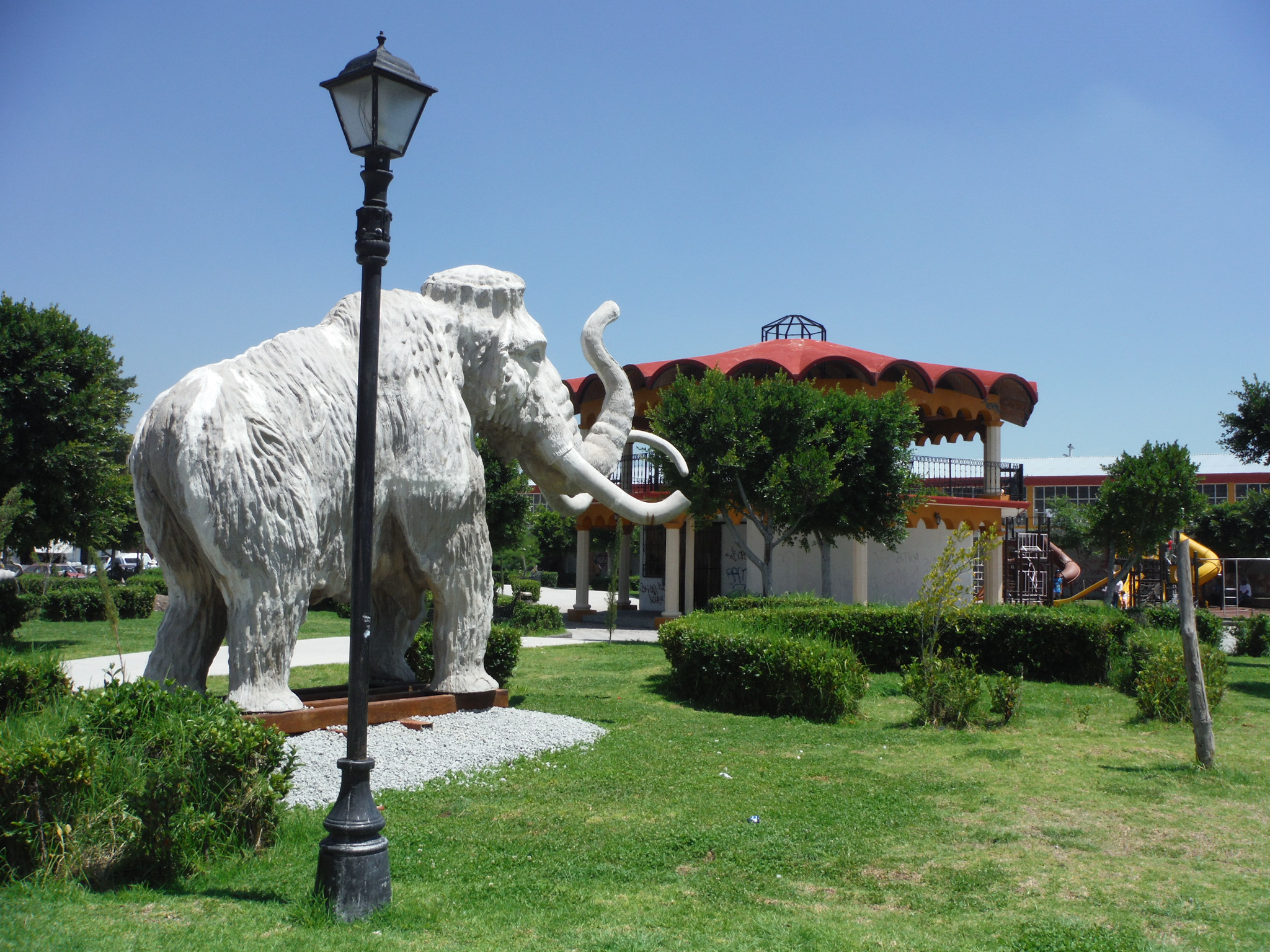
Escultura de Mamut (Julio 2014)
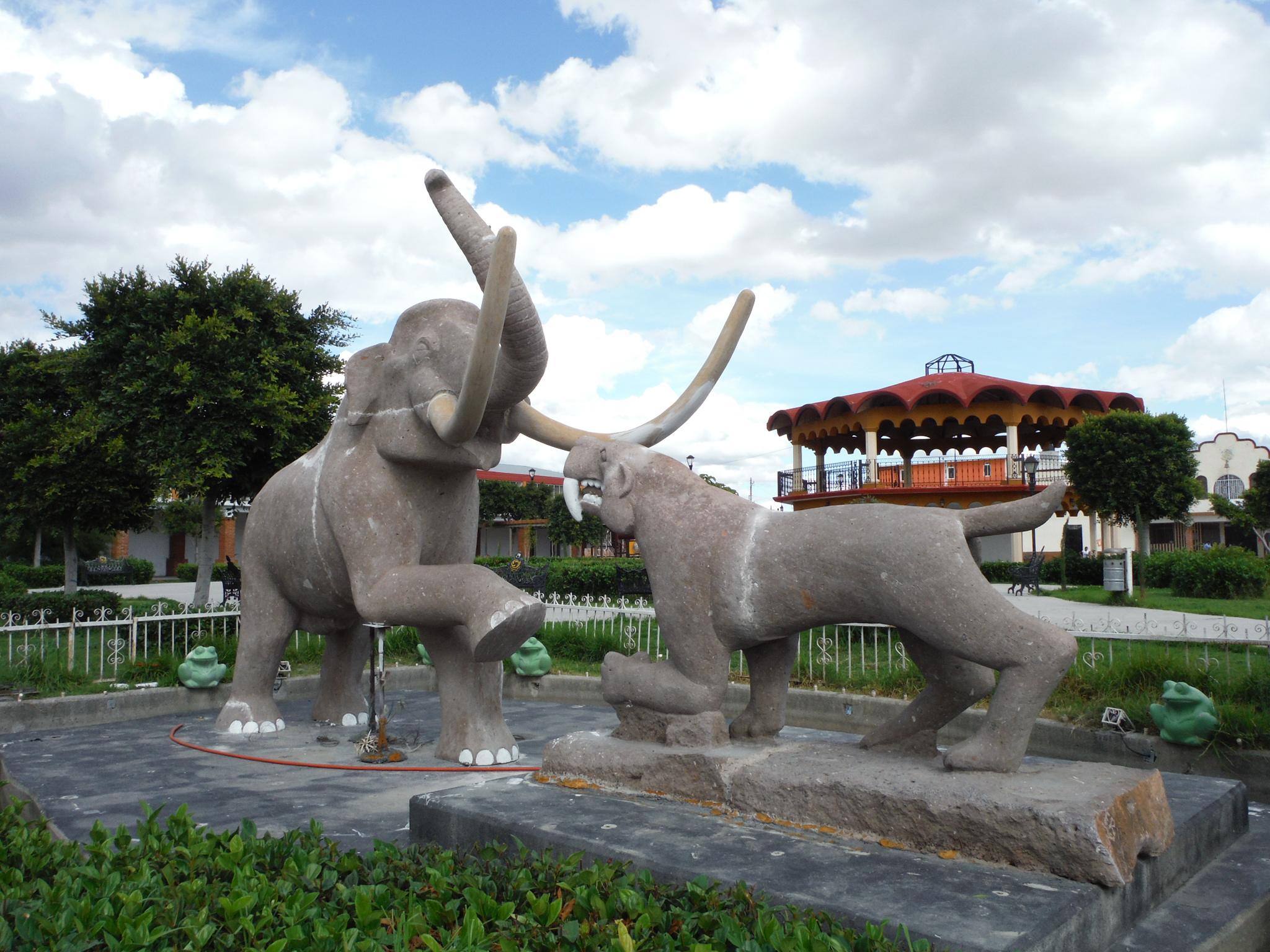
Centro de Tocuila (2014)
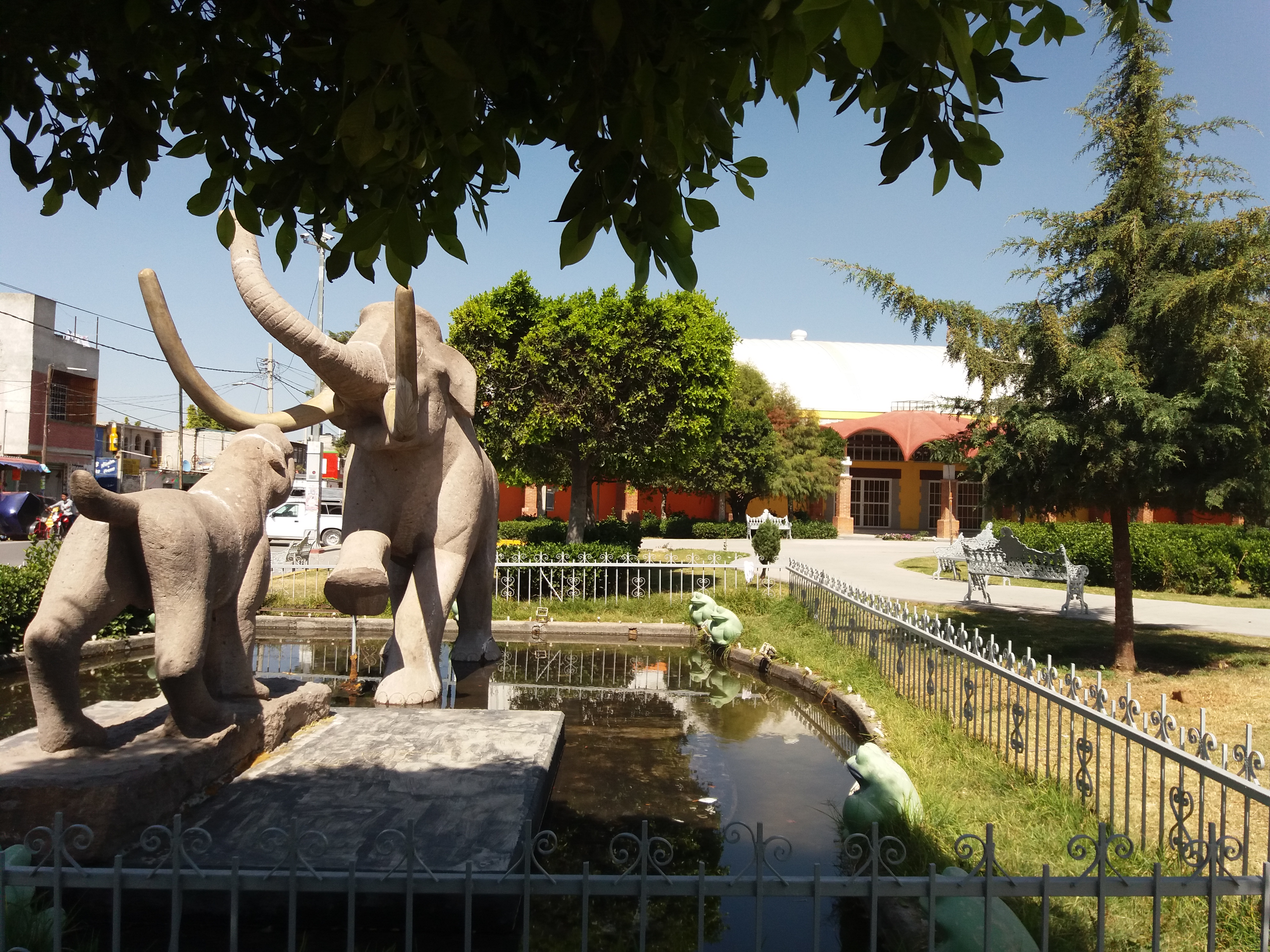
Escultura de Mamut y Tigre Diente de Sable (2017)
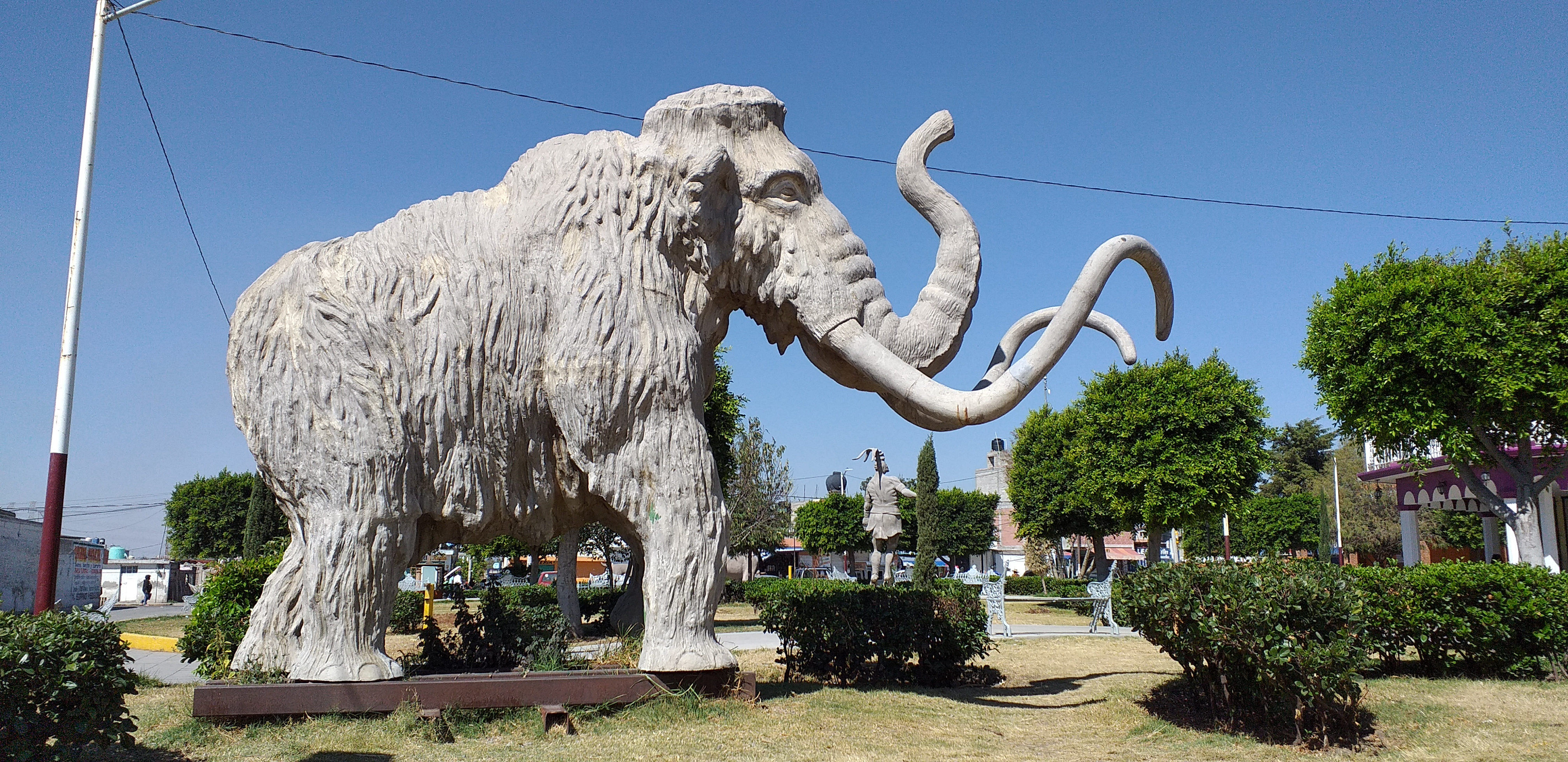
Escultura de Mamut (2019)
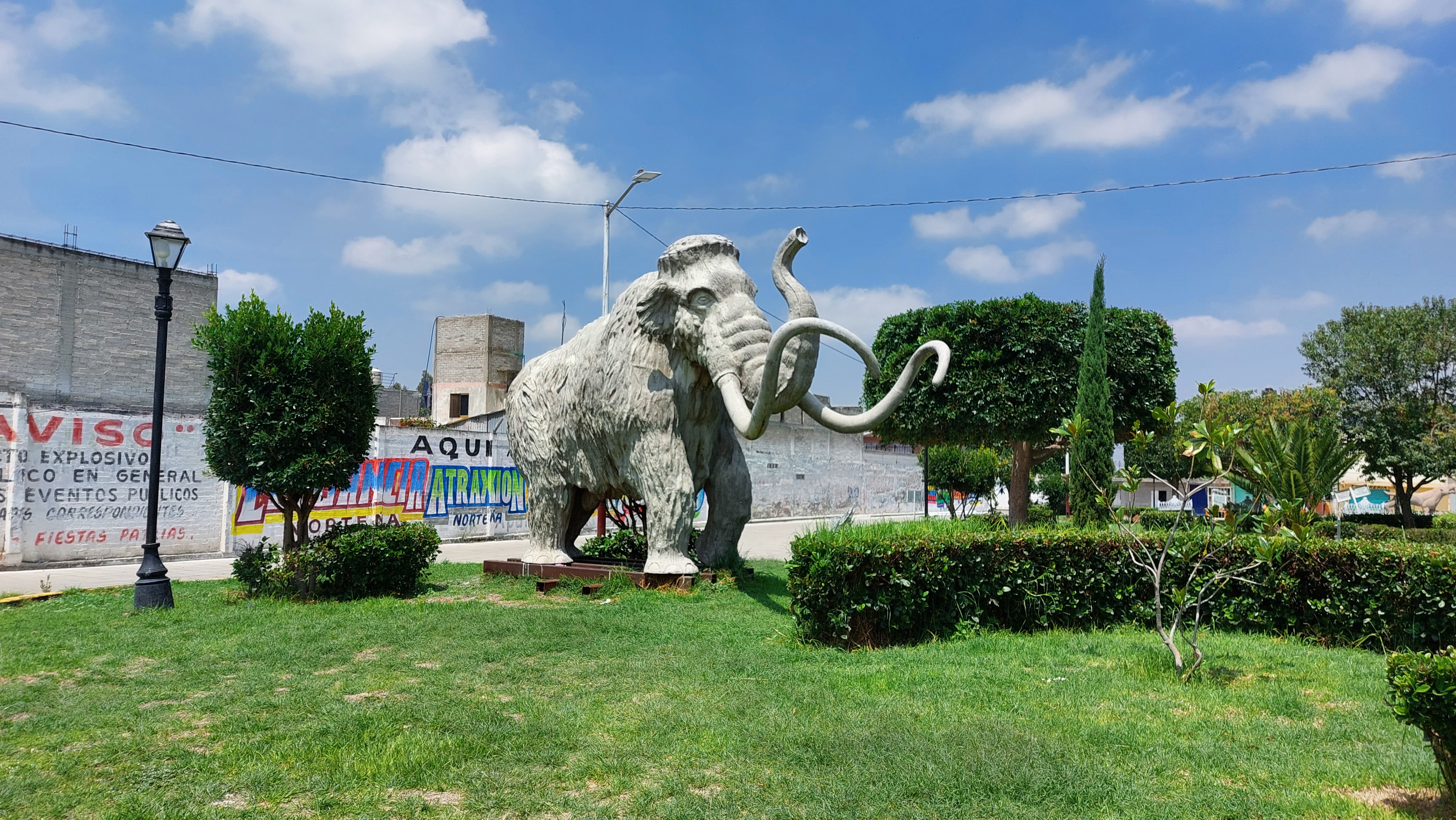
Escultura de Mamut (2023)

## Galería de fotos - Edificios Religiosos

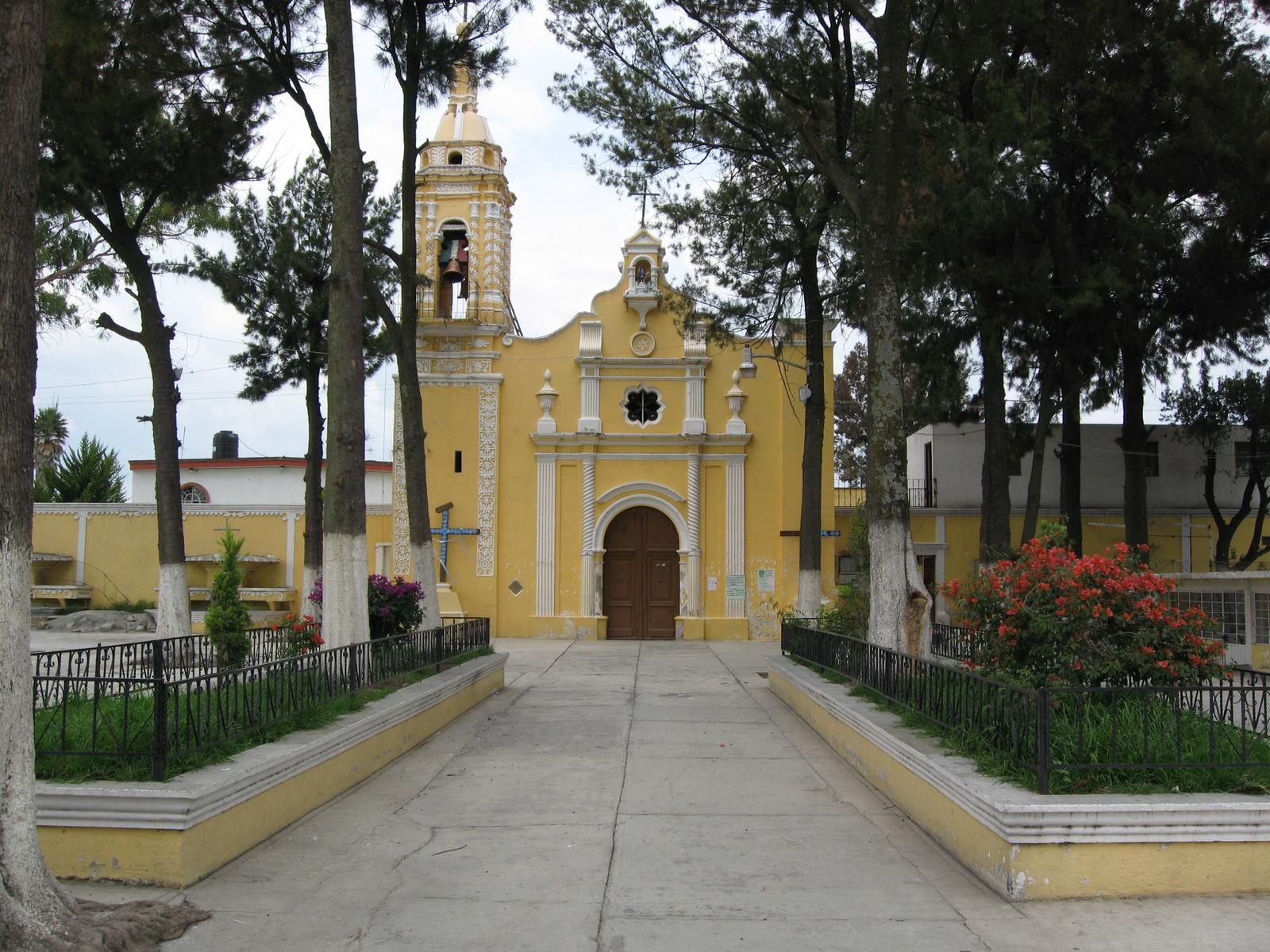
Parroquia de San Miguel Tocuila (junio 2008)
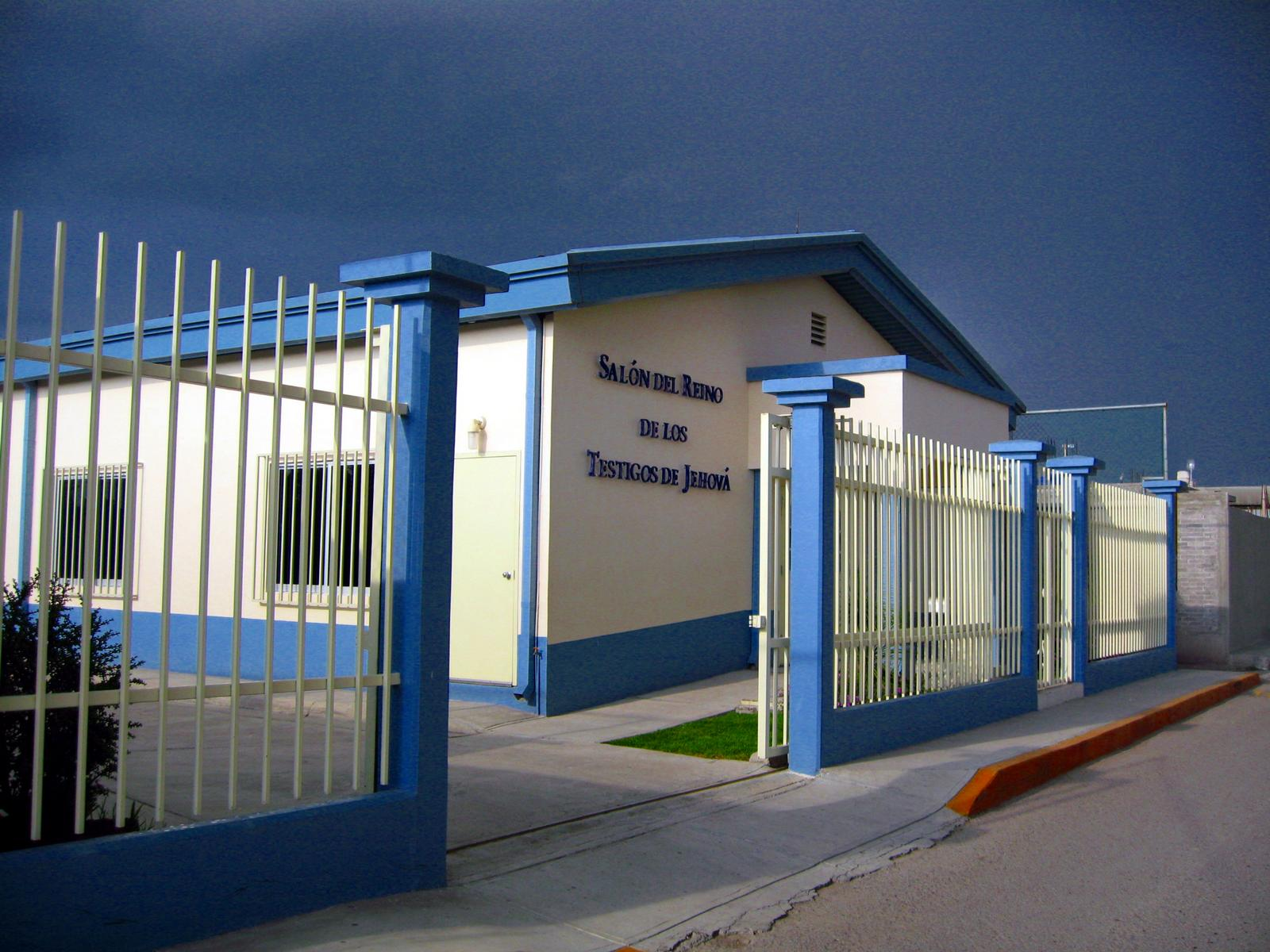
Salón del Reino de los Testigos de Jehová (2000)
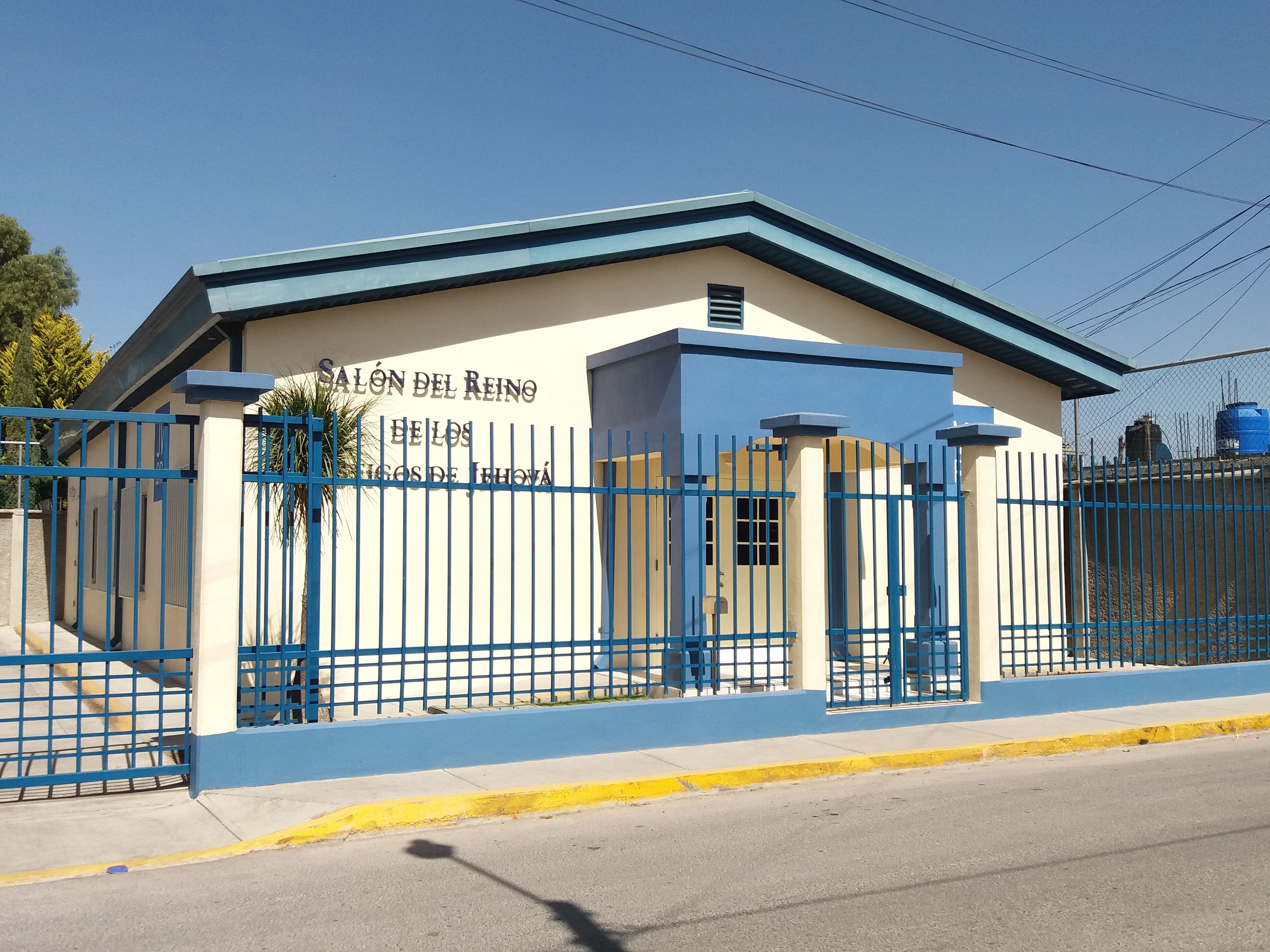
Salon del Reino de los Testigos de Jehová en Tocuila (2017)

## Galería de fotos - Flora y fauna

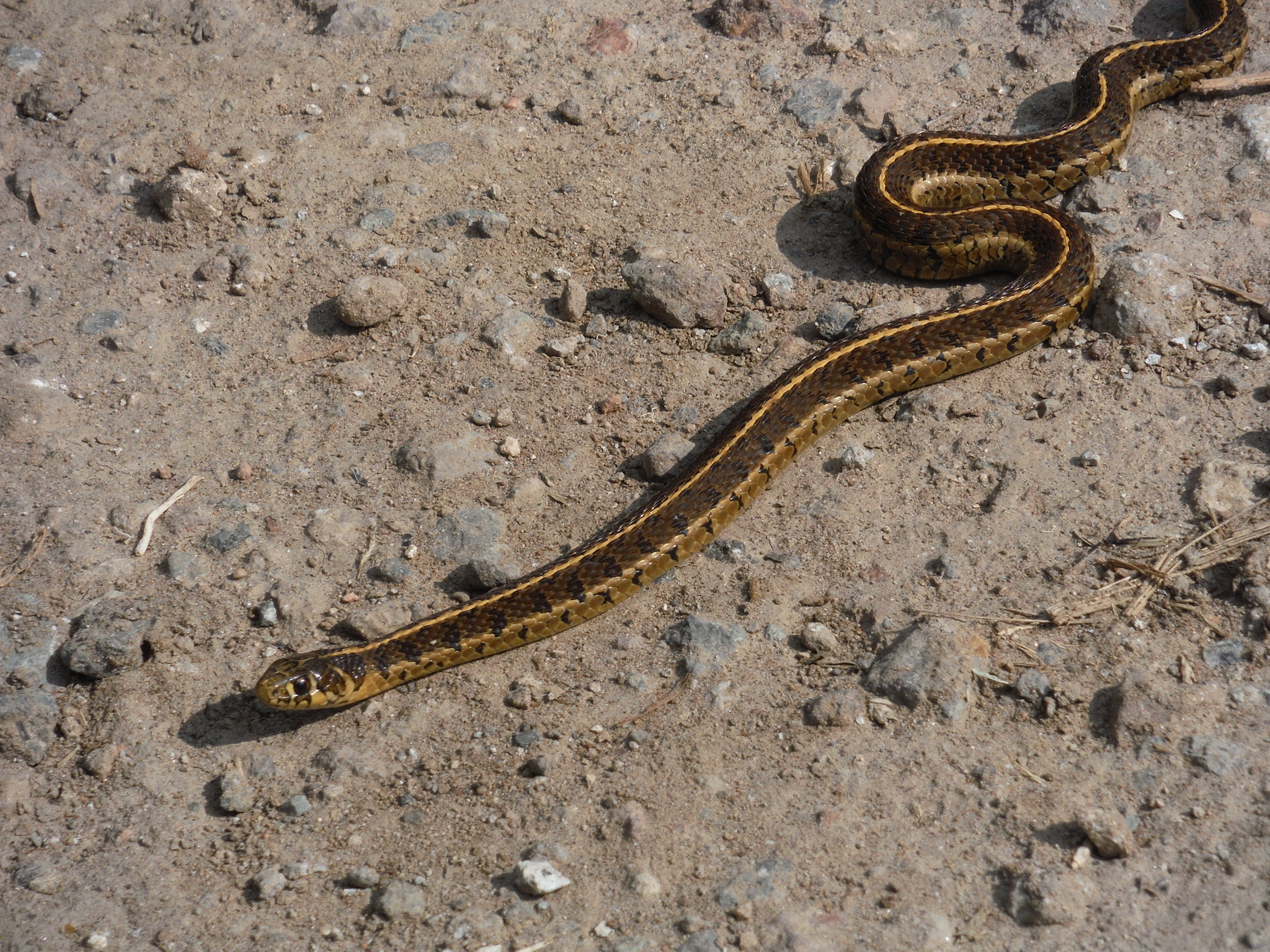
Serpiente (2015)
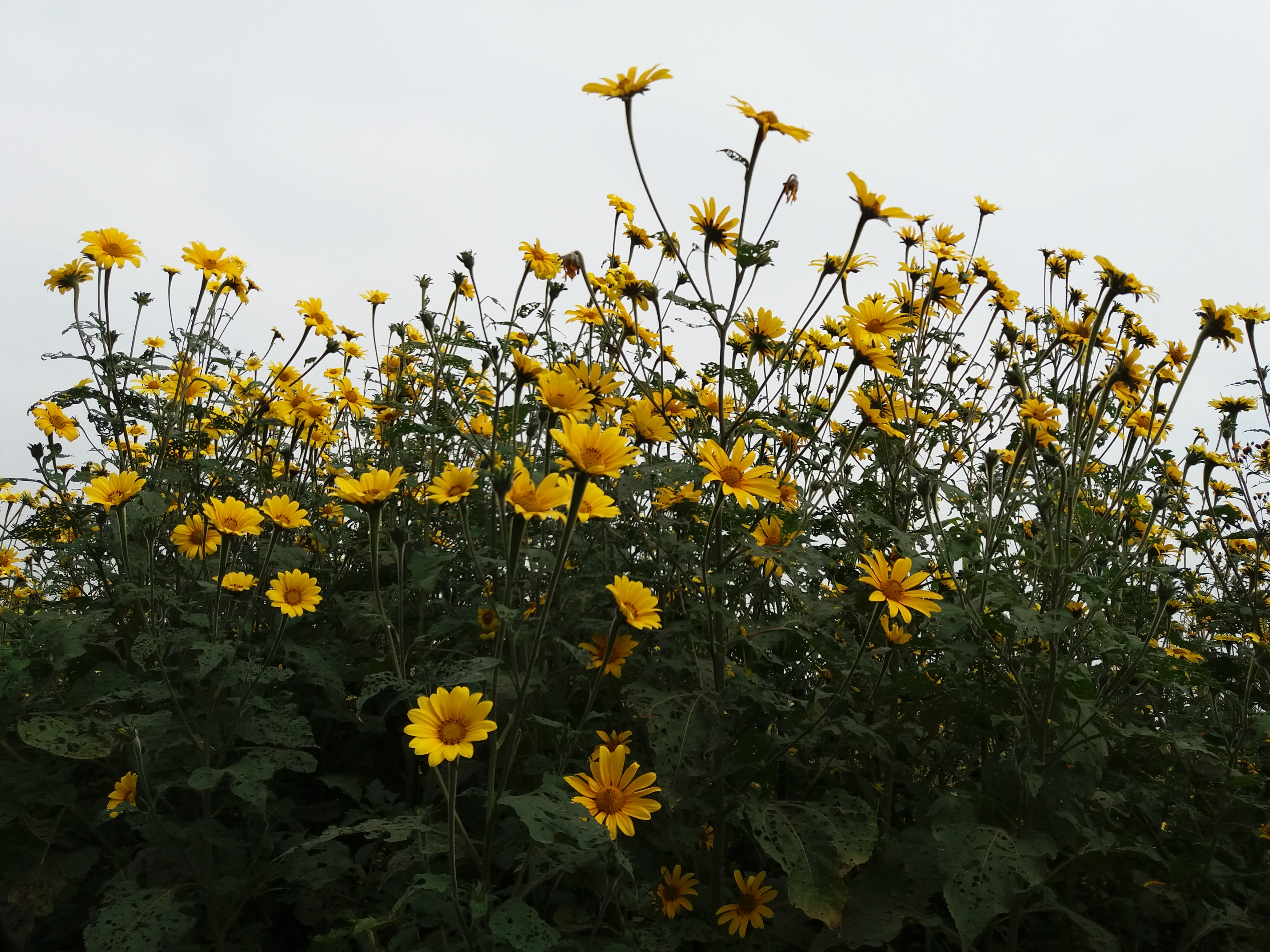
Girasol (2018)
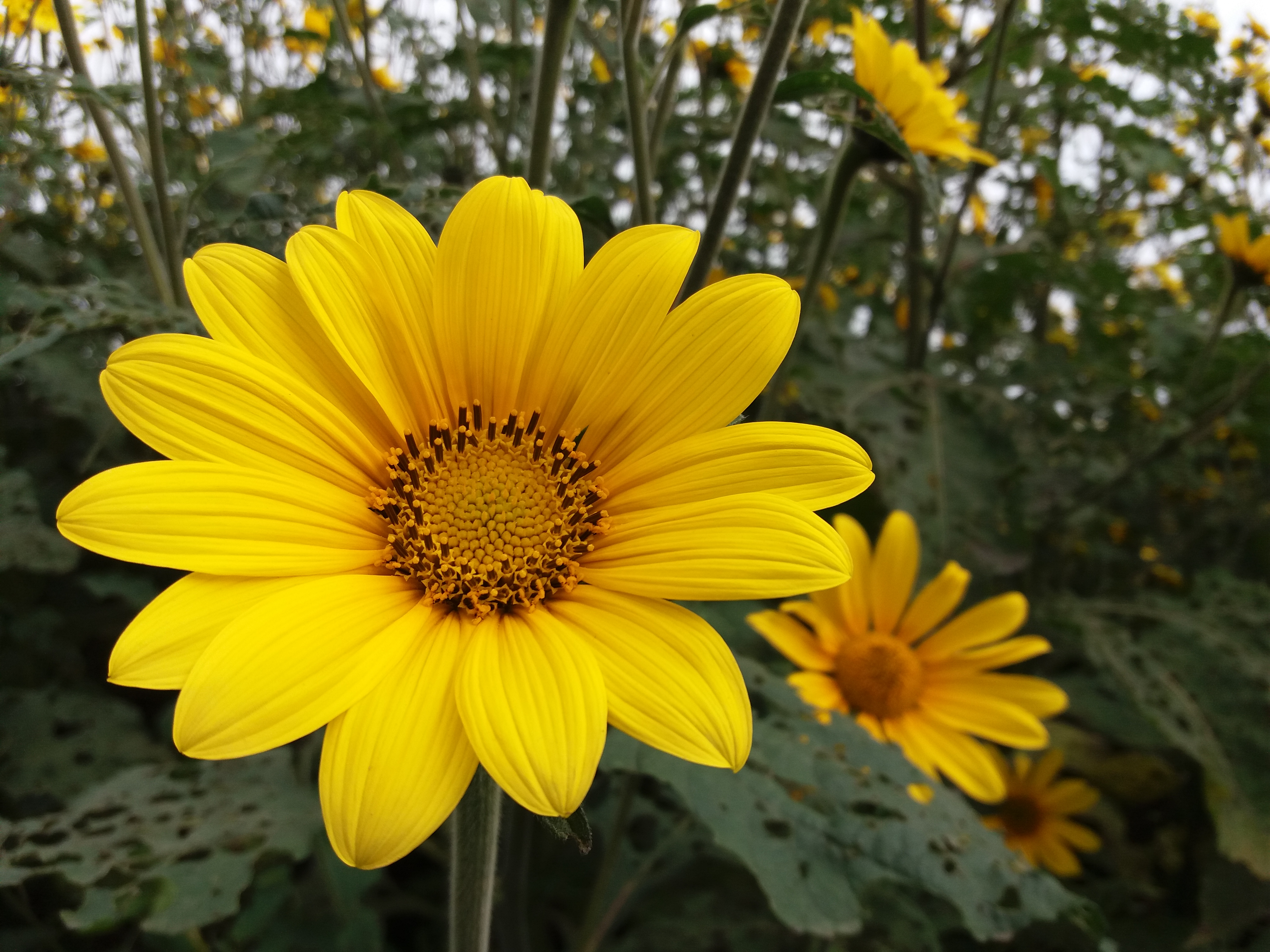
Girasol (2018)
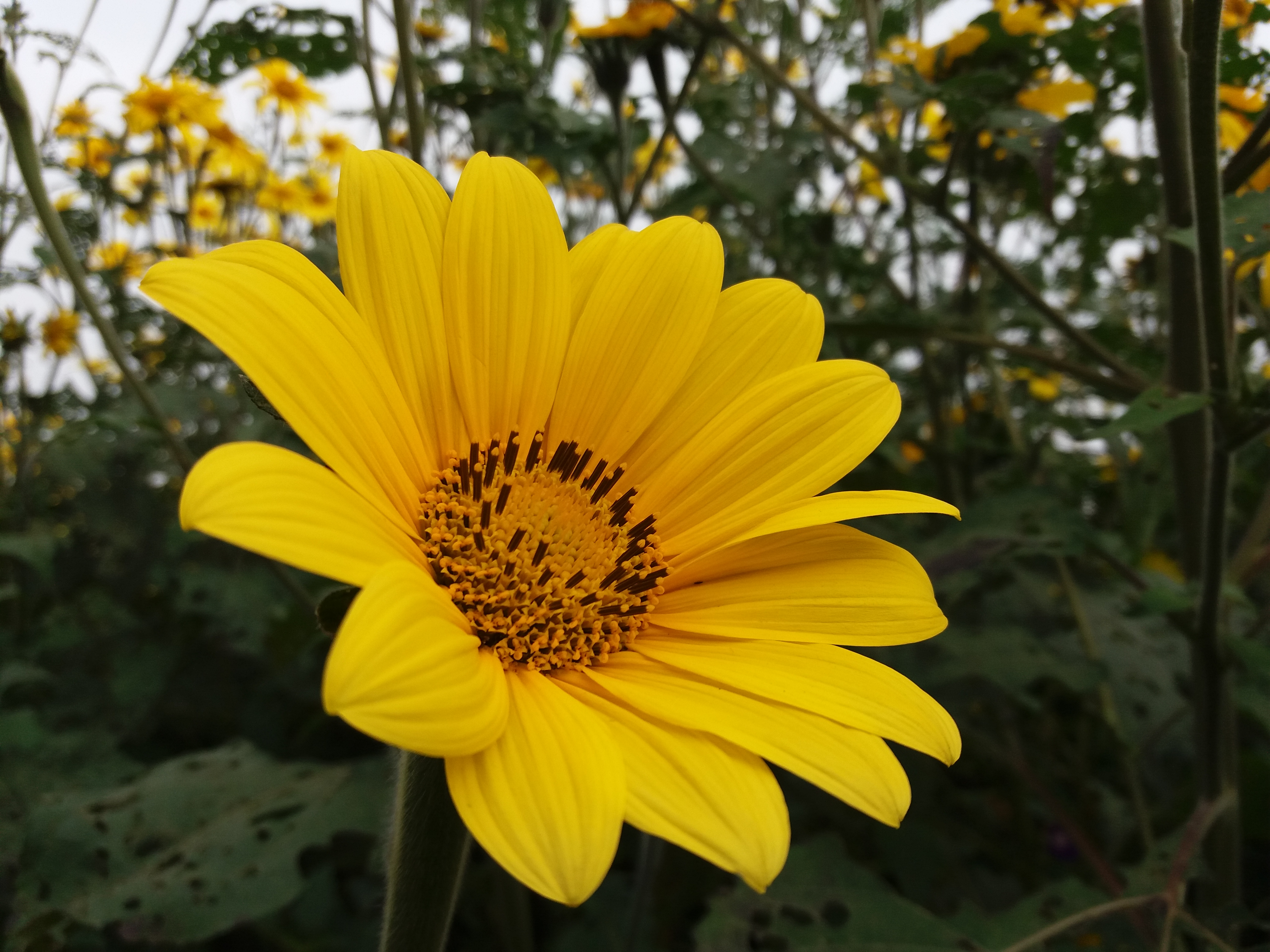
Girasol (2018)
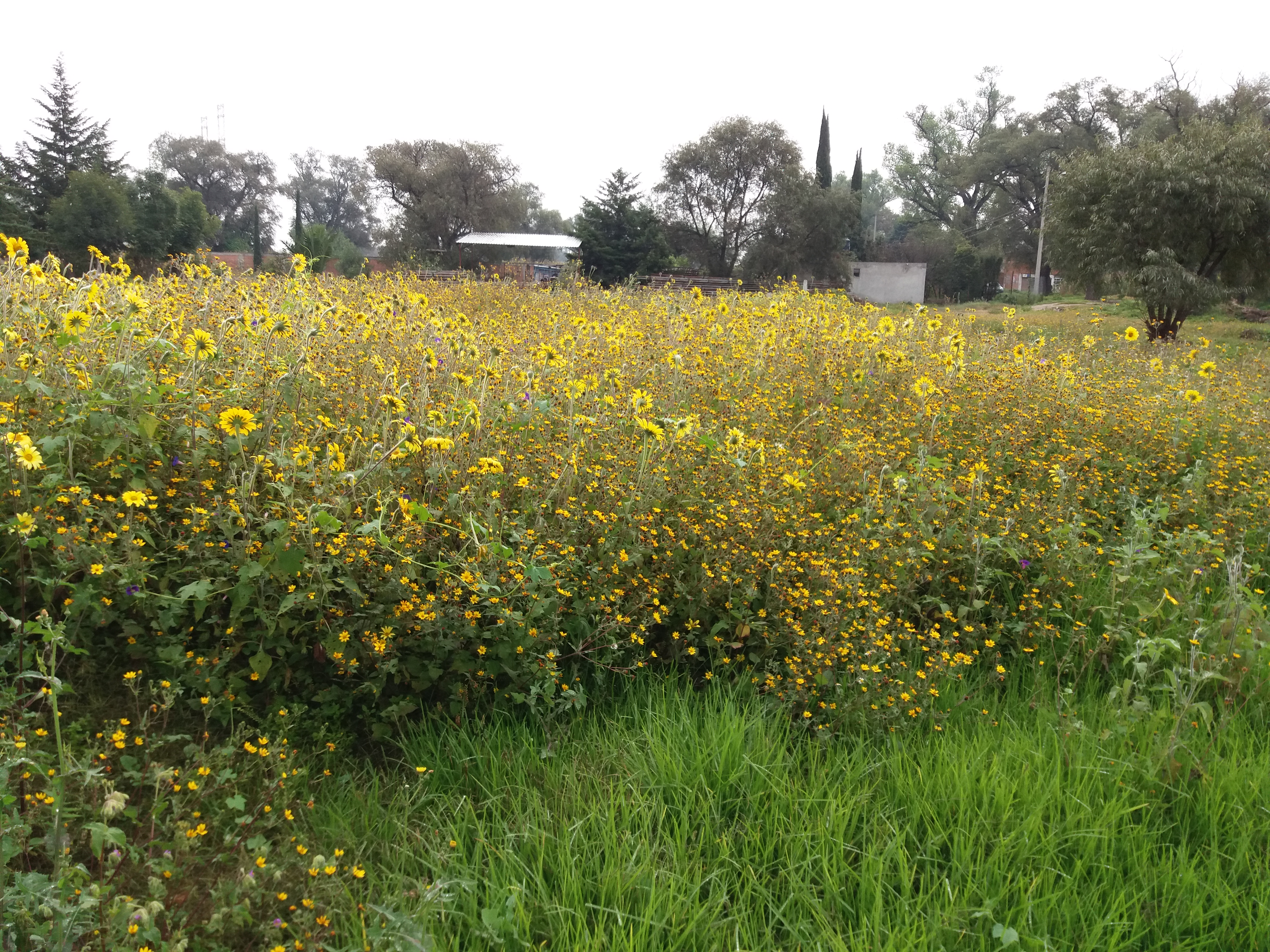
Girasol (2018)
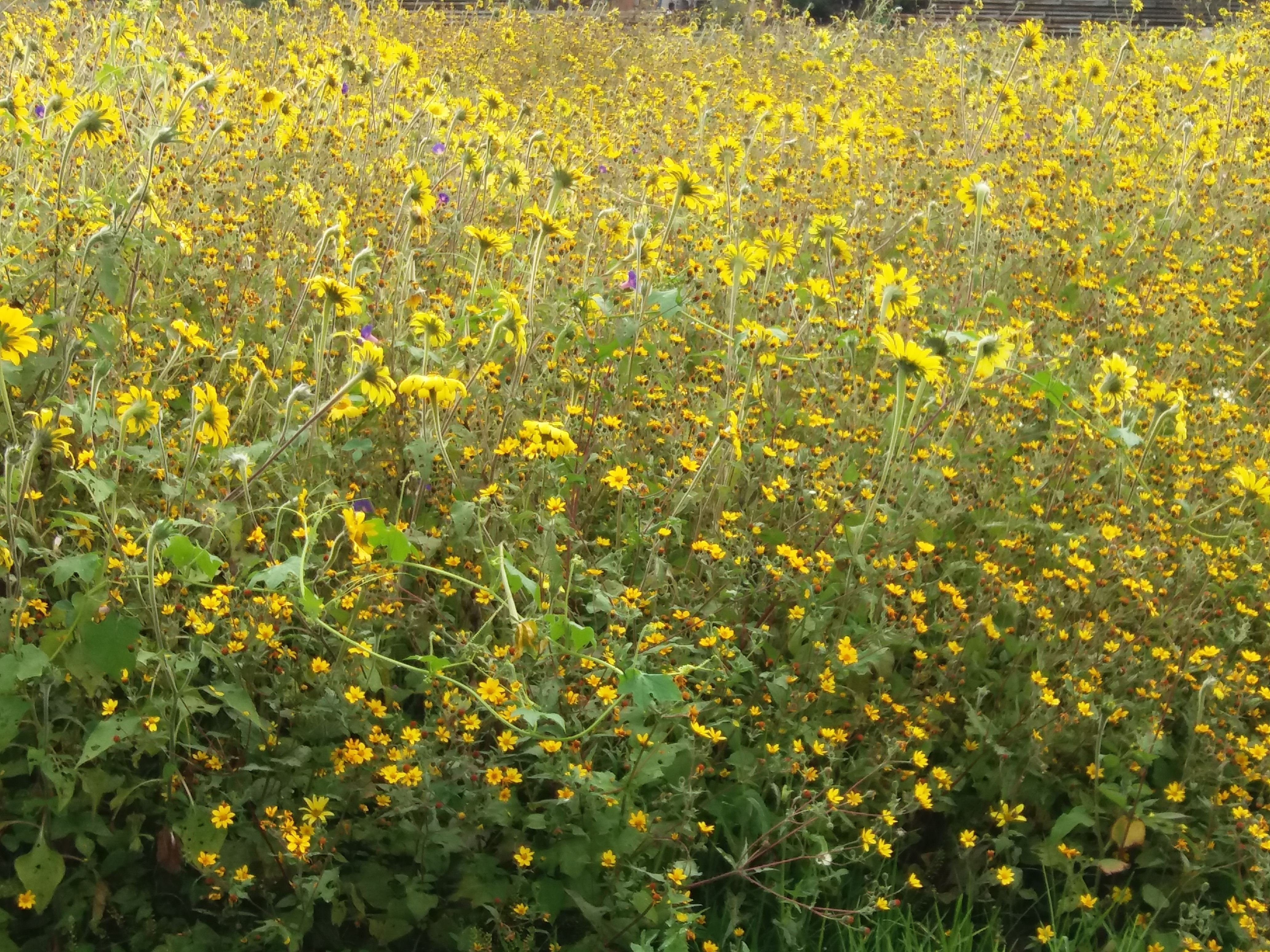
Girasol (2018)

## Galería de fotos - Zonas históricas y culturales

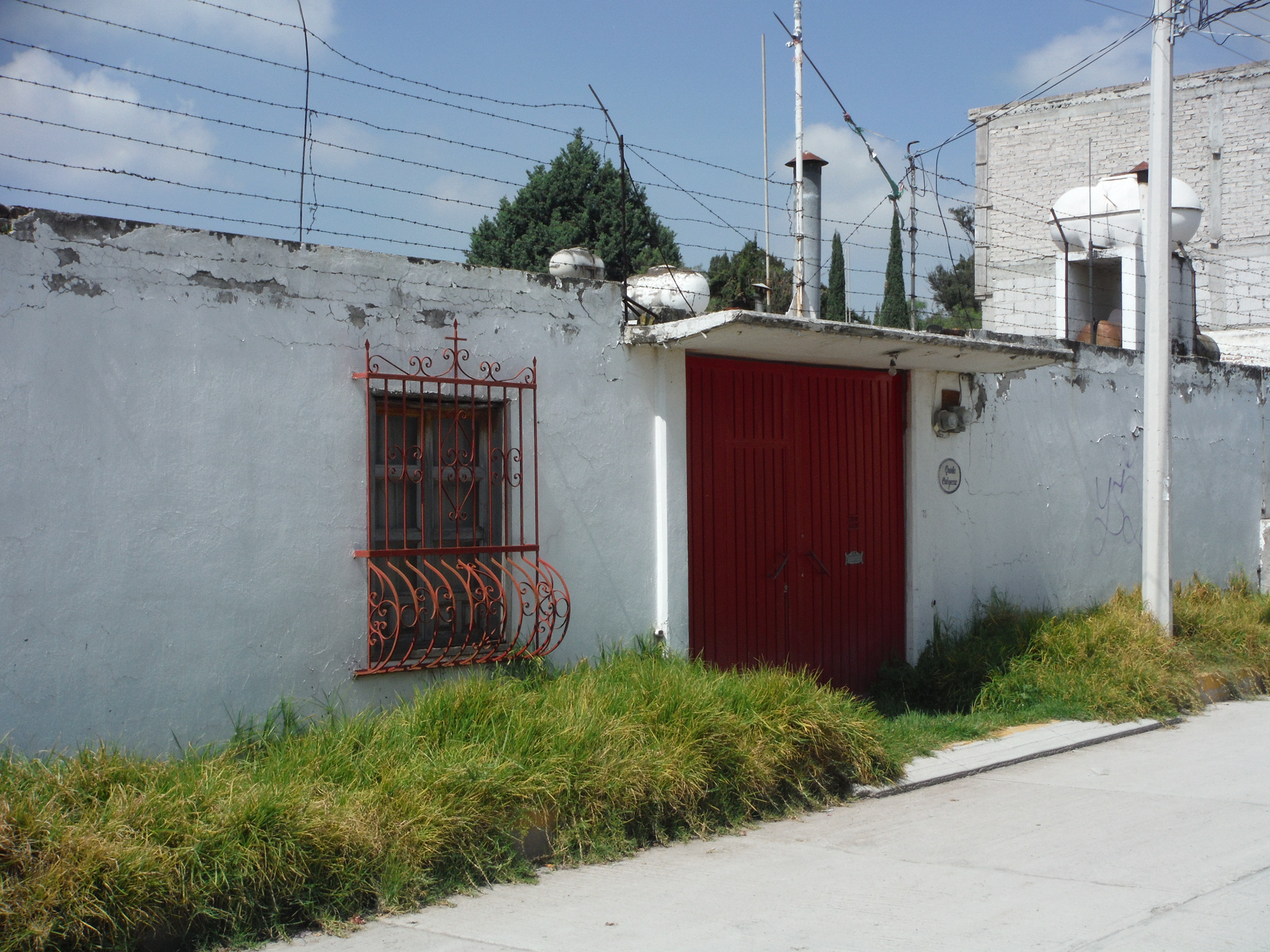
Casa de Cri-Cri (Agosto 2014)
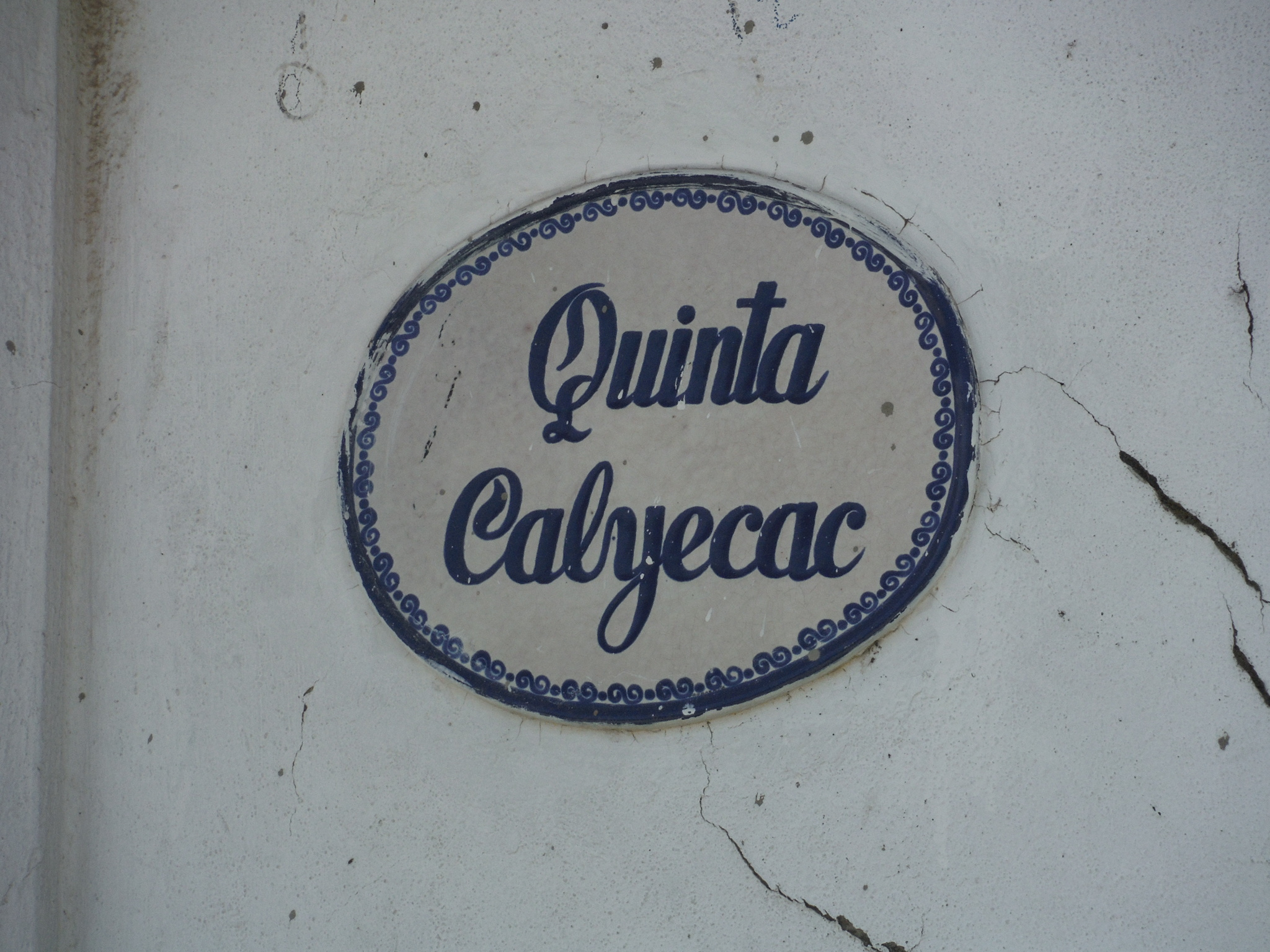
Casa de Cri-Cri (Agosto 2014)
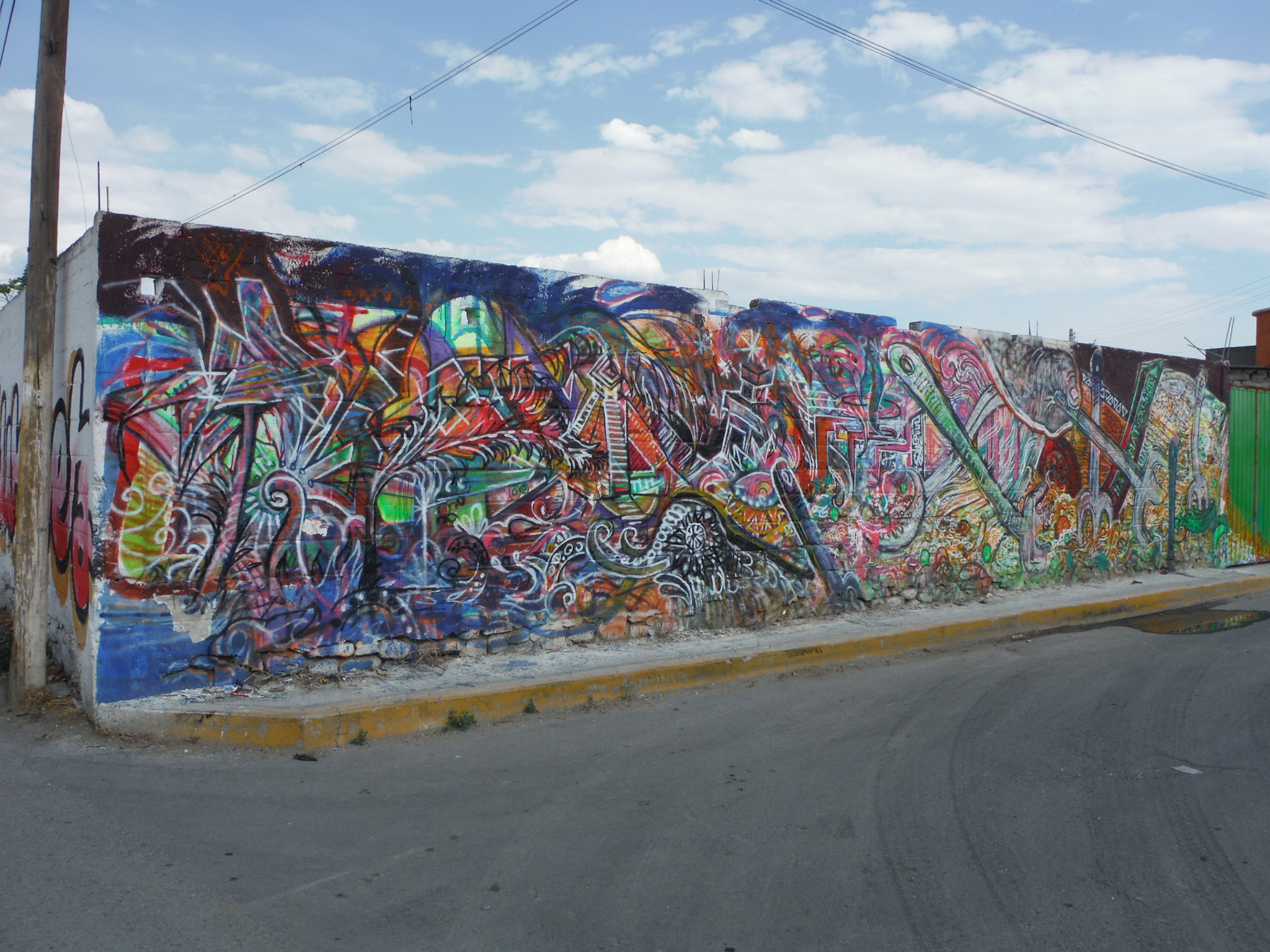
Graffiti (2014)
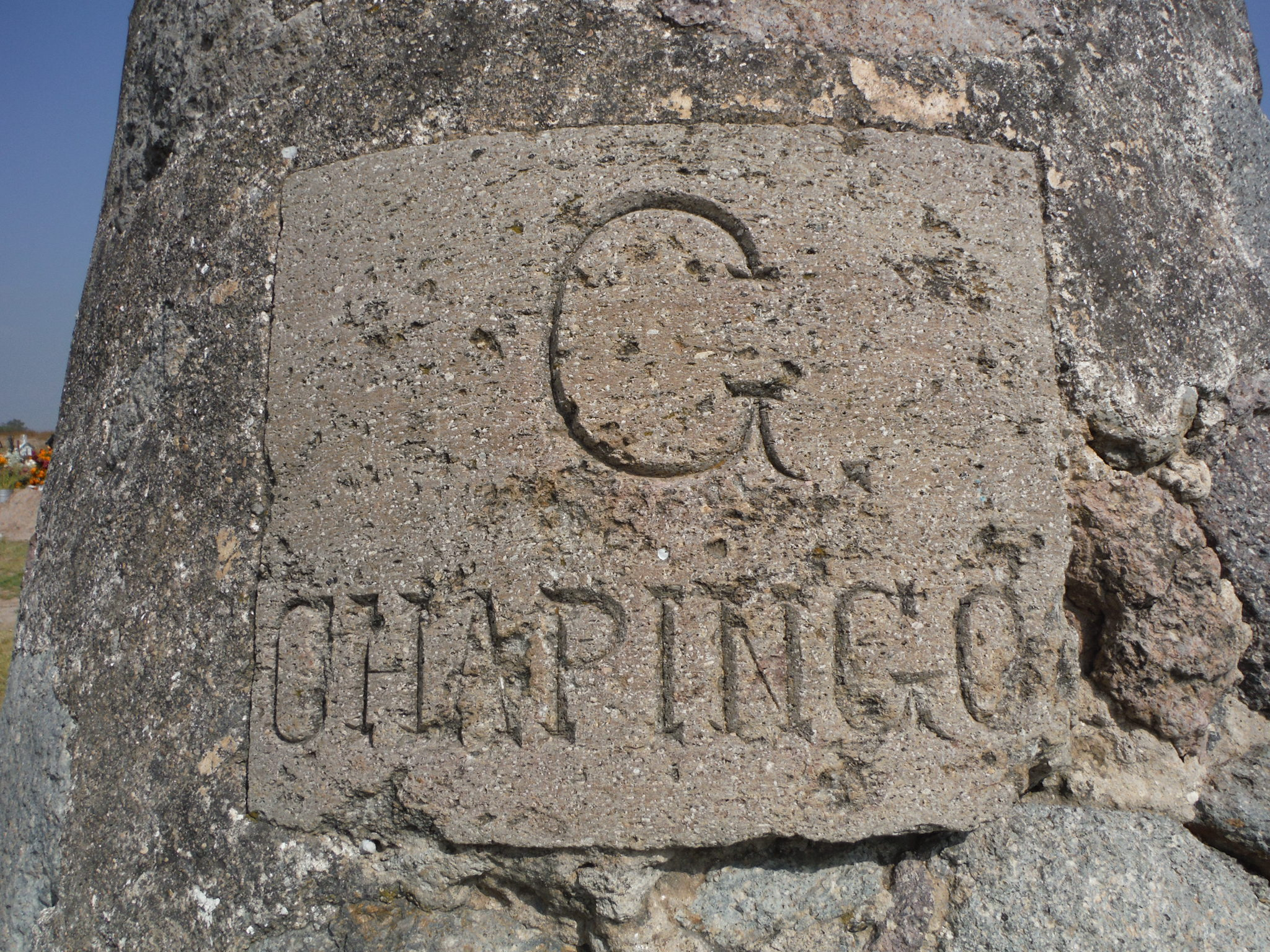
Hito de Chapingo (2015)
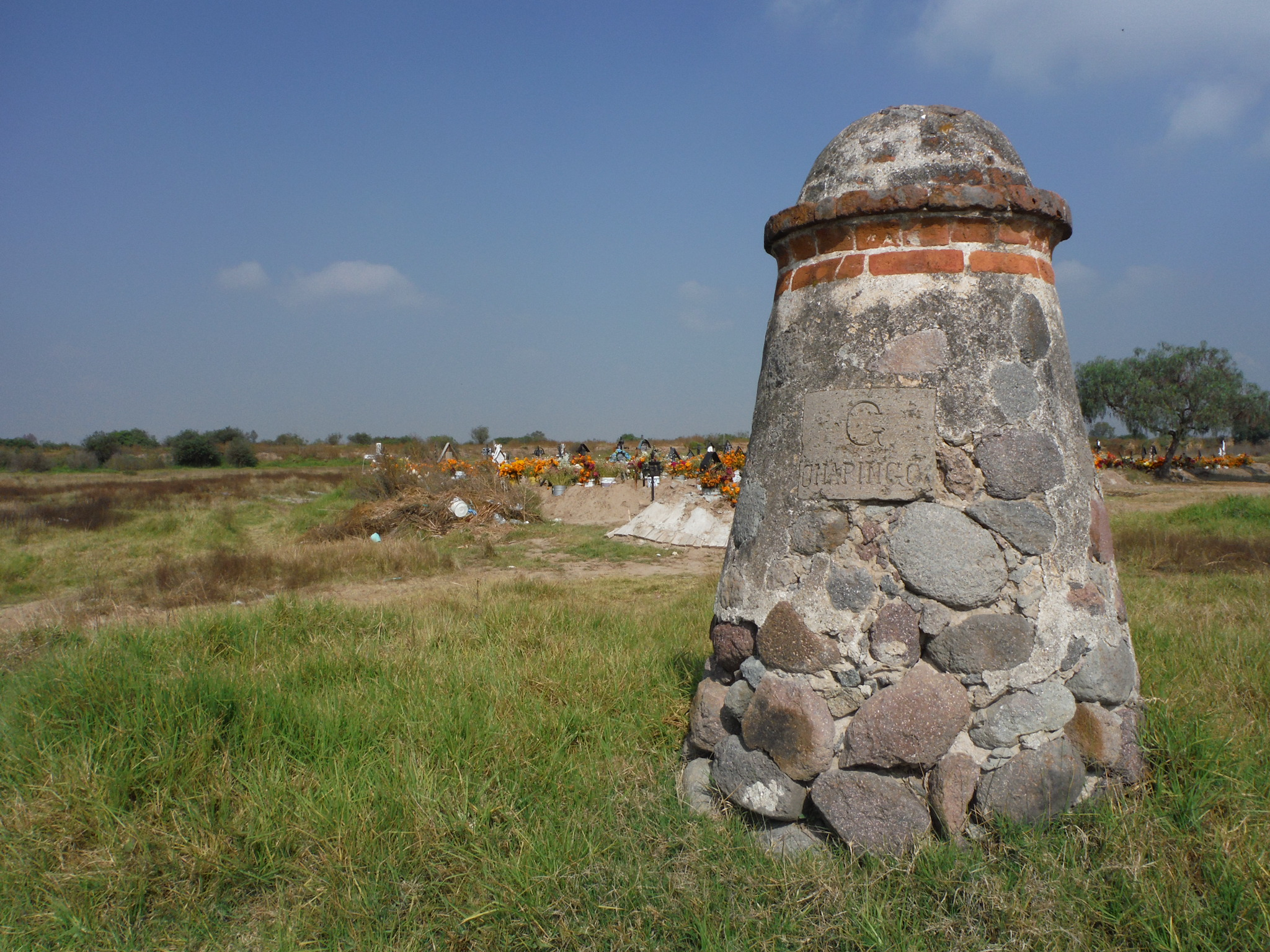
Hito de Chapingo (2015)

## Galería de fotos - Alimentos

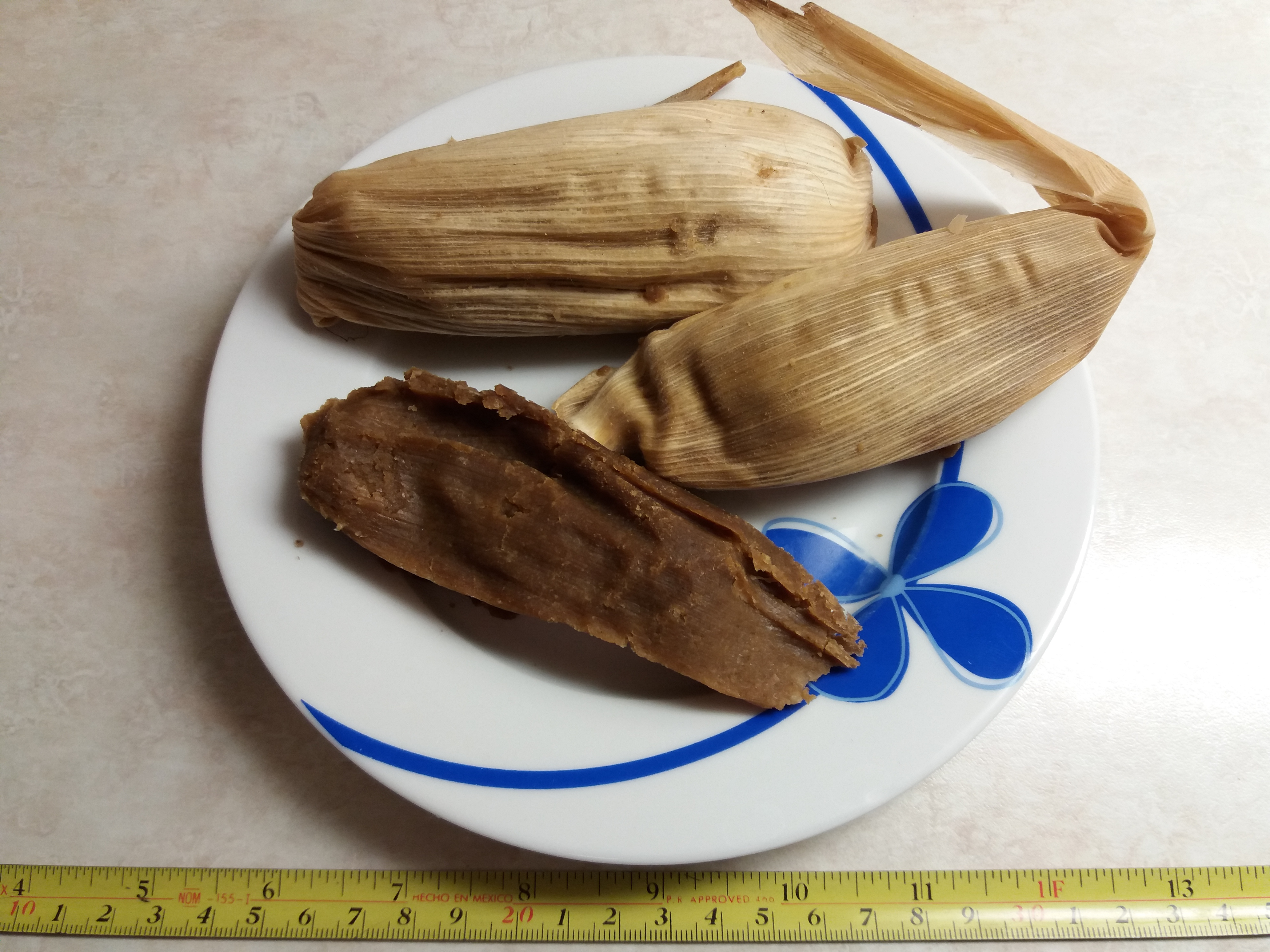
Tamal de piloncillo